# 平成
平成（）は、日本の元号の一つ。

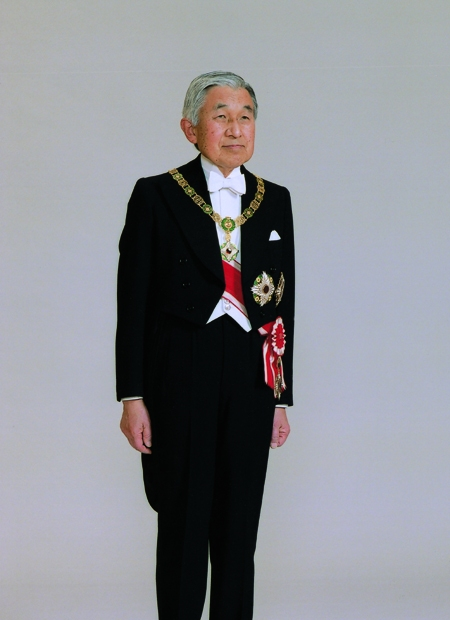
日本国第125代天皇・明仁（現・上皇）

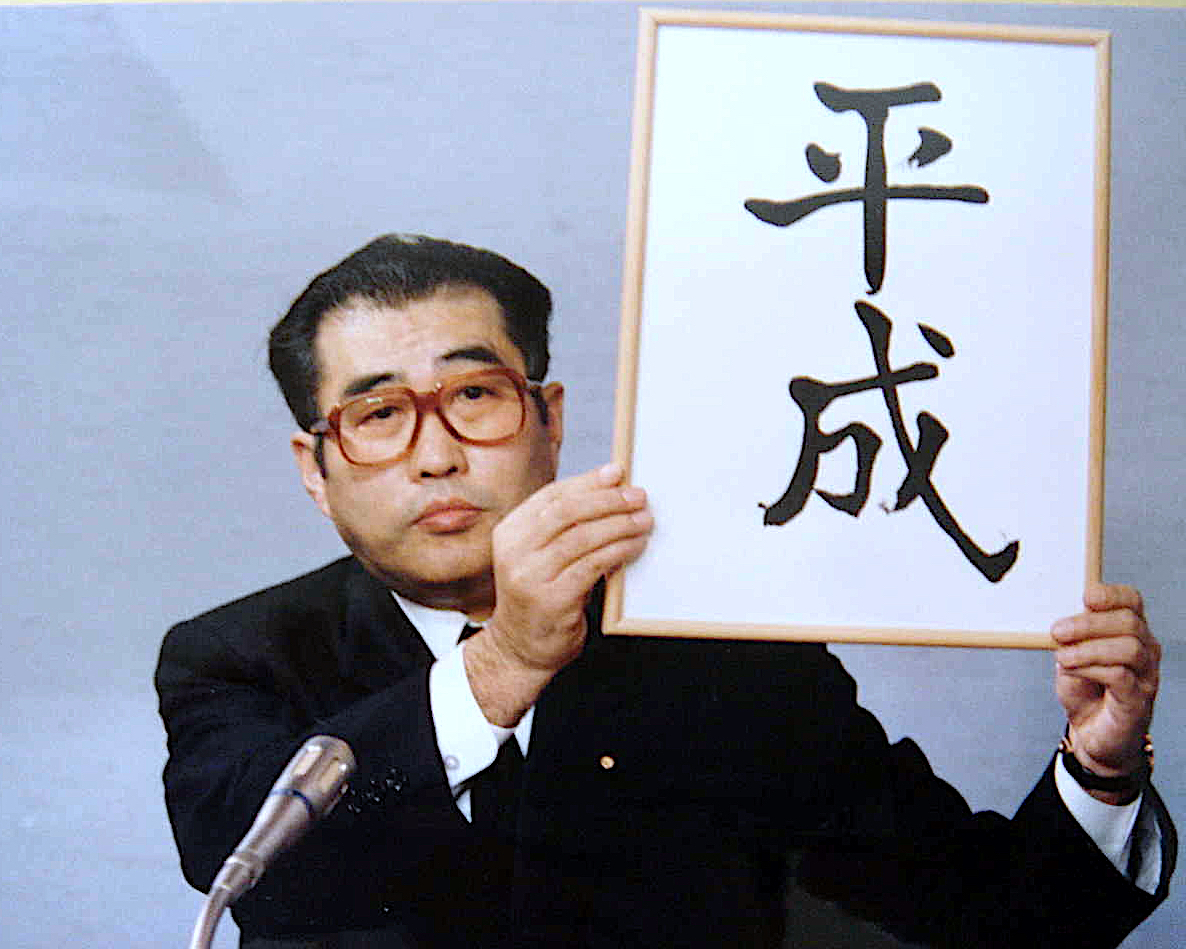
新元号「平成」を発表する当時の内閣官房長官・小渕恵三（竹下改造内閣/1989年1月7日）

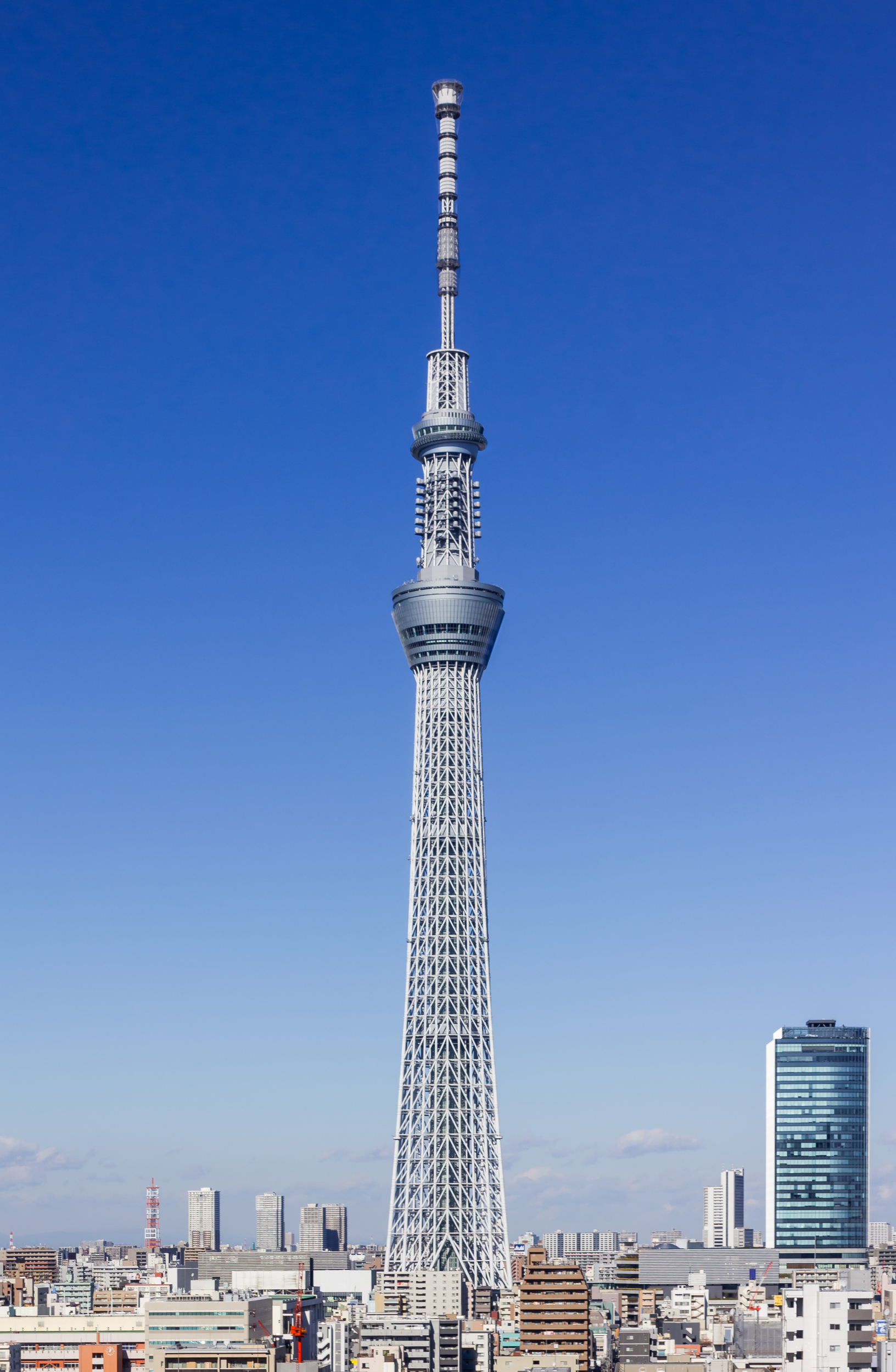
2012年（平成24年）に竣工した東京スカイツリー

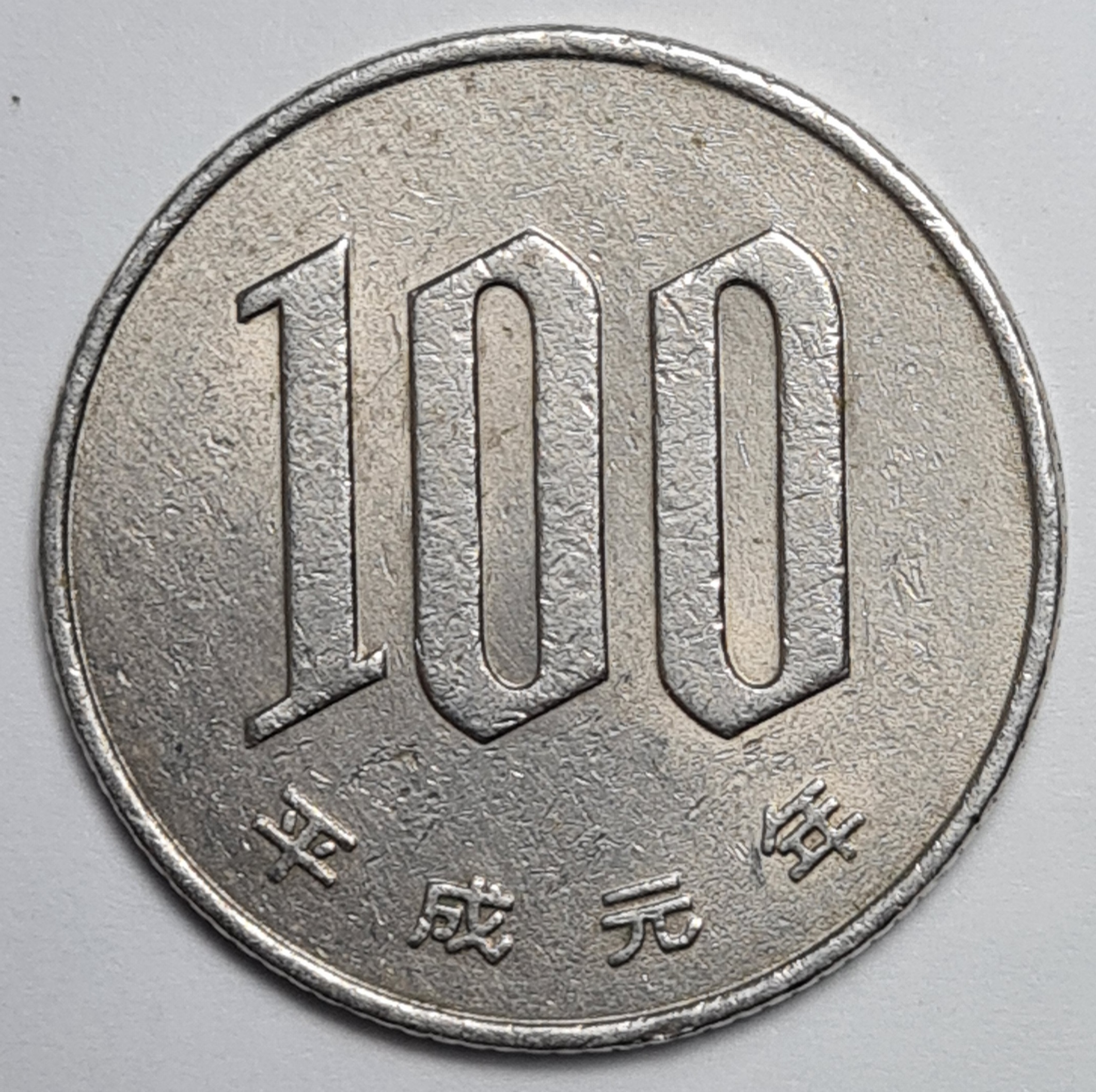
1989年 （平成元年）の100円硬貨

昭和の後、令和の前。大化以降231番目、247個目の元号。明仁（第125代天皇）の在位期間である1989年（平成元年）1月8日から2019年（平成31年）4月30日まで。「元号法（昭和54年法律第43号）」に基づき定められた最初の元号であり、戦後初めて制定された元号(実質の戦後最初の元号)である。また、昭和、明治、応永に次いで歴代で4番目に長く続いた元号である。
本項では日本史の時代区分上、グレゴリオ暦（西暦）の20世紀から21世紀にわたった平成時代（）についても記述する。

## 概説

### 昭和からの改元

#### 経緯

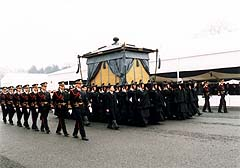
昭和天皇の大喪の礼・葬場殿の儀（1989年〈平成元年〉2月24日）

1989年（昭和64年）1月7日午前6時33分、昭和天皇の崩御に伴いその皇太子であった明仁親王が第125代天皇に即位した。この皇位の継承を受け、同日、1979年（昭和54年）に制定された「元号法（昭和54年法律第43号）」に基づき「元号を改める政令（昭和六十四年政令第一号）」が公布・施行され、その翌日を「平成元年1月8日」に改めることで改元された。これは、1947年（昭和22年）に施行された日本国憲法のもとでの最初の改元だけでなく、日本の元号史上初めて、法令に基づいて改元が行われたことであり、戦後初めての改元でもあった。なお、「元号を改める政令（昭和六十四年政令第一号）」は「昭和64年」において最初で最後の政令となった。
なお、崩御を前提とした手続きは事前に行えないため、改元の際は崩御当日に「元号選定手続について（昭和54年10月23日閣議報告）」に基づいた正式な手続きに入り、翌日に改元が行われた。崩御当日に電話で正式な委嘱を受けた各界の有識者による「元号に関する懇談会」は約20分間意見交換しただけで、重々しい雰囲気の中で慌ただしく新元号は決められたという。ただし、水面下で準備は進められており、昭和天皇が吐血し容体が悪化した1988年（昭和63年）9月に、元号は最終候補の3案に絞り込まれていた。
内閣内政審議室は、昭和天皇崩御の日（1月7日）の早朝、10ほどの候補から最終的に「平成」（へいせい）「修文」（しゅうぶん）「正化」（せいか）の3案に絞り、内閣総理大臣竹下登（竹下内閣）の了承を得た。その日の午後、「元号に関する懇談会」（以下の8人の有識者で構成）と、国会内の常任委員長室に待機していた衆議院正副議長（原健三郎・多賀谷真稔）及び参議院正副議長（土屋義彦・瀬谷英行）に「平成」「修文」「正化」の3つの候補を示し、意見を求めた。
その懇談会の席上で、当時の内閣内政審議室長であった的場順三が、とっさに、明治以降の元号のアルファベット頭文字を順に並べ、「M（明治）・T（大正）・S（昭和）の後はHが据わりが良いでしょう」と言った。
| 氏名       | 肩書（当時）                                   | 肩書（当時）                                     |
| 氏名       | 広域への影響力                                 | 所属                                             |
| ---------- | ---------------------------------------------- | ------------------------------------------------ |
| 池田芳蔵   | 第4代（1973年 - 1979年）三井物産代表取締役社長 | 第14代（1988年 - 1989年）NHK（日本放送協会）会長 |
| 久保亮五   | フランス科学アカデミー名誉会員                 | 慶應義塾大学理工学部教授                         |
| 小林與三次 | 第14代（1985年 - 1991年）日本新聞協会会長      | 読売新聞社代表取締役社長                         |
| 中川順     | 第7代（1984年 - 1990年）日本民間放送連盟会長   | テレビ東京代表取締役社長                         |
| 中村元     | インド哲学者、仏教学者                         | 東京大学名誉教授                                 |
| 西原春夫   | 日本私立大学連盟会長                           | 第12代（1982年 - 1990年）早稲田大学総長          |
| 縫田曄子   | NHK委嘱解説委員（1975年 - 1988年）             | 市川房枝記念会理事長                             |
| 森亘       | 第13代（1985年 - 1989年）国立大学協会会長      | 第23代（1985年 - 1989年）東京大学総長            |

その後に開かれた全閣僚会議でも「平成」で意見が一致し、同日14時10分から開かれた臨時閣議において新元号を正式に「平成」と決定した。14時36分、小渕恵三内閣官房長官が記者会見で発表した。
と述べたあと、河東純一の揮毫した新元号「平成」を墨書した台紙を示す姿は、新時代の象徴とされた（#経緯も参照）。なお、新元号の発表の際に、口頭での説明は難しいので、視覚に訴えるように「書」として発表したのは、石附弘秘書官のアイディアである。
同日、「元号を改める政令（昭和六十四年政令第一号）」は新天皇の允裁（いんさい）を受けた後、官報号外によって公布され、翌1月8日から施行された。また、「元号の読み方に関する件」（昭和64年内閣告示第6号）が告示され、新元号の読み方が「へいせい」であることが明示された。
明治から大正、大正から昭和への改元の際と異なり、平成改元の際に翌日から施行された背景として、当時は文書事務の煩雑化・ワードプロセッサを初めとするOAに伴うコンピュータプログラムの変更を行うためと報道された。

#### 「平成」提案に関する事項
最終候補の3案の一つであった「平成」を提案したのは、東洋史学者の山本達郎である。
当時、内閣内政審議室長として新元号選定に関わった的場順三によると、元号の最終候補3案は極秘裏に委嘱していた山本、目加田誠、宇野精一の3氏の提案によるものだという。『文藝春秋』での佐野眞一の取材に対して、的場は「元号は縁起物であり改元前に物故した者の提案は直ちに廃案になる」と述べ、改元前に物故した諸橋轍次、貝塚茂樹、坂本太郎らの提案はすべて廃案になったとしている。この取材以前には竹下内閣当時の内閣官房副長官であった石原信雄も物故者の案は没になる旨の証言をしていた。一方で、「平成」という言葉を知っていたと推定され、的場が新元号選定に関わる前に物故していた諸橋や安岡正篤らの案の一覧表を竹下総理のほか政府関係者が見たという政府関係者の証言もあり、これは物故した学者の考案した元号案は除外され、廃案になるという石原や的場の証言と食い違う。また、新元号が官房長官室または首相政務室の金庫の中に眠っているとの表現が異なる噂が永田町界隈では定説とされていたものの、封が施されたまま三原朝雄総理府総務長官が大平正芳総理に提出し、そのまま金庫に収められたとされる資料の所在について、すでに政界を引退して地元の福岡に戻った三原が官邸に来訪した際に伝えたのかは不明であるが、竹下総理は官房長官室の金庫の中に密封された元号案がある旨も語っていたことに加え、総理を降りた後にその中から選定したとも述べていた。しかし、実際に選定された元号案は、官房長官室の金庫から移されたものではなく、別個に内閣官房内閣審議室の金庫に保管され、内閣内政審議室に引き継がれていたものである旨を小渕内閣官房長官はそれ以前に読売新聞の取材で述べていた。
的場は当時、内閣官房内閣審議室長（当時の正式名称であり、一部報道では「内閣官房審議室長」とも表記されたが、のちに内閣内政審議室長に改称された）として、前任者から引き継いだ候補考案者3名のうち2名が相次いで逝去したことに伴い、代替となる学者を秘密裏に探すこととなった。この結果、文部省の職員と2名のみで選定準備を進めることとなり、最終的に山本達郎に依頼することを決め、電話で依頼した上で、山本が日本学士院で会う旨を伝え、そこで直接相談する形をとった。当時はすでに天皇の容態悪化により報道が過熱しており、学者の自宅前には多数の記者が待機する状況にあったため、的場らは山本が出席する日本学士院の会合に紛れて接触を試みたという。
竹下内閣当時の内閣官房副長官であった小沢一郎は、「総理のところに上がってきた案は『平成』と『化成』の二つであり、総理と小渕さんと僕の3人で『平成』を選んだ」旨を証言している。
竹下総理による前述での1990年（平成2年）1月に行った講演の際には、元号法制定後に委嘱した学者の中に陽明学者の安岡正篤がいた旨を非公式ながら述べたとされ、そこから「平成」は安岡が発案したとの説が広まった。さらに、「その［『官房長官の金庫に密封してしまっておいた』『元号の候補』］中に似たものもあり、平成という元号を選ばせてもらった」とも述べ、「大きな波紋を呼んでいる」。しかし、石原は「『平成』は、陽明学者の安岡正篤さんの案だという説もまことしやかに言われていますが、これはありえません。なぜかというと、元号は亡くなった方の案は採用しないからです。新元号は縁起物ですから、暗黙の了解でそういうことになっているんです」と述べている。加えて、的場も「実際、『「平成」の考案者は安岡正篤氏』という誤った説も広まっていたので、歴史の真実を歪めないためにも、新元号選定の経緯を明かすようになりました」と述べている。また、竹下は首相退任後に記した著書の中で、「これ［『平成』］について世上の一部には、かなり以前から考案され、すでに亡くなっている人のものだとの風説もあるが、現存されている立派な学者の考案であり、最終的には内閣の責任で決定したものであることを記しておきたい」と証言している。一方で、元共同通信記者の後藤謙次は、「首相退任後も竹下の私邸に通った。ある日、考案者は安岡氏ではないかと話を振ると、竹下氏がぽつりと漏らしたという。『たとえ死んでも、違う人に（案を）出してもらう手もあるわな』」と述べている。渡部恒三も「『「平成」の原案をつくったのは安岡先生だと思う。まだ昭和天皇が亡くなる前だから、あんまりおおっぴらにできないけど、竹下と小渕と俺の三人だけで相談して、あの先生に元号をつくってくれ、とこっそり頼みに行ったことがある』と、証言」している。ただし、「竹下の元秘書の上野［治男］は、安岡の晩年の秘書から、『平成』は安岡先生の原案ではない、と聞いている」といい、「有力な反論」の一つとされている。

#### 典拠
新元号の発表時に小渕内閣官房長官が述べた「平成」の典拠は漢籍で、以下の通りである。※漢文中の太字箇所から元号が採られた。
內平外成
（内平かに外成る）
地平天成
（地平かに天成る）
「平成」は「国の内外、天地とも平和が達成される」という意味である。日本において元号に「成」が付くのはこれが初めてであるが、「大成」（北周）や「成化」（明）などの外国の元号や13代成務天皇の諡号には使用されており、「平成」は慣例に即した古典的な元号といえる。
江戸時代最末期、「慶応」と改元された際の別案に「平成」があり、出典も同じ『尚書（書経）』大禹謨からとされている。
なお、「平成」の決定の際に漢学者らからは「同じ記述がある『春秋左氏伝』から引用すべきだったのではないか」や「出典箇所（書経の該当項目）は偽書の偽古文尚書であり、信用性に欠ける」といった意見もあった。

#### 発表

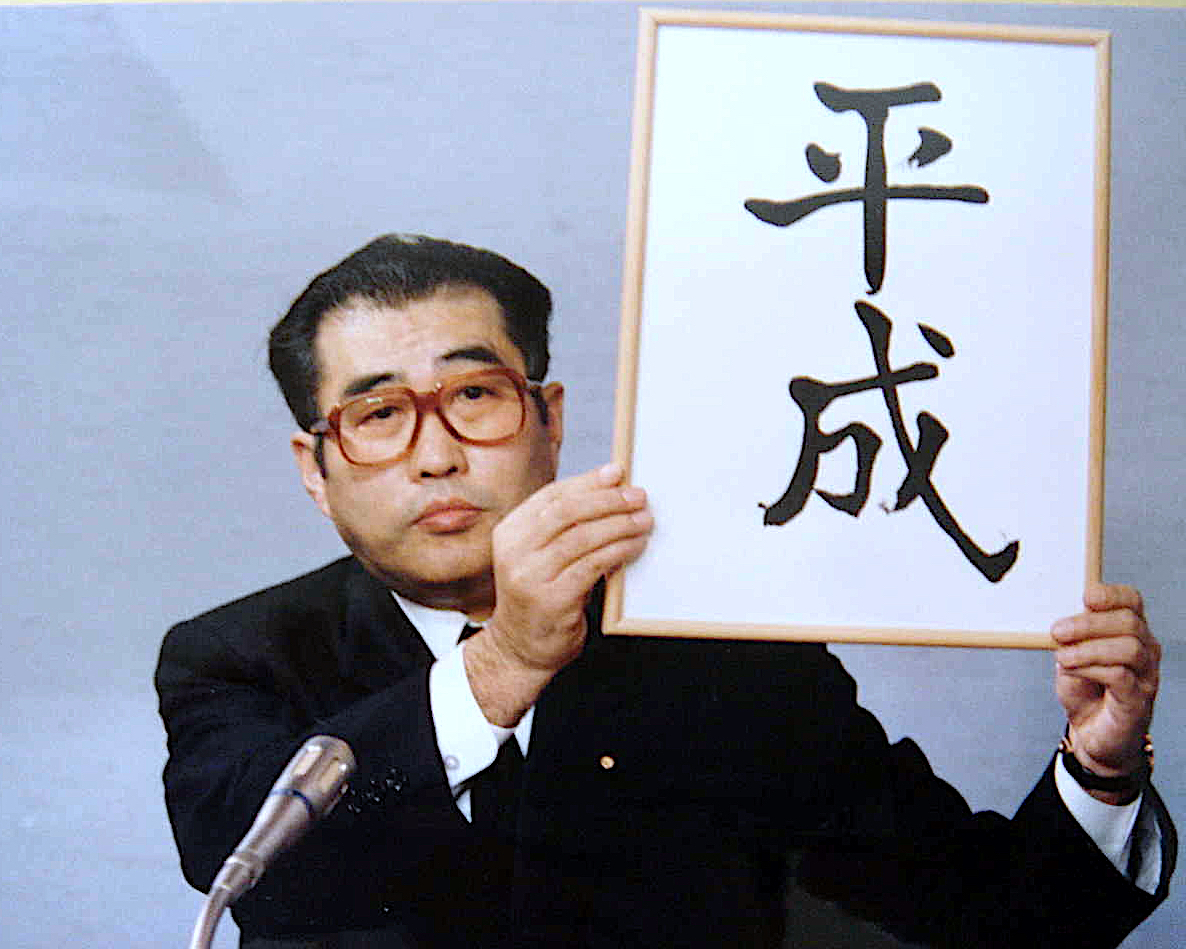
新元号を発表する小渕恵三内閣官房長官（1989年〈昭和64年〉1月7日）

小渕内閣官房長官（当時、後に首相）が、総理大臣官邸での記者会見で使用した台紙に「平成」と文字を揮毫したのは、内閣総理大臣官房（当時。中央省庁再編後は内閣府大臣官房）人事課辞令専門職の河東純一である。なお揮毫は、会議室の長テーブルにパイプ椅子という環境で行われたため、河東は後に「あれは作業台ですよ」と語っている。
小渕内閣官房長官の秘書官だった石附弘も「大正」からの改元時の「昭和」の発表時には、ラジオでは漢字の雰囲気を伝えられず、「光文事件」の誤報もあり、大衆の期待感が高まらなかったことを受け、テレビの生放送により「新時代への期待感や雰囲気」を醸成できると考えており、テレビ会見を重視していた。揮毫した河東も「確たる未来と新時代への力強さを見せるため」あえて文字のかすれを抑えるなど、映像が流れた際の見栄えを考慮していたという。
文字だけではなく、披露する際の動作も事前に考えており、印象を残すため半紙を顔の横に掲げることにした。また、当初は半紙をアクリル板に貼り付ける予定だったが、直前にマスコミに相談したところ、フラッシュが反射して見えないとの指摘を受け、「半紙プラス白木の枠組み、アクリル板なし」の構成となった（元々、崩御前に石附の自宅に詰めていた記者からアドバイスを受けていたという説もある）。
河東は2005年（平成17年）12月に職務（20万枚以上に及ぶ官記・位記・辞令および表彰状等の作成）の功績を認められ、第18回「人事院総裁賞」個人部門を受賞した。
発表後の奉書紙については、発表後の扱いについて取り決めがなされておらず、実際に掲げられた正本が竹下首相に、予備の副本が小渕官房長官にそれぞれ贈呈されて私有物扱いとなり、公式には行方不明となっていた。後に、竹下の孫（次女の息子）である歌手・タレントのDAIGOが出演したTBSテレビ等の番組において竹下邸一階の応接間に飾られて保管されている様子が紹介されたり、その本物の奉書紙を許可を得て持ち出して披露したことで行方が判明した。その後、国立公文書館が平成21年度秋の特別展「天皇陛下御在位20年記念公文書特別展示会」を開催するために、竹下家と連絡を取って奉書紙を2009年9月に借り受け、特別展が終わり返却しようとしたところ、竹下家から保存の意向を受けて、翌2010年3月に正式に寄贈されることとなった。これを受けて令和の奉書紙は、発表当初から公文書として扱うことが決定した。
国立公文書館では簿冊標題「平成（元号）の書」としてスキャン画像が公開されているが、原本は閲覧できない。同館の常設展示室には通常、奉書紙の複製が展示されているが、期間を限って原本を特別展示することもある。なお、国立公文書館のショップではスキャン画像を元にしたクリアファイルが販売されている。

#### 元号発表以前から存在した「平成」
「平成」発表後、それにちなんで命名された団体名や地名などは多い（後述の「平成を冠するもの」参照）。「平成」の選定過程で、政府は団体・企業や個人の名前に使われていないかを調査したが、インターネットによる事物検索が2024年（令和6年）現在のように普及していない時代であったこともあり、事前調査にも限界が生じて元号と同じ漢字表記となる人名や地名の把握は不完全であった。
そのため、人名では「たいら しげる」という読みの男性や、地名では「へなり」と読む岐阜県武儀町（現・関市）の小字などが、元号の発表以前から存在した「平成」として確認されている。元号の選定に携わった的場は中華料理店の屋号まで調べていたが小字までは手が回らず、これらの偶然の一致について「仰天した」と回想している。
このほか、三重県埋蔵文化財センターが開催する「おもろいもん出ましたんやわ展」の2015年（平成27年）開催分で、松阪市の朝見遺跡から出土した「平成」と書かれた平安時代中期の墨書土器が公開された。櫛田川の氾濫を鎮めるための祭事に使われたと推定している。

### 令和への改元

#### 経緯
2016年（平成28年）8月8日に第125代天皇明仁が「象徴としてのお務めについての天皇陛下のおことば」（国民に向けたビデオメッセージ）を表明し、これ以降、譲位に関する議論が活発化した。
2017年（平成29年）、「天皇の退位等に関する皇室典範特例法（平成29年法律第63号）」が、第3次安倍第2次改造内閣（安倍晋三首相）により国会の常会（通常国会）に提出され、衆議院と参議院の両院で原案の通りに可決されて6月9日に法律となり、同月16日に公布された。同法第二条は「天皇は、この法律の施行の日限り、退位し、皇嗣が、直ちに即位する。」と定め、施行期日は附則第一条で、公布の日から起算して3年を超えない範囲内において政令で定める日とされた。同年12月1日に開催された皇室会議と同月8日の閣議を経て、2019年（平成31年）4月30日をもって天皇が退位することが正式に決定された。さらに12月13日、同法の施行期日を「平成31年4月30日」とする政令が公布され、同法の規定によって天皇が同日に退位し、第一皇子・皇太子徳仁親王が翌5月1日に即位するという日程が決まった。この皇位の継承を受けて、元号法（昭和54年法律第43号、本則第2項：元号は、皇位の継承があった場合に限り改める。）の規定に基づき、5月1日に元号が改められる見込みとなった。一方で、新元号の発表は改元1か月前の4月1日になることが決まった。
2019年（平成31年）4月1日、元号法に基づき政府は平成に代わる新しい元号を「令和」（読み方：「れいわ」）と発表した。「昭和」から「平成」への改元時をほぼ踏襲して、最初の発表は午前11時41分から菅義偉内閣官房長官により行われ、続いて12時5分より安倍晋三首相による談話が発表された。同日、元号法（本則第1項：元号は、政令で定める。）に基づき、元号を改める政令（平成三十一年政令第百四十三号）が退位される天皇によって公布され、同日付の『官報』に掲載された。「令和」の読み方である「れいわ」は同日の内閣告示で示された。
「一世一元の制」が定められた明治以降を経て1979年（昭和54年）に施行された「元号法」の下で初めての事であり、皇室史上においても、江戸時代後期にあたる1817年5月7日（旧暦：文化14年3月22日）の光格天皇から仁孝天皇への譲位以来実に202年ぶりの先帝の退位に伴う皇位継承と改元が行われた。2019年（平成31年）4月30日、天皇退位特例法に基づく第125代天皇の退位の儀式である退位礼正殿の儀が行われた。そして、翌5月1日午前0時、第125代天皇は退位され上皇となるに伴い皇太子徳仁親王が第126代天皇に即位し、30年余り続いた平成時代は終わりを迎え、元号を改める政令が施行されて、令和に改元された。
「平成」の期間は計11,070日（30年と113日）となり、これは日本の元号では「昭和」（62年と14日）、「明治」（43年と281日）、「応永」（33年と313日）に次いで4番目の長さである（5番目は「延暦」の23年と251日）。

## 時代の流れ

### 時代概説

#### 平成一桁代
1989年（平成元年）1月8日から1997年（平成9年）まで。

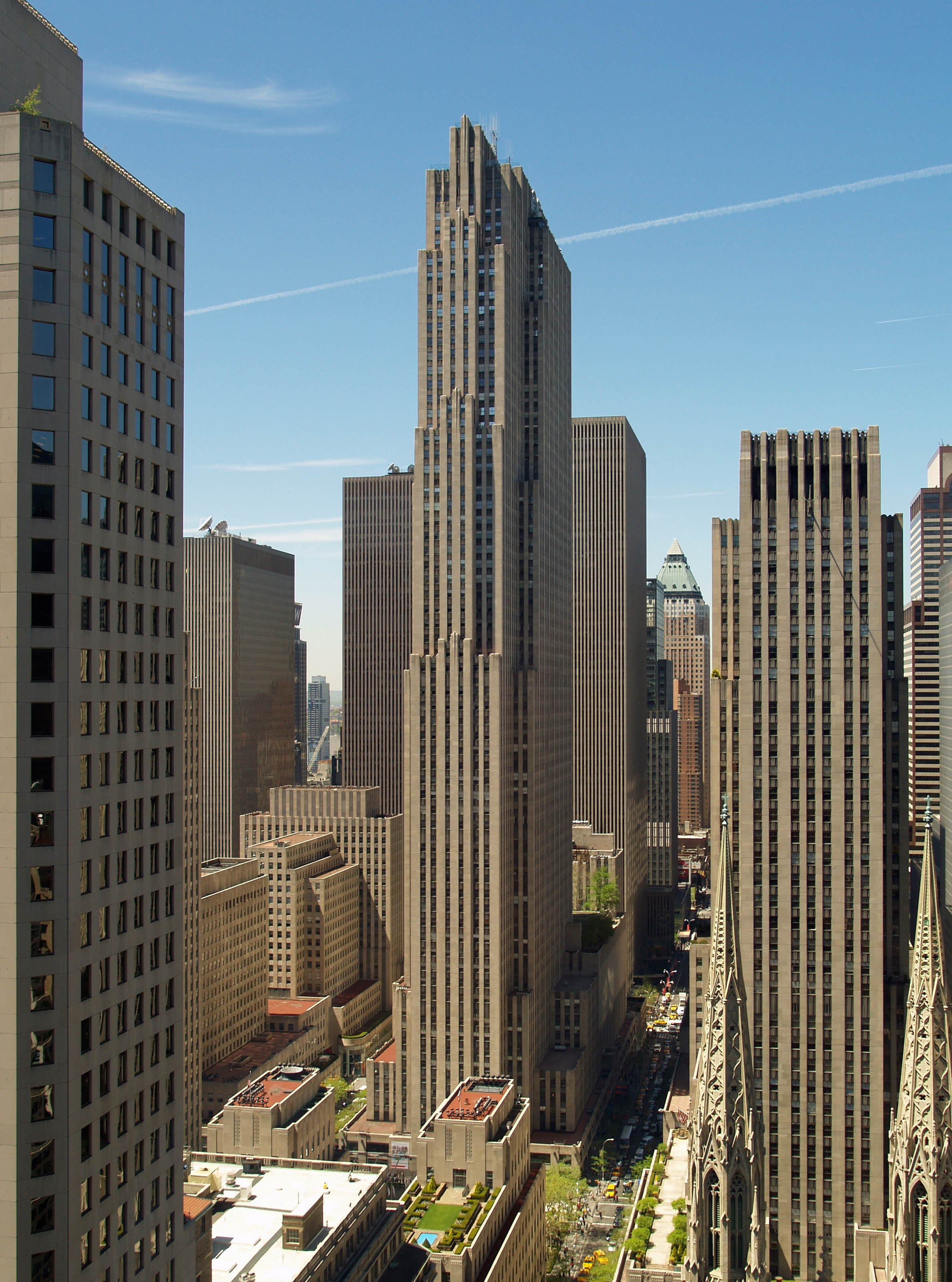
1989年（平成元年）に、三菱地所が約2200億円で買収したニューヨークのロックフェラー・センター

日本国内では、昭和末期から不動産や証券への投機熱でバブル景気が起きており、日米貿易摩擦を受けて日米構造協議が始まった。
1990年（平成2年）には湾岸戦争が勃発し、小切手外交を批判された日本は初の自衛隊海外派遣を行うこととなった。翌年の1991年（平成3年）にはバブル経済が崩壊した。
絶頂にあった当時の日本は米国からも脅威論がでるほどであったが、バブル崩壊により事態は急変する。日本の社会は失われた10年と呼ばれた不況の時代が続き、団塊ジュニア世代の学生は就職氷河期に見舞われた。日本の政治は政界再編による新党の結成が活発化して非自民・非共産連立政権となり55年体制が崩壊した。昭和戦後期の冷戦時代に敵対した既成政党の自民党と社会党が政権維持のため自社さ連立政権を樹立した。また、経済成長期に日本政府と企業が築いた終身雇用・年功序列・女性の早期退職・護送船団方式のサラリーマン主流社会（企業社会）が崩壊して、内需縮小とデフレが始まる。山一證券を始めとする大手金融機関が次々と破綻していった。
1995年（平成7年）は「戦後50周年」の節目として村山富市首相による村山談話があり、1月17日には阪神・淡路大震災が発生、3月20日にはオウム真理教による地下鉄サリン事件が発生した。不況に加えてノストラダムスの大予言や2000年問題など世紀末の不安が1990年代に盛んに叫ばれ、カルト団体の浸透が問題になった。

#### 平成10年代

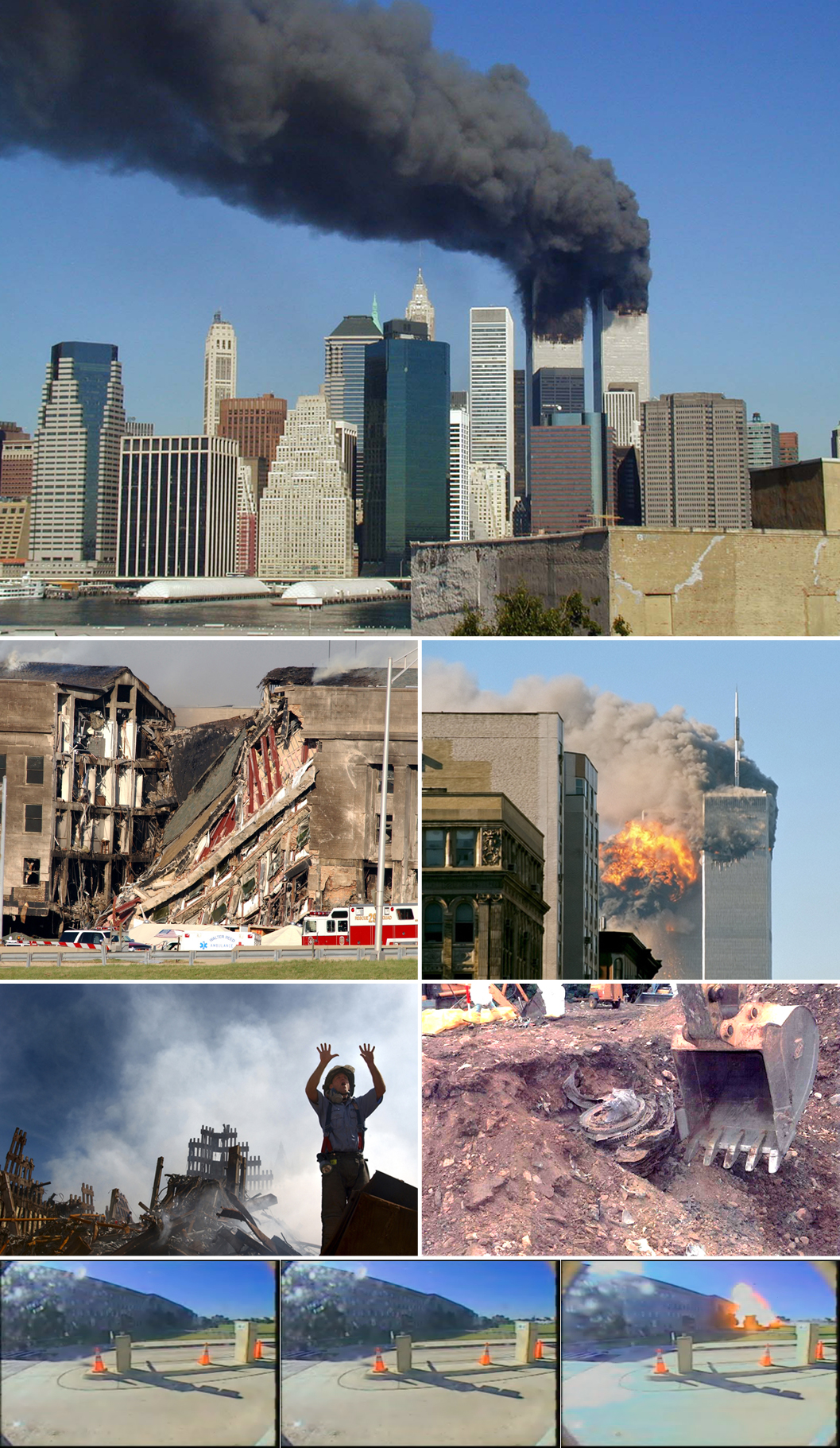
最上段：旅客機の衝突で炎上するワールドトレードセンター
2段目左：ペンタゴンに突入した痕跡
2段目右：2機目の旅客機が激突し爆発炎上するワールドトレードセンター
3段目左：崩壊後のワールドトレードセンターと生存者の救出活動を行う消防士
3段目右：ユナイテッド航空93便の残骸
最下段：ペンタゴンに突入する瞬間を捉えた映像のコマ

1998年（平成10年）から2007年（平成19年）まで。
55年体制が崩壊した中、自民党は単独での再建を諦めて、創価学会を後ろ盾とする公明党との自公連立政権が始まった。
日本はアメリカ一極体制の下に悪の枢軸（イラク・イラン・北朝鮮）への制裁外交を推進し、イラク戦争やアフガニスタン紛争など対テロ戦争を主導し、日本政府も賛同した。
中国の経済発展により、日本の最大貿易相手国がアメリカから中国に変わった。
小泉内閣が自衛隊イラク派遣を行い、聖域なき構造改革と称して政治や経済のアメリカニゼーションを一層強めた。輸出産業の好転によって一時的に経済状況が好転し、いざなみ景気を迎え、戦後最長の好況期を迎えた。富裕層や外需関連業種を除いて景気回復の実感はないともされ、「実感なき経済成長」と言われた。さらに台湾・韓国が日本のお家芸であった電子産業の勢力図を次々と塗り替えていった。
2007年（平成19年）、アメリカのサブプライムローンを引き金に世界恐慌の再来と呼ばれる世界同時不況が勃発した。世界では、リーマンショック・ドバイショック・GM破綻などが起きた。世界中で急激な信用収縮が発生し、アメリカ国債の大量引受でアメリカの財政を買い支え、中国が大規模な景気刺激策を断行して世界の国内総生産（GDP）を牽引し、日本のGDPを超えた。中国とロシアは国連安保理などで影響力が低下したアメリカと度々対峙するようになって第二次冷戦とも評された。

#### 平成20年代・平成30年代
平成20年代は2008年（平成20年）から2017年（平成29年）まで、平成30年代は2018年（平成30年）から2019年（平成31年）4月30日まで。
日本では平成20年代から人口減少社会に入り、就職氷河期が再来して派遣切りなど非正規雇用者の解雇が相次いだ。格差社会が問題となり、自公政権での新自由主義的な経済政策への批判が強まり、年金記録問題も発覚し2009年（平成21年）の2009年の衆院選で自民党は下野し、民社国連立政権が誕生した。
2011年（平成23年）には東北地方太平洋沖地震が発生した。この地震に起因する東日本大震災および福島第一原子力発電所事故が発生し、太平洋沿岸自治体で津波による居住地や職場の喪失、放射能汚染により福島県の浜通りの一部から被災地域の多くの人が移住を余儀なくされ、また、地震と原発事故に伴い全国各地の原子力発電所が停止して電力不足が懸念され、東日本大震災による電力危機から節電が余儀なくされた。
さらにアメリカとの普天間基地移設問題、ロシアとの北方領土問題、中国・台湾との尖閣諸島問題・領海侵犯問題や韓国との竹島問題などの領土問題や反日運動が激化した。
民主党政権はこれら問題に対応しきれず、2012年（平成24年）12月に再び政権交代が起き、自公政権が復帰した。この間、第1次安倍、福田、麻生、鳩山、菅、野田、と総理大臣は目まぐるしく変わった。第2次安倍内閣はアベノミクスを掲げ、政策の一環としてデフレ脱却のための金融緩和、公共事業による減災・防災の推進、産業の空洞化対策としての法人税減税、地方創生、全国民に12桁の番号を割り振るマイナンバー（個人番号）制度の導入、女性の雇用促進、働き方改革の推進、外国人労働者の受け入れ拡大、環太平洋パートナーシップ協定への交渉参加などの政策が推進された。
上記の原発事故や外交問題があったものの、外国人観光客によるインバウンド消費は増加した。2013年（平成25年）の第125次IOC総会で2020年東京オリンピックが決定し、半世紀ぶりの夏季五輪開催に観光業がにわかに活気づいた。
2016年（平成28年）、象徴としてのお務めについての天皇陛下のおことばを受けて、2019年（平成31年）4月をもって平成が終了することが決定した。
2017年（平成29年）より北朝鮮によるミサイル実験が本格化。日本の領海に次々着弾する事態となった。
2019年（平成31年）4月1日、新元号は「令和」と発表された。
2019年（平成31年）4月30日、皇居松の間で「退位礼正殿の儀」は執り行われる。これが明仁天皇の天皇としての公務の最後となった。
2019年（令和元年）5月1日。0時の到来によって、法令に基づき自動的に明仁天皇が退位し、皇太子徳仁親王が126代天皇に践祚し、令和に改元された。

### 政治史

#### 政権与党の変遷
政権与党は、以下の変遷である。自由民主党・公明党による自公連立政権と移り変わり、自民党の単独政権から連立政権の時代となった。
1. 自由民主党による単独政権
2. 非自民・非共産連立政権 （日本新党・新党さきがけ・新生党・公明党・民社党・日本社会党・社会民主連合・民主改革連合）
3. 村山内閣時代の自由民主党・日本社会党・新党さきがけによる自社さ連立政権
4. 橋本内閣時代の自由民主党・橋本内閣の閣内から第41回衆議院議員総選挙後は閣外協力となった日本社会党から党名変更した社会民主党・さきがけに改称した新党さきがけによる自社さ連立政権
5. 自由民主党単独政権
6. 自由民主党・自由党による自自連立政権
7. 自由民主党・自由党・公明党による自自公連立政権
8. 自由民主党・公明党・保守党による自公保連立政権
9. 自由民主党・公明党・保守新党による自公保連立政権
10. 自由民主党・公明党による自公連立政権
11. 民主党・社会民主党・国民新党による民社国連立政権
12. 民主党・国民新党による民国連立政権
13. 自由民主党・公明党による自公連立政権

#### 政党
平成期に昭和戦後期の労組系政党の日本社会党と民社党（55年体制下の既成政党）と都市型革新市民政党の社会民主連合が1990年代に解党して、昭和戦後期の労働者政党が消滅した。
一方で、新党が相次いで結成された。新進党・民主党・民進党などの二大政党の一つから、一時的に結成されたミニ政党まで）などの国政政党や新しい地域政党や宗教政党や院内会派の結成があった。
しかし新しい政党も短命になった例が多く、政党間の合併や政党の分裂が相次いだ。平成後半になると、昭和戦後期の中選挙区制度の時代を受け継ぐ国政政党は、組織力と支持基盤がある自由民主党・日本共産党、再結成した公明党、名称を変えた社会民主党のみとなった。
55年体制末期（平成元年から平成5年まで）の時期に結成された新党
- スポーツ平和党・真理党・参議院の院内会派の連合の会（民主改革連合と改称した）・平成維新の会・日本新党・新党さきがけ・新生党

55年体制が崩壊した後の1990年代の中盤から1990年代の後期（平成6年から平成11年まで）の時期に結成された新党
- 新党みらい・高志会・新党護憲リベラル・護憲新党あかつき・公明新党・公明・自由連合・グループ青雲・民主の風・民主新党クラブ・市民リーグ・改革の会・柿沢自由党・自由改革連合・新進党・新社会党・社会民主党・旧民主党・太陽党・フロムファイブ・国民の声・新党友愛・新党平和・民政党・黎明クラブ・民主友愛太陽国民連合・民主党・自由党・みどりの会議・無所属の会・政党・尊命

2000年代（平成12年から平成21年まで）の時期に結成された新党
- 保守党・保守新党・新党・自由と希望・国民新党・新党日本・新党大地（初代新党大地）・共生新党・改革クラブ・幸福実現党・国民運動体 日本の夜明け・みんなの党

2010年代（平成22年から平成31年まで）の時期に結成された新党
- たちあがれ日本・新党改革・減税日本・大地・真民主党・新党大地・真民主・新党きづな・国民の生活が第一・みどりの風・改革無所属の会・日本維新の会・太陽の党・反TPP・脱原発・消費増税凍結を実現する党・減税日本・反TPP・脱原発を実現する党・日本未来の党・新党大地（2代目新党大地）・生活の党・結いの党・次世代の党・維新の党・生活の党と山本太郎となかまたち(新党 今はひとりが前身組織)・日本を元気にする会・おおさか維新の会・改革結集の会・日本のこころを大切にする党・民進党・日本維新の会 (2代目)[94]・自由党（2016年に改称）・日本のこころ・希望の党・立憲民主党・国民民主党・れいわ新選組[95][96]

#### 国会議員
橋本内閣の総理府に行政改革会議が設置されて、中央省庁等改革基本法が成立した。2000年（平成12年）の中央省庁再編により、官邸主導が強まった。2001年（平成13年）から2006年（平成18年）にかけての小泉政権下では社会保険庁の年金問題が表面化して、官僚による無駄使いや天下り批判がされ脱官僚の声が強まり、政権主導の改革を推進した。
2000年（平成12年）の第42回衆議院議員総選挙で最後の明治生まれの桜内義雄と原健三郎が議員引退して明治生まれが全て引退して、2009年（平成21年）の第45回衆議院議員総選挙で、中山太郎が落選して大正生まれ（大正世代）の議員がいなくなり全議員が昭和生まれとなった。1990年代は竹下派七奉行や清和会四天王と呼ばれた政治家が活躍した。20世紀の間は大正生まれから、昭和一桁生まれ・昭和10年代生まれの政治家に世代交代をする移行期であり、大正生まれ（中曽根康弘・竹下登・宇野宗佑・宮澤喜一・村山富市・梶山静六など）から昭和一桁生まれ（土井たか子・海部俊樹・武村正義など）・昭和10年代生まれ（小沢一郎・羽田孜・細川護煕・橋本龍太郎・小渕恵三など）までの政治家が1990年代の政界を主導したが、竹下派七奉行や安倍派四天王を中心に2000年代に入るとこれらの政治家の多くが死去したり引退した。自由民主党では自由民主党総裁選挙での自由民主党の派閥争いが弱体化したが総理大臣の座を巡って、ネオ・ニューリーダーと呼ばれた政治家が活躍して、金竹小・安竹宮・YKK（山崎拓・加藤紘一・小泉純一郎）・麻垣康三・NAISの会（根本匠・安倍晋三・石原伸晃・塩崎恭久）などと呼ばれた政治家が注目された。2000年代になると、昭和10年代生まれ（森喜朗・小泉純一郎・亀井静香・小沢一郎・福田康夫・麻生太郎など）・昭和20年代生まれ（鳩山由紀夫・菅直人・岡田克也・安倍晋三など）が主導権握り、2010年代になると、昭和30年代生まれ（前原誠司・野田佳彦など）の政治家が主導権を握り始めた。与野党で戦後生まれの党首が誕生して、国会議員は大日本帝国期の1945年（昭和20年）以前に誕生した戦前生まれ・戦中生まれの政治家より、団塊の世代など第二次世界大戦の後に誕生した戦後生まれの政治家の方が多数となった。新党ブームがあった1990年代には、1960年代生まれ（新人類・バブル世代）が、小泉チルドレン・小沢ガールズなどが注目されるようになった2000年代には、1970年代生まれ（団塊ジュニア・ポスト団塊ジュニア世代）が国会議員となった。2010年代には1980年代生まれが国会議員となった。
20世紀までは、高学歴・実業家・世襲議員などのエリート階層や労組出身の国会議員が一般的であったが、21世紀に入り、就職氷河期を経験した世代が台頭するにつれ、フリーター（元非正規労働者）から転身した杉村太蔵・太田和美など一般的な若者の経歴と共通点のある政治家も登場した。
昭和時代の末期まで長らく衆議院では女性議員の比率が約1%の少数であり、1986年（昭和61年）の衆参同日選挙の結果では、衆議院の女性議員の人数が7人で割合が1.4%で、参議院の女性議員の数が22人で割合が8.7%であった。平成初の国政選挙となった1989年（平成元年）の第15回参議院議員通常選挙でマドンナ旋風が吹き日本社会党を中心に女性候補が大量当選して以来、2009年（平成21年）の第45回衆議院議員総選挙の結果では女性議員が54人となり割合が11.3%となり、2010年（平成22年）の第22回参議院議員通常選挙の結果では女性議員が44人となり、割合が18.2%となり、徐々に女性政治家は増加している。
小選挙区比例代表並立制に選挙制度が変わり自民党と民主党の二大政党は、小泉チルドレンや小沢チルドレンなどのサラリーマン化した議員を輩出したが、全般的には世襲政治家が優勢となり、小選挙区制導入後の世襲議員割合は80%に達した。革新政党退潮とともに中選挙区制時代の労組出身者は激減し、昭和自民党の典型だった官僚出身議員も力を失った。なお平成年間で世襲でない総理大臣は
宇野宗佑、海部俊樹、村山富市、菅直人、野田佳彦、微妙なのが森喜朗（親が町長）である。

#### 大臣・中央省庁
1996年（平成8年）に内閣総理大臣補佐官制度が導入された。1999年（平成11年）に国会審議活性化法が成立した。2001年（平成13年）に国会における政府委員制度および政務次官が廃止されて、副大臣と大臣政務官が新たに設置された。内閣府副大臣・復興副大臣・総務副大臣・法務副大臣・外務副大臣・財務副大臣・文部科学副大臣・厚生労働副大臣・経済産業副大臣・環境副大臣・防衛副大臣・国土交通副大臣など副大臣制度が創設された。
内閣府大臣政務官・総務大臣政務官・法務大臣政務官・外務大臣政務官・財務大臣政務官・文部科学大臣政務官・厚生労働大臣政務官・経済産業大臣政務官・環境大臣政務官・防衛大臣政務官・国土交通大臣政務官・復興大臣政務官など大臣政務官制度が創設された。
内閣府設置法によって内閣府が創設された。阪神・淡路大震災の教訓や東日本大震災への対応から復興対策担当大臣が設置された。福島第一原子力発電所事故対策の必要から原発担当大臣が設置されて、原子力安全庁（原子力規制庁）の設置計画が閣議決定された。2011年（平成23年）に東日本大震災復興基本法が成立して、2012年（平成24年）2月に復興庁設置法が施行されて、復興庁が設置された。同時に内閣の定員である担当大臣枠を1人増加させる法案が可決された。急速に進んだ少子化対策として内閣府特命担当大臣（男女共同参画担当）と内閣府特命担当大臣（少子化対策担当）が創設された。消費者庁を管轄する消費者及び食品安全担当大臣・金融庁を管轄する金融担当大臣・沖縄振興と北方対策を管轄する沖縄及び北方対策担当大臣が創設された。経済財政諮問会議を管轄する経済財政政策担当大臣が設置された。拉致問題対策本部のトップである拉致問題担当大臣が創設された。2015年（平成27年）10月1日に、東京オリンピック対策とスポーツ振興のためスポーツ庁が、軍事兵器調達のため防衛装備庁がそれぞれ設置された。
一時的に規制改革担当大臣・科学技術政策担当大臣・防災担当大臣・食品安全担当大臣・青少年育成及び少子化対策担当大臣・個人情報保護担当大臣・産業再生機構担当大臣・食育担当大臣・公務員制度改革担当大臣・再チャレンジ担当大臣・イノベーション担当大臣・地方分権改革担当大臣・国民生活担当大臣などが設置された。民主党政権に入ってからは地域主権推進担当大臣・「新しい公共」担当大臣・原子力損害賠償支援機構担当大臣・原子力行政担当大臣・宇宙政策担当大臣・原子力防災担当大臣・福島原発事故再生総括担当大臣が設置された。第2次安倍内閣で国土強靭化担当大臣・教育再生担当大臣・国家戦略特別区域担当大臣、第2次安倍改造内閣で地方創生担当大臣や安保法制担当大臣を設置、第3次安倍第1次改造内閣で一億総活躍担当大臣を設置、第3次安倍第2次改造内閣で働き方改革担当大臣を設置。
海部内閣で森山真弓が女性初の官房長官となり、小渕内閣で野田聖子が女性初の郵政大臣、小泉内閣で田中真紀子が女性初の外務大臣、第1次安倍内閣で小池百合子が女性初の防衛大臣、第2次安倍改造内閣で、高市早苗と小渕優子が、それぞれ女性初の総務大臣、経済産業大臣となった。女性大臣は昭和時代の男性のみ女性無しから、第1次小泉内閣、第2次安倍改造内閣女性大臣5人を最多に女性が平均1人から2人の割合で入閣するのが当たり前となった。1993年（平成5年）8月6日に日本社会党出身の土井たか子が女性初の衆議院議長（第68代）となり、2004年（平成16年）7月30日に自由民主党出身の扇千景が女性初の参議院議長（第26代）となる。
民主党政権では国家戦略室が設置されて、行政刷新会議による事業仕分けが実施された。2011年（平成23年）の野田内閣では政策仕分けが実施される。
2010年（平成22年）1月1日に社会保険庁長官をトップとする厚生労働省の外局の社会保険庁が廃止されて日本年金機構となる。
国税の徴収・課税をする国税庁と、国民年金と厚生年金など公的年金の運営業務をする日本年金機構を統合して、新たに歳入庁を設置する構想も浮上した。
2006年（平成18年）に内閣官房内に「電子政府推進管理室 (GPMO)」を設置した。さらに2012年（平成24年）には政府情報化統括責任者（政府CIO）を設置して、各省庁の情報システム刷新に関する指揮やマイナンバー制度（「国民総背番号制#日本」参照）に伴うシステム調達の監査、各省庁の調整を担当することが決まった。

### 政争史

#### 自由民主党の敗北と日本社会党の躍進
1989年（平成元年）に、7月の第15回参議院議員通常選挙で自民党は過半数割れの大敗をし、土井たか子委員長の日本社会党が マドンナ旋風で一人勝ちをして参議院は与野党が逆転した。以下の点が自民党の敗因として挙げられる。
- 竹下内閣による消費税法成立による消費税導入で消費税廃止法案を公約に掲げる日本社会党が消費税の是非を争点としたこと。
- リクルート事件による自民党金権汚職事件に対して国民世論が反発したこと。
- アメリカ合衆国からの圧力で牛肉やオレンジの農産物の輸入自由化がされたことによって、農家が自民党を離れをした反乱現象があったこと。
- 宇野宗佑首相の女性スキャンダルがあったこと。

日本社会党は1990年（平成2年）の第39回衆議院議員総選挙でも勝利したが、自民党も安定多数で勝利したことで政権獲得に失敗する。1991年（平成3年）の統一地方選挙敗北の責任で土井たか子委員長は辞任した。後任の党首に田辺誠が委員長となったがPKО牛歩戦術や消費税反対を唱えた日本社会党は、小沢一郎による政治改革議論とソ連崩壊・ベルリンの壁崩壊など東側諸国の共産主義崩壊の影響を受けて衰退の道を辿る。

#### 小沢一郎と政治改革
小沢一郎幹事長の下、自民党政権は竹下登と金丸信を中心とする自民党の最大派閥であった竹下派（経世会）支配で政界が安定するが、1992年（平成4年）に経世会の会長の金丸信が東京佐川急便事件で逮捕されたことをきっかけに小渕派と小沢一郎を中心とする羽田派に分裂した。
小沢は衆議院議員選挙制度の小選挙区への変更をする利点として以下の点を、自身の著書で政治改革論議として強調をした。
1. 自由民主党候補の同士討ちやサービス合戦廃止をすることで派閥を解消する。
2. 二大政党制による政権交代可能な選挙制度にする。
3. 金が掛からない選挙にする。
4. 利益誘導型選挙から政策重視の選挙に変更する。
5. 人物重視の候補者本位から政党本位にして政権選択選挙を目指すことと、党首の人気が重視されることと、政党のマニフェストが重視される選挙制度を提起する。
6. 本気で政権を獲得する気がない万年野党であった日本社会党が小選挙区で勝利しにくくなることで左翼勢力を壊滅させて、政党間の離合集散による合併を推進して、新たに政権を獲得する強い力がある野党を結成する。

#### 新党ブームと55年体制崩壊
宮澤喜一首相がテレビ番組での発言で約束した選挙制度改革を先送りし、これに反発した小沢一郎ら自民党の一部が造反して内閣不信任決議に賛成、嘘つき解散に追い込んだ。小沢一郎は自民党を離党して新生党を、政治改革グループのユートピア政治研究会は新党さきがけを旗揚げした。
新党ブームのなか行われた1993年（平成5年）の第40回衆議院議員総選挙で日本新党・新生党・新党さきがけが躍進し、自民党は政権維持に失敗した。『山花動く、赤松燃える』を選挙スローガンとして、選挙戦術で動く燃える労働者政党の社会党が動くを合言葉にした日本社会党も70議席の最小議席で大敗、東京都は日本社会党の当選者は山花貞夫委員長1人のみで労働組合の組織票が稼働せず、党幹部では伊藤忠治副書記長が落選した。日本社会党右派の赤松広隆書記長など党内改革派はデモクラッツを旗揚げしたが山花貞夫委員長が社会党大敗の責任で辞任して社会党左派の村山富市が日本社会党委員長となった。
そして日本新党・新党さきがけ・新生党・公明党・民社党・日本社会党・社会民主連合・民主改革連合の7党1会派が連立した非自民・非共産連立政権の細川内閣が成立した。細川内閣成立により、自民党が初めて野党に転落して55年体制は崩壊した。

#### 新進党と旧民主党の結成、日本社会党の衰退
非自民・非共産連立政権は短命に終わった。1994年（平成6年）6月に、自由民主党・日本社会党・新党さきがけによる村山富市内閣（自社さ連立政権）が成立。総理自体は社会党であるものの早くも政権に復帰した。これに対峙する非自民・非共産野党勢力が、1人しか候補者が樹立できない小選挙区制となった第41回衆議院議員総選挙で勝利するために新・新党を結成することとなり、新生党・公明党の一部・民社党・日本新党・自由改革連合が合併、海部俊樹と小沢一郎率いる巨大野党新進党を結成した。
新進党結党により、長らく第2党の地位を守り続けてきた日本社会党は第3党に転落。そして日本社会党時代最後の国政選挙になる1995年（平成7年）の第17回参議院議員通常選挙で敗北すると、社会党右派（山花貞夫前委員長や新派閥「デモクラッツ」の赤松広隆ら）による社会党・新党さきがけ連合の第3極新党結成運動、社会党急進左派（村山内閣の自衛隊容認反対派）による新社会党結党運動といった分派活動が勃興し、社会党左派執行部はイメージチェンジのため社会民主党（社民党）に党名変更した。
しかし、自社さ連立政権・新進党勢力に属しない第三の道を目指す市民リーグが結成されて、さらに発展した新党として友愛を理念とする鳩山由紀夫・菅直人によって第三極（ゆ党）と呼ばれた旧民主党が結党されると、旧日本社会党勢力はこの波に飲み込まれ、旧民主党入党組と社民党残留組に分裂した。
1996年（平成8年）の第41回衆議院議員総選挙では自民党が復調し、社民党・新党さきがけ・新進党は議席を減らした。自由民主党対新進党の二大政党制を目指した新進党であったが党内対立が相次いでおり、新進党は初代小沢自由党・新党友愛・新党平和・国民の声・黎明クラブ・改革クラブに分裂して解体され、多くが1998年（平成10年）結党の（新）民主党に取り込まれる。

#### 平成一桁の政治体制
平成一桁の間に政治体制は目まぐるしく移り変わった。
- 1989年（平成元年）から1993年（平成5年）の政治体制は、〔1955年（昭和30年）から続くの自由民主党対日本社会党による保守対革新の1と1/2政党制から、自民党分裂と新党結成によって多党制に移行する末期55年体制〕。
- 1993年（平成5年）から1994年（平成6年）の政治体制は〔多党制による与党非自民・非共産連立政権 対自由民主党対日本共産党の体制〕[103]。
- 1994年（平成6年）から1997年（平成9年）の政治体制は〔日本社会党が自民党と新党さきがけとの連立で村山富市内閣と橋本龍太郎内閣を組閣した与党自社さ連立政権対新進党対日本共産党の体制〕。日本社会党が自衛隊合憲や日米安全保障条約の堅持をするなど基本政策を転換して、左翼支持層を失い、代わりに日本共産党が左翼票を吸収するようになり一時勢力を伸ばした。社会民主党とさきがけが結集した鳩山由紀夫と菅直人による（ゆ党）民主党の結成と新進党の解体の時期である[104]。

#### 自由民主党と民主党による2大政党制の時代
環境庁長官の大木浩が落選した1998年（平成10年）7月12日に行われた第18回参議院議員通常選挙での自民党大敗により橋本内閣が総辞職する。参議院で過半数割れで自民党政権を安定させるために自民党は単独政権路線から創価学会の宗教組織票の支援がある公明党との連立政権路線に変更して、自民党・小沢自由党の自自連立政権と自民党・小沢自由党・公明党の自自公連立政権、自民党・公明党・保守党の自公保連立政権と二転三転したのち、2003年（平成15年）に民由合併で自由党が民主党に合流して自民党・公明党の自公連立政権と民主党による一種の二大政党制が成立した。
アメリカ同時多発テロ事件やイラク戦争を受けた防衛予算増加、北朝鮮問題、歴史認識問題などでナショナリズムの流れが拡大し第二次大戦前への「逆コース」の傾向が強いとされた政策への抵抗感が弱まり、民主党内の護憲派や社会民主党など革新勢力は弱小化していった。日本共産党はソビエト連邦の崩壊後も西側諸国の中で珍しく国政で勢力を維持し、1990年代には日本社会党が与党として基本政策を転換したことを批判する左翼支持層からの革新票を吸収して躍進した。しかし、2000年（平成12年）以降は野党票が民主党に流れるようになり、小選挙区制度が機能して自由民主党VS民主党による平成日本の政治における二大政党化が進行したため、日本共産党は比例区を中心に得票を減少して長期低落傾向に陥った。
2004年（平成16年）の第20回参議院議員通常選挙では民主党が勢力を伸ばしたが、2005年（平成17年）に自由民主党は小泉内閣の郵政解散による選挙で大勝して絶対多数の議席を獲得する。しかし、消えた年金問題が発生する中後継の安倍内閣は2007年（平成19年）の第21回参議院議員通常選挙で民主党に大敗して、参議院はついに与野党逆転をしてねじれ国会の構図が生じた。

#### 民主党政権時代
そして2009年（平成21年）には、自民党を離党した渡辺喜美が脱官僚を掲げて第3極のみんなの党を旗揚げして、第45回衆議院議員総選挙で民主党が大勝して自由民主党が野党に転落して、民社国連立政権の鳩山由紀夫内閣が誕生し政権交代が起きた。2010年（平成22年）5月28日から、社民党が連立離脱し、民国連立政権に移行した。鳩山内閣辞任後、菅内閣発足で一時支持率を回復したものの消費税増税問題で急降下、同年7月の第22回参議院議員通常選挙で自公に敗北して再びねじれ国会の状況となった。
2012年（平成24年）1月、野田内閣が推進する消費税増税・TPP参加・八ッ場ダム建設再開・原発容認などの政策に対し、民主党が主張したマニフェスト（政権公約）に違反するものとして反発した議員が民主党を離党して、新党大地・真民主と新党きづなを結成した。
3月には亀井静香国民新党代表が民国連立政権からの離脱を主張して、政権残留派と無所属となった離脱派に国民新党が分裂した。7月には、民主党の小沢一郎を中心とする小沢グループの議員の中から、消費税増税法案の衆議院での採決において反対投票を行った衆議院議員の一部と同調した参議院議員が離党を表明。衆議院と参議院に新会派「国民の生活が第一・無所属の歩」（後の「国民の生活が第一」）と新党の国民の生活が第一をそれぞれ結成した。
第180回国会で消費税増税法案（消費税関連法案）が3党合意（民主党・自由民主党・公明党）与野党の多数で可決された。第1極の与党（民主党・国民新党）と第2極の野党（自由民主党・公明党・社会民主党・日本共産党）以外の第3極によるオリーブの木構想が浮上した。国民新党を離党した亀井亜紀子参議院議員と民主党から3人の女性参議院議員が離党して新会派の「みどりの風」を結成したことで、民主党・新緑風会は自由民主党・たちあがれ日本・無所属の会と並ぶ参議院の第2会派に近い少数会派となった。
2012年（平成24年）年度の時点で日本の政党は二大政党と中政党とミニ政党が複数あり、2012年（平成24年）の第46回衆議院議員総選挙の解散時点で史上最多の15個の政党が乱立した。
- 与党
  - 民主党・国民新党
- 野党旧党
  - 自由民主党（自民党）・公明党・日本共産党（共産党）・社会民主党（社民党）
- 野党新党（結成5年以内）
  - みんなの党・国民の生活が第一・日本維新の会・新党大地・真民主・太陽の党・減税日本・みどりの風・新党改革[注 12]・新党日本

#### 自由民主党一強多弱時代
第46回衆議院議員総選挙で野党の自由民主党・公明党が勝利して政権を奪還し、自公連立政権は復活した。自民党が議席の大半を占め公明党がそれを補完し、複数の野党・ゆ党勢力が弱く、55年体制よりも野党が弱い一強多弱状態の政界構図が誕生した。2010年代の自民党支持率は、高齢世代で高いのは伝統的に変わらない点だが、若年世代でも高く、逆に中堅世代で低いU字型のグラフを描いている。これについて、若手世代は民主党政権交代の顛末を青年期に目撃した世代、中堅世代はリクルート事件や佐川急便事件を青年期に目撃した世代であるためという説がある。
2013年（平成25年）の第23回参議院議員通常選挙からネット選挙が解禁された。
この時期の野党陣営は離合集散が続き、平成末期には日本維新の会が近畿地方を中心に勢力を伸ばした。民主党は維新系と合流し2016年（平成28年）に民進党へ移行。2016年（平成28年）7月の第24回参議院議員通常選挙から野党4党が選挙協力をして民進党候補などを1人区で日本共産党が支援する民共共闘が実施されたが、党内の左右対立が表面化。2017年（平成29年）、小池百合子東京都知事の主導する希望の党合流構想で左右対立が激化して民進党は崩壊、左派が立憲民主党（旧）、右派が国民民主党（旧）に流れた。
「生活の党と山本太郎となかまたち」から「小沢一郎及び山本太郎共同代表の自由党」は2019年（平成31年）4月26日、旧・国民民主党に合併して解散、山本太郎は離党し平成31年度の令和改元にあわせて令和元号と新選組由来の「れいわ新選組」を設立した。

### 政策史

#### 政治思想・法制度改革
- 平成期は様々な政治改革や法制度改革が行われた。
- 選挙制度改革として以下の改革がされた。
  1. 小選挙区比例代表並立制の導入
  2. 参議院の比例代表制度が改定されて非拘束名簿式の導入と、2016年（平成28年）第24回参議院議員通常選挙からの鳥取県選挙区と島根県選挙区を鳥取県・島根県選挙区に、高知県選挙区と徳島県選挙区を徳島県・高知県選挙区にするそれぞれ合区して合同選挙区を創設することを実施。
- 政治改革として以下の改革がされた。
  1. 政治資金規正法の改正
  2. 政党助成金制度の創設
  3. 国会議員政策担当秘書の制定と導入
- 地方自治制度改革として以下の改革がされた。
  1. 大都市地域特別区設置法案の制定
- 行政改革として以下の改革が実施された。
  1. 省庁再編の実施
  2. 公務員改革の実施
- 司法制度改革として以下の改革がされた。
  1. 新司法試験制度の導入
  2. 法科大学院の設置
  3. 裁判員制度の導入
  4. 被告人や犯罪者との司法取引の導入
  5. 少年法の改正
- 暴力団対策として地方自治体による暴力団排除条例の制定や、1992年（平成4年）施行の暴力団対策法が制定されて、2015年（平成27年）に山口組から分離した神戸山口組との暴力団同士の抗争事件が激化する。組織犯罪対策として1999年（平成11年）施行の通信傍受法が制定された。交通安全として携帯電話を使用しながらの運転規制やシートベルトの着用義務の強化やチャイルドシートの着用の義務が強化された。高齢ドライバーの急増で事故防止のために、もみじマーク・シルバーマーク・高齢者マーク・枯れ葉マークのニックネームで呼ばれていた高齢運転者標識の創設や居眠り運転や飲酒運転の取り締まり強化を目的とする「危険運転致死傷罪」の制定が行われた。国民総背番号制など国家の情報管理が行われて、正反対の考え方としてプライバシー権から「個人情報保護法」の制定がされて、情報公開の思想から「情報公開法」が制定された。18歳以上の投票権を認めた日本国憲法の改正を是非を問う国民投票法が制定された。2015年（平成27年）に公職選挙法が改正されて選挙権年齢が20歳以上から18歳以上に引き下げられた。民法（成年年齢）と少年法（成人年齢）を「20歳以上」から「18歳以上」に引き下げることが検討された。
- 日本国内や中華人民共和国を中心とする日本国外での商標問題やサイバー犯罪や第三国からの日本国内の企業や行政機関に対するサイバーテロ攻撃が問題となった。著作権が重視されて著作権法に違反する著作権侵害が問題となった。
- 2000年（平成12年）に犯罪被害者保護法が成立して、2004年（平成16年）に犯罪被害者等基本法が成立して、2008年（平成20年）から刑事裁判における被害者参加制度が導入された。冤罪が存在し、近代的な人権思想から欧州諸国で死刑が廃止されている現状から、法務大臣で死刑執行の署名をしない政治家がいるなど死刑存廃問題が凶悪犯罪への厳罰化との議論で注目された。日本の警察の警察官や検察官による捜査（取り調べの可視化）や基本的人権の保護や差別を訴える民主党による人権擁護法案が構想された。外国人参政権を巡って外国人地方参政権裁判が行われて、民主党などが日本における外国人参政権を推進している。
- 1997年（平成9年）に、北海道旧土人保護法が廃止されて、アイヌ文化振興法（アイヌ新法）が成立する。2008年（平成20年）6月6日にアイヌ人を先住民族と認可する国会決議が衆参両院で全会一致で可決される。
- 企業改革として1997年（平成9年）に独占禁止法が改正されて持株会社が解禁された。2005年（平成17年）に 新会社法が成立した。2007年（平成19年）に 新会社法の一部として三角合併制度が施行された。公社の民営化を推進して2003年（平成15年）に郵政事業庁が廃止されて日本郵政公社が成立した。2005年（平成17年）に日本道路公団が解散して分割民営化がされた。建物の構造を変える都市改革として1998年（平成10年）に建築基準法が改正された。雇用改革として1999年（平成11年）に労働者派遣法が改正されて、人材派遣が自由化された。2004年（平成16年）に労働者派遣法が改正された（製造業への派遣を解禁する）。
- 祝日法の大幅改正がされて、1996年（平成8年）に7月20日が海の日となり、2007年（平成19年）に先帝にあたる昭和天皇の誕生日でもある4月29日の「みどりの日」が「昭和の日」となる。2016年（平成28年）から8月11日が「山の日」として祝日になる法律が施行される。土曜日・日曜日・月曜日を合わせた3連休にして、国民に余暇を過ごしてもらう目的で成人の日・海の日・敬老の日・体育の日を月曜日に移動して祝日とする「ハッピーマンデー制度」が導入された。2010年（平成22年）に民社国連立政権によって「日本各地を分割して地域毎に休日を分散する祝日法改正案」が検討された。
- 平成期になり禁煙ブームで若年男性の喫煙率が低下傾向にあり、東京都千代田区などの路上喫煙禁止条例や神奈川県公共的施設における受動喫煙防止条例が執行された。平成20年代（2008～2017年）になって、自転車による交通事故の急増から、警察本部が道路交通法の観点から自転車のマナー違反の検挙をするなどの自転車運転の取締を強化する。
- 自公連立の保守政権によって以下の政策を推進する改革が断行された。
  1. 積極的平和主義の推進
  2. 有事法制の整備
  3. PKO協力法の成立
  4. 集団的自衛権行使の容認
  5. 1992年（平成4年）のカンボジアを最初とする国際連合平和維持活動
  6. 小泉内閣時代に成立したテロ対策特別措置法による自衛隊海外派遣
  7. 国旗国歌法の法制化
  8. 教育基本法の改正
  9. 日本国憲法第9条を中心とする日本国憲法改正の検討（憲法改正論議）
  10. 武器輸出三原則の平和利用目的を条件とする緩和
  11. 原子力基本法の改正で安全保障目的の活用を許可する項目の追加
  12. マイナンバー制度の導入
  13. 特定秘密保護法の制定
  14. 国家安全保障会議（日本版NSC）の創設
  15. 平和安全法制の整備（集団的自衛権の限定的な行使容認を含む安全保障関連法の成立）
  16. 電気事業法改正による電力自由化の実施
  17. 共謀罪の要件に「テロ等準備罪」を制定する。
  18. 働き方改革関連法の制定による労働法の改正
  19. 出入国管理及び難民認定法の改正による外国人労働者の受け入れ拡大
  20. 水道法の改正による水道事業の管理・運営等の民営化
- 2001年（平成13年）以降の小泉純一郎政権（自公連立）および民主党政権では、特殊法人の廃止と民営化の議論が開始された。相次ぐ、選挙結果を無視する国会議員独自の政界再編と政治家のスキャンダルもあり国民の政治不信を呼んだ。そのため、特定の支持政党を持たない無党派層が既存政党への支持者を大きく上回っている。2003年（平成15年）12月1日から法改正されて期日前投票が開始されて、2003年（平成15年）の第43回衆議院議員総選挙から公職選挙法が改正されて、民主党が先駆けてマニフェスト選挙を行った。2009年（平成21年）の第45回衆議院議員総選挙では自民党に対する逆風から民主党へ無党派の浮動票が流れて、民主党は安定過半数の300議席を持つ第1党となった。自由民主党は110議席代となり初めて衆議院の第1党から転落した。創価学会からの組織票がある公明党を除く中小政党は後退傾向となり、2大政党化が進行した。特定の支持政党を有さない無党派層が政権を左右する風潮が2000年代以降顕著になり、政治家や政党のポピュリズム（大衆主義）やマスメディアによる世論調査が盛んになり、与野党攻防の劇場化現象や政治家の発言のワンフレーズ化と言われる風潮が生まれた。
- 2009年（平成21年）に誕生した民主党政権で最初の鳩山由紀夫内閣は、日米同盟を主軸とした外交政策は維持するものの、「対等な日米関係」を重視する外交への転換を標榜したが、普天間基地移設問題をめぐる鳩山由紀夫首相の見解が一貫せず、新しい外交政策の軸足が定まらず混乱、菅直人に党代表兼首相が移って、菅内閣では従前の外交路線に回帰した。また新自由主義政策からの転換も図られ、脱官僚や政治主導が再び叫ばれたが、民主党政権は鳩山由紀夫内閣や菅内閣では閣内の見解の不一致をたびたび露呈し、鳩山由紀夫首相や菅直人首相の発言も二転三転する有り様で、官僚に対し改革の主導権を握ることができなかった。民主党は政権公約のマニフェストで農業者戸別所得補償制度や高速道路無料化を掲げ、鳩山内閣や菅内閣で実施することを試みたが失敗して、2011年（平成23年）に野田佳彦に政権が託され野田内閣が発足するまでにマニフェストからの政策転換を余儀なくされた。
- 2010年（平成22年）頃から、地方から政治を変えていこうとする流れが起きており、大阪維新の会や減税日本などの地方政党が徐々に勢力を強めている。首相公選制や参議院を廃止して一院制を導入する議論が提案された。2012年（平成24年）頃には、第46回衆議院議員総選挙の候補者育成のための政治スクールとして、大阪維新の会が開設した維新政治塾。大村秀章愛知県知事が開設した東海大志塾。減税日本の河村たかし名古屋市長個人の河村たかし政治塾が開設された。

#### 税制改革
- 2012年（平成24年）10月1日から石油や石炭などの化石燃料への課税を強化する地球温暖化対策税（炭素税や環境税）が導入された[110]。

### 地方政治史

#### 地方自治体
- 地方では、田中康夫をはじめとする「改革派」を称した首長が多数登場し、財政再建などにおいて議会と首長、国などと対立することがあった。
- 1999年（平成11年）から2006年（平成18年）頃に、総務省の政策で平成の大合併による市町村合併が行われて地方自治体は大幅に削減されて多くの市町村が消滅した。
- 東京一極集中が再び加速して地方経済の衰退が顕著になった。これに伴い財政再建団体に転落した自治体や医療崩壊に至った地域が現れ問題になっている。
- 1989年（平成元年度）には竹下内閣によるふるさと創生事業が実施された。2008年（平成20年度）以降には地域おこし協力隊とふるさと納税制度が導入された。
- 地方自治法の改正で都市制度が緩和されて以下の地方自治制度が整備される。
  1. 政令指定都市制度   平成の間に10都市から20都市に倍増した。
  2. 中核市制度  1996年（平成8年）新設。
  3. 特例市制度 2000年（平成12年）新設。2015年（平成27年）に廃止され、制度としては中核市に統合[111]。
- 女性知事は、2000年（平成12年）に太田房江が大阪府知事となり、日本初の女性知事が誕生した。その後、女性知事は太田を含め7人誕生した。2019年4月（平成最後の月）では東京都知事の小池百合子（2016年<平成28年>就任）と山形県知事吉村美栄子がいた。
- 道州制の議論が盛んになったが、2010年代になると終息した。
  - 神奈川県知事の黒岩祐治が提唱する神奈川独立国構想や神奈川州構想が立案された[112]。
  - 大阪府と大阪市を統合する大阪都構想が立案された。
  - 減税条例の実現を理念とする愛知県と名古屋市を統合する中京都構想や尾張名古屋共和国構想が立案された。
  - 新潟県と新潟市を統合する新潟州構想が立案された。
  - 関西広域連合が立案された。
- 皇族の一部を京都に迎える双京構想が立案された[113][114]。

#### 地域政党
- 新しい地域政党として結成されたのは以下である。
  1. 大阪維新の会（橋下徹大阪府知事が設立）
  2. 日本一愛知の会（大村秀章愛知県知事が設立）
  3. 中京維新の会（大村秀章愛知県知事が設立）
  4. 都民ファーストの会（小池百合子東京都知事が設立）
  5. 地域政党いわて（飯沢巧岩手県議会議員が設立）
  6. 埼玉改援隊（清水勇人さいたま市長が設立）
  7. 三木新党8人のサムライ（蕨本吉秀兵庫県三木市長が設立）
  8. 減税日本（河村たかし名古屋市長が設立）
  9. 対話でつなごう滋賀の会（清水鉄次滋賀県議会議員が代表を務める）
  10. 龍馬プロジェクト吹田新選会（石川勝前大阪府吹田市議会議員が設立）
  11. 新政みえ
  12. 松山維新の会（愛媛県松山市議会議員らが設立）
  13. 愛媛維新の会（愛媛県議会議員らが設立）
  14. 西予維新の会（愛媛県西予市議会議員らが設立）
  15. 京都党（村山祥栄京都市議会議員が設立）

など次々と地域政党が設立された。

### 経済政策史

#### バブル崩壊と平成不況
1989年（平成元年）12月18日に東証株価指数（TOPIX）が最高値をつけ、絶頂の中にあった日本経済だったが、1990年（平成2年）に日本銀行による金融引き締めへの転換と、不動産金融に対する総量規制による政府の地価上昇に対する抑制政策によってバブル景気が崩壊した。
この頃からフランスの経済学者のJ・クレメンス・ジュグラーが存在を主張したジュグラー波（企業の設備投資に起因する景気循環）に当たる景気後退期の失われた10年（1991年（平成3年）から2002年（平成14年）の期間内の平成不況と経済停滞）、アメリカ合衆国の経済学者のサイモン・クズネッツが唱えたクズネッツ波（建設需要と人口の変化に起因する約20年の周期の景気循環の後退期）に当たる失われた20年（1991年（平成3年）から2012年（平成24年）の期間内の経済成長の停滞）が始まる。
その後の、1995年（平成7年）から1996年（平成8年）の期間内にいったんは経済成長率が回復した。しかし、1998年（平成10年）から1999年（平成11年）の期間内には橋本龍太郎内閣による財政構造改革で、財政支出の削減、所得税、住民税の特別減税の打ち切り、健康保険料の負担増加、消費税を3%から5%に引き上げたことが最大の要因となり、それに加えて、日本で発生した金融危機とアジア通貨危機の影響でGDPがマイナス成長となり、日本経済は完全に停滞期に入った。
1997年（平成9年）4月1日に橋本内閣下で行われた消費税増税（3%から5%の増税）は、バブル崩壊の痛手から立ち直りかけていた日本経済に打撃を与え、日本は未曾有の長期にわたるデフレ経済に突入することになる。企業の倒産として2000年（平成12年）にそごうグループが民事再生法の適用を申請して、2010年（平成22年）には日本航空が会社更生法の適用を申請するなどの企業の倒産・企業間の合併・企業間の再編・海外の企業による企業買収が相次ぎ、1997年（平成9年）に山一證券・北海道拓殖銀行が廃業した。翌年の1998年（平成10年）には日本長期信用銀行が破綻して経済的理由からの自殺が激増した。
企業の設備投資は抑制されて、雇用不安の高まりで個人消費は低迷した。100円ショップや格安ファーストフードなどのデフレマインドの時代になり、不況時代を生き抜く経済思想本が増加していった。バブルの崩壊で巨額のキャピタルロスを生み出した。三洋証券の経営破綻によるコール市場でデフォルトが発生して、コール市場への資金供給は縮小した。
その後、企業や経済のシステムは、アメリカ一極体制を背景に根こそぎアメリカ型に変わり、1980年代のアメリカを襲った整理解雇が、「リストラ」や「ダウンサイジング」と曖昧なカタカナ言葉に言い換えられ、雇用者による労働者の解雇をぼかした名前が普及して、1990年代以降の日本は大量解雇時代・就職氷河期と化した。また昭和末期より続く日米間の貿易摩擦からジャパンバッシングがあり、アメリカ合衆国からスーパー301条や年次改革要望書などの対日圧力がかかった。
企業は投機の含み損により不良債権を抱え、不良債権処理の問題が発生した。住専問題などを抱える、金融機関や銀行は貸し渋りに走り、第136回国会（住専国会）で対策が審議されて、金融危機対策として金融ビッグバンの実施や金融機能早期健全化法・金融再生法が第143回国会（金融国会）で制定されたことによって破綻した銀行が特別公的管理（一時国有化）となった。新卒者は就職氷河期に、中高年は整理解雇ブームに襲われた。加えて、この頃から金融機関の含み損が再び表面化して、多額の不良債権を抱えた企業の経営破綻が相次いだ。
この反省から1998年（平成10年）に発足した小渕内閣では積極財政・景気対策路線が採られて、1999年（平成11年）には、ゼロ金利政策の導入と地域振興券という名称の商品券が配られた。公共事業や減税によるケインズ政策によって財政赤字が増大したが、経済は本格的な回復路線に乗ることはなかった。

#### 小泉構造改革
2001年（平成13年）に首相に就任した小泉純一郎によって「聖域なき構造改革」が推進された。小泉内閣は民間人による駐車監視員制度の導入、整腸剤やビタミン剤の薬局以外の販売の認可、株式会社の1円からの設立可能などの規制緩和を実施した。また『官から民へ』をスローガンにして、日本道路公団・営団地下鉄・成田空港の民営化を実施した。小泉内閣は郵政三事業などの公共サービスの民営化・電気産業・通信産業・運輸業などの参入規制改革を政策目標としていた。民間金融機関に係る行政は、伝統的に大蔵省（現在の財務省）が担ってきたが、民間金融機関等の検査・監督を分離して2001年（平成13年）に内閣府の外局として発足した金融庁によって金融再生プログラムが実施されて、銀行の不良債権処理が進んで金融機関は健全化した。日本銀行はゼロ金利政策から量的金融緩和政策に転換して、都市銀行は三大メガバンクに統合された。デフレが進行した経済対策からノーベル経済学賞を受賞した経済学者のポール・クルーグマンが提唱したインフレターゲットの導入が検討された。
長く緩やかな景気回復（2002年（平成14年）2月から2008年（平成20年）2月まで）が続いたが、この景気拡大は専ら外需主導であり、公共投資の縮小および企業の人件費抑制に伴う労働分配率低下により、内需と個人消費は冷え切ったままであった。また、2003年（平成15年）の大卒就職率は55%にまで低下、高卒も史上最悪の就職難に遭遇した。新興国の経済発展に伴い、重厚長大産業を含む製造業の復権が起こった。一方で、新しい産業としては情報革命によってIT産業が発達して、少子高齢化によって介護サービス事業が成長して、高齢者の死亡者数の増加で葬祭業（葬儀ビジネス）が成長して、非正規雇用の増大で労働者派遣業が成長した。
2000年代後半に入ると、六本木ヒルズ族と呼ばれる富裕層が話題を振り撒くと、一部の富裕層増加の一方で非正規雇用の増大（15歳 - 19歳は約7割が非正規雇用）や、フルタイムで働いても貧困から脱却できないワーキングプアの存在が表面化して、『蟹工船』など久しく忘れられていたプロレタリア文学の読者が急増、「格差社会」の到来が叫ばれるようになった。2009年（平成21年）の日本政府の発表では、2006年（平成18年）の時点で貧困率は15.7%であった。2008年（平成20年）に入ると、景気は再び後退し始め、資源価格上昇の中で景気後退が続くスタグフレーションの進行が憂慮された。2000年代の日本の都道府県で1人当たりの県民経済計算の所得がプラスとなったのは三重県・愛知県・静岡県・神奈川県・東京都・鹿児島県の6都県のみ。それ以外の府道県はマイナス成長か0%成長であった。三重県はシャープの立地、鹿児島県はキャノンの立地によるものである。

#### 世界同時不況
2000年代は輸出産業である製造業が好調だったが、人手不足は2004年（平成16年）に労働者派遣法が改正されたことで製造業にも派遣が認められて外国人労働者を含む派遣社員を中心に不安定雇用労働者などで賄われた。そのため、海外市場の減速が製造業を直撃したことと2009年問題により、2008年（平成20年）秋頃から、派遣労働者の解雇や雇い止めをする「派遣切り」が増加した。年越し派遣村が創設されるなどの貧困対策が取られたが、2009年（平成21年）3月までに19万人が失職した。職を失った派遣社員が大量に寮を追い出され、ホームレスと化した。
アメリカのサブプライムローンを引き金とする2008年（平成20年）末からの世界同時不況は、「100年に1度の不況」「第二次世界恐慌」などと呼ばれており、製造業以外の業種にも深刻な打撃を与えている。2009年（平成21年）に麻生内閣の緊急経済対策として定額給付金の給付やエコカー減税・エコカー補助金・エコポイント制度・ふるさと雇用事業などの対策が採られたが本格的な回復路線に乗ることはなかった。

#### 東日本大震災
2011年（平成23年）には、米国債ショックと東北地方太平洋沖地震（東日本大震災）が起こり、さらにそれによって福島第一原子力発電所事故が起きた。この影響により、株価が急落したり、製造ができなくなったり、作物の風評被害が起きたりと障害が起きている。2011年（平成23年）夏には、電力使用制限令が発動される。菅内閣は内閣の退陣と引き換えに固定価格買い取り制度の再生可能エネルギー特措法を成立させて風力発電・太陽光発電・地熱発電・水力発電などの自然エネルギーの活用を推進した。
金融広報中央委員会が2012年（平成24年）2月22日に発表した2011年（平成23年）の家計の金融行動に関する世論調査の結果では、一家の人数が2人以上の世帯で「貯蓄がない」と答えた世帯の割合が28.6%に上り、調査を始めた1963年（昭和38年）以来では、過去最高の数字となった。
東日本大震災や急激な円高の進行で自動車産業や家電などの輸出が不振となり、東京電力福島第一原子力発電所事故の影響で日本国内の原子力発電所が相次いで点検や安全性の確保のために発電を停止して、火力発電所での発電の増加で海外からの燃料の輸入額が大きく増加したのが原因で2011年（平成23年）の日本の貿易収支は赤字に転じて、1980年（昭和55年）の第2次石油危機以降では、31年ぶりになる貿易赤字国へ転落した。

#### アベノミクス（第2次安倍内閣）
2012年（平成24年）12月26日に第2次安倍内閣が成立した。安倍内閣はアベノミクスと呼ばれる政策で日本銀行による金融緩和や日本銀行による建設国債の買い取りを実施して、デフレからの脱却を目指すために、物価上昇率を2%と高めに設定するインフレターゲット目標を定めたが平成の間に達成することは出来なかった。アベノミクスは円安による貿易黒字の増大と株価上昇などによって、消費を刺激し、社会全体に恩恵がもたらされるトリクルダウン効果を狙う政策であった。東日本大震災で社会基盤が重大な損害を受けたことから国土強靭化計画を策定し、防災・減災のために、高度経済成長期に建設された道路の補修や改修などを推進するアベノミクス政策が実施されるようになった。経済財政諮問会議が復活して日本経済再生本部と産業競争力会議が設置された。
2013年（平成25年）にタイ、マレーシアからの観光客に対してビザを免除し、2014年（平成26年）にはインドネシアからの観光客のうちICチップ入りパスポートを所持する人についてもビザを免除するなど、訪日外国人旅行客の誘致も積極的に推進され、2013年（平成25年）は1036万人と初の訪日外国人旅行者数の1000万人超えを達成、2014年（平成26年）は1341万人を記録し、前年の過去最高記録を更新した。また、2014年（平成26年）の訪日旅行客が使った金額も過去最高となる2兆305億円を記録した。
映像・音楽などの日本のコンテンツを世界に伝え普及させたり、ファッションやアニメなどのコンテンツの海外市場の開拓のため、大型の商業施設の開発やM&Aなどを支援する官民ファンド「海外需要開拓支援機構（クールジャパン機構）」を、2013年（平成25年）11月25日に官民あわせて375億円の資金を集めて設立したなど、日本の対外イメージ向上および、それによる関連コンテンツの輸出増加や観光客を誘致する政策を推進し、2013年（平成25年）の日本の放送コンテンツ海外輸出額は約138億円となり、2010年（平成22年）の約62億5000万円から倍増した。
東京証券取引所と大阪証券取引所が統合して東京証券取引所グループとなり、2013年（平成25年）に日本取引所グループに商号を変更する。2014年（平成26年度）に少額投資非課税制度（愛称NISA）が導入される。
1ドル80円台の円高で平均株価が1万円以下だった経済状況から、1ドル120円台の円安で1万8000円台まで一時的には株価が回復したが、2014年（平成26年）に消費税増税が実施されると景気回復は失速。さらに中国経済の成長の鈍化や世界的な原油価格の下落が起きて、2016年（平成28年）に日本銀行はマイナス金利政策を実施した。

#### 円相場
ドル-円相場
平成初期の円は、1ドル120円から160円であったが、1990年代中頃から円高が進行して、1ドル100円を突破した。その後、円高は治まり、1ドルが100円を突破することは少なくなったが、2008年（平成20年）以降、急激に円高が進行して、1ドル100円を突破、2011年（平成23年）頃からは、1ドル80円を超える状態が続き、一時1ドル75円台となり、円高記録を更新した。2013年（平成25年）から2015年（平成27年）頃までのアベノミクスの時期は円安政策で1ドル120円台まで円安が進んだ。

ただし、2002年（平成14年）頃までは、ドル/円の為替レートと実効為替レートとがほぼ一致していたが、2002年（平成14年）以降は、ドルの世界的な価値が下がったため、ドルに対する円の価値と世界的な円の価値とが乖離するようになった。
ユーロ-円相場
2000年（平成12年）頃は1ユーロ90円から110円であったが、その後円安になり2000年代中頃には1ユーロ160円台になった。2008年（平成20年）に急速な円高が生じて、1ユーロ130円前後になり、その後、ギリシア危機などでさらに円高となり、1ユーロ110円台となった。
人民元-円相場
平成初期は、1元30円程度であったが、1990年代前半にかけて急速に円高が進行して、1元10円前後となった。その後、人民元は、固定相場制や通貨バスケット制によって相場は安定して、1元14円あたりを前後している。
実効為替レート「2005年（平成17年）を100円とした時 数値が高いほど円高」
1990年（平成2年）頃は、90円台であったが、その後円高が進行して、1993年（平成5年）頃から130円を超えるようになった。1995年（平成7年）には一時150円を超えたが、その後円安となり、100円台にまで下がった。2000年（平成12年）前後から120円台へ円高となったものの、その後は円安となり、80円台にまで下がった。2008年（平成20年）には急激な円高となり、100円前後まで上がった。その後はアベノミクスよる円安政策があり1ドル100円前後の相場で安定している。

### 社会経済史

#### 少子高齢化と地方の衰退
団塊の世代を中心に生産年齢人口が増加していた頃の人口ボーナスが終わり、団塊の世代が60歳以上の高齢者となった2000年代には老人が急増、若者などの勤労者が減少する人口オーナスによるデフレ経済に移行した。消えた年金問題や、高齢者を狙う押買や押売も社会問題となる。
平成時代に育った若者は不況に否応なしに順応し、2013年（平成25年）にはさとり世代、2014年（平成26年）にはマイルドヤンキーと呼ばれる若者が注目された。インターネットの普及に伴うアルバイトの若者による悪ふざけのネット上への投稿行為、バイトテロも問題になる。
バブル期には富裕層の間で億ションが流行り、いざなみ景気時代には六本木ヒルズに住む富裕層（ヒルズ族）、2010年代は日本の不動産を大量購入する中国人富裕層が注目を集めたが、その一方で2000年代以降には一般的な民家（自宅・借家）・アパート・マンションなどではなくシェアハウスで共同生活をする若者（男女）も急増した。
地方では医療崩壊が始まる中、鉄道ローカル線や路線バスが相次いで廃止され、自家用車を自ら運転できない高齢者の買い物難民や交通難民が社会問題となった。一方、公共交通機関の発達した都市部の若者は生活必需品ではない自動車に興味を示さなくなり、車離れをするようになった。
地方で大きな雇用を生み出していた建設業は大幅な公共事業の削減で建設会社が減少して、一部は農業や福祉産業に転じる動きもみられた。製造業は円高のために生産縮小と海外への工場移転が続いた。平成初期から2010年代までに進行した男性向きの建設業・製造業などの仕事が減少して、女性向きの福祉・サービス業・事務職などの仕事が増えた結果、労働力の中心だった男性の価値が相対的に低下する男性不況となる。
小売業では、百貨店とダイエーなどのGMSの隆盛が終息を迎え、100円ショップ・ブックオフコーポレーション・日本マクドナルド・吉野家などの商品の値下げ競争が注目された。こうした価格競争に取り残されたそごうなどの百貨店が縮小した。ユニクロなどの低価格で大量販売をするチェーンと、2000年（平成12年）に大規模小売店舗法が廃止されたことで大規模店舗の建設と出店が自由化されてイオンを代表とする郊外型スーパーが成長した。自由民主党の経済政策に批判的な層からは大型店やチェーン店などが郊外に進出することで、地域の個性が失われてしまうとしてファスト風土化が批判された。地方都市郊外にはロードサイド店が林立し、個人商店で構成される商店街を持つ地方都市の中心市街地はシャッター通りと化した。

#### 国際経済問題
平成期は人件費の抑制と円高の進行で製造業の海外移転が相次ぎ、産業空洞化が進んだ。人件費削減のため、中華人民共和国や開発途上国（ASEANなど）へ製造工場を移転することが多くなった。
1989年（平成元年）に出入国管理法が改正され、日系ブラジル人などの日系の南米人が急増する。リーマンショック後、働き口を失った南米人の多くは日本を去り、元在日ブラジル人のブラジル帰国者問題が深刻化した。在
日外国人の中では、在日中国人が特に増加し、長年在日外国人の最多数派だった在日韓国・朝鮮人を上回った。
バブル期のあたりは、貿易摩擦を解消するために海外へ移転する製造業が増加した。バブル崩壊後の1990年代中頃になると、円高が生じ、海外へ移転する製造業が増加した。
2000年代に入り日本の国内で発生した内政問題やアメリカ合衆国との間で、日本が牛肉の輸入禁止措置や検査強化をしたことに対する日米外交問題や国際問題としてBSE問題が発生した。
国内市場が縮小していることから企業のグローバル化が推進され、楽天、日産自動車など社内の公用語を日本語から英語にする企業や、パナソニックなど半分以上を外国人採用枠とする大企業が現れた。このため新卒者は第二新卒に加え外国人留学生との競争に晒されることになり、深刻な就職難に襲われている。昭和時代の戦後期からの日本独特の年功序列による昇進から成果主義に変更する企業が増加した。企業内の人権問題がある会社を指す『ブラック企業』という言葉が誕生した。健康問題として上司から部下へのパワハラ問題、女性社員へのセクハラ問題、社員のうつ病の増加など健康面や人間関係を要因とする退職の急増が問題となる。また社内ニートが急増して不況により、アジア諸国に職を求めて流出する人々も相次いだ。
平成20年代には2005年の中国における反日活動や2012年の中国における反日活動で表面化した反日感情が高いチャイナリスクの問題や、賃金の上昇などの問題がある中華人民共和国を避ける動きが進み、経済成長も鈍化してきたことから中国経済崩壊が近いという論調で占められた。チャイナ・プラス・ワンの経営手法として、人口が多くて親日で経済発展をしているVIP3か国と呼ばれる以下の国に進出する企業が増加した。
- 1. V（ベトナム）
  2. I（インドネシア）
  3. P（フィリピン）
- さらに2012年（平成24年）頃からチャイナパッシングが進行して、CLMBと呼ばれる免税などの企業が優遇されて人件費が安い以下の4か国に進出する企業が増加した。
  1. C（カンボジア）
  2. L（ラオス）
  3. M（ミャンマー）
  4. B（バングラデシュ）

しかし2010年（平成22年）に、ついに中華人民共和国にGDPが抜かれて、アメリカ合衆国に次ぐ世界第2位の経済大国から世界第3位に転落している。
2010年欧州ソブリン危機があった。2010年代に入ると、再び円高が生じ、海外への移転が増加した。しかし2011年（平成23年）にタイ洪水がありタイ王国内の工業団地に多数の工場を進出させていた日系企業が被災して自動車産業などの工場が操業停止となり大きな影響を受けた。
2010年代、菅内閣と野田内閣はTPP（環太平洋戦略的経済連携協定）の交渉をする議論を開始した。
2010年代に中華民族系（中華人民共和国・台湾・香港・シンガポール）から日本への観光客が急増した。観光立国となる一方京都市や鎌倉市で観光客急増のオーバーツーリズムの問題が発生した。
移民1000万人計画の一環として2014年（平成26年）に安倍内閣は、高度人材と認定された外国人が永住権を取得するために必要な在留期間を3年に短縮、親や家事使用人の帯同も認められるようにする出入国管理及び難民認定法改正案を閣議決定し2014年に改正法が可決された。
この頃、外国人や外国資本による日本国内の土地買占めが国防などの安全保障面で問題となる。具体的に韓国資本による対馬の土地買占めや中国資本による北海道の山林買占めなどがある。
30年の間に日本企業の存在感は大幅に低下した。1989年（平成元年）世界の企業の時価総額ランキングでは、上位50社のうち32社が日本企業であったが、2018年（平成30年）には残ったのはトヨタ自動車だけだった。トヨタは、2000年代にアメリカ合衆国のゼネラルモーターズなどビッグスリーを抜いて自動車生産台数世界一の企業になったが、2009年（平成21年） - 2010年（平成22年）に、アメリカ合衆国運輸省によって豊田バッシングと呼ばれたトヨタ自動車の大規模リコール問題が発生した。

#### その他
- 2010年代に猫ブームが起きて、犬の飼育数が減少する一方で猫の飼育数が増加して、2015年（平成27年）頃にネコノミクスが流行語となった。

- 2006年（平成18年）5月1日に総会屋を規制する会社法の会社法第120条が施行される。2011年（平成23年）に携帯電話とPHSの契約台数が日本の総人口の1億2805万人を超える国民の保有数が1億9805万台となり、人口比で契約数が101.4%となった。通常の携帯電話以外に通信機器専用のスマートフォンをもつ人や会社などの仕事用の携帯電話とプライベートの携帯電話で使い分ける「2台持ち」の人が増加したことも要因と分析されている。平成5年の平成の米騒動でタイ米など外国産米輸入自由化や牛肉オレンジ輸入自由化で米生産量減少の食料安保問題と日本産コメの海外輸出促進の必要性から2018年（平成30年）に減反政策廃止など令和の米騒動の要因となる米農業関係の歴史的な出来事が平成期にあった。

- 平成初期から徐々にシェア低下を始めていた日本のエレクトロニクス産業は、平成二桁の年代になると韓国・台湾・中国の企業に次々とシェアを奪われる状況に陥った。2000年代に三重県の亀山市にシャープ亀山工場や大阪府堺市堺区にシャープ堺工場を建設するなど世界の亀山モデルと呼ばれた液晶テレビで好調だったシャープ・東芝・パナソニックなど大手電機メーカーの売り上げが不振、赤字となり人員削減などの大規模なリストラを実施した。

- 1990年代後半より電子マネーが様々な業種で用いられるようになり、特に日本国内ではEdy（現・楽天Edy）、Suicaで採用されたFeliCaによる非接触型ICカード方式の電子マネーが急速に普及し、流通系・交通系の各社が様々な電子マネーを提供するようになった。これらの電子マネーの普及により、2011年（平成23年）には1円玉硬貨が1枚も製造されなかった。しかし日本では現金を置き換えるには至らず、平成末期において相対的に電子決済の利用が少ない国になっている。この他印刷物の書籍に代わって電子書籍、物理メディアに代わってインターネット配信サービスなどが普及するも、「紙とハンコ」の文化が根強くデジタル化は比較的進展せず、令和時代のコロナ禍に際して問題となった。

- 1990年代に運送業参入の規制緩和がありトラック業者が急増。モーダルシフトは進まず、価格競争や長時間労働など令和初期の2024年問題の原因が発生した。

- 2000年代に小泉改革による航空業界の規制緩和を機に、スカイマーク、北海道国際航空（現・AIRDO）などの新規航空会社の参入が相次いだ。また、2010年代に入ると、サービスを簡素化することで低運賃を実現する格安航空会社 (LCC) が増加し、国際線・国内線共に日本市場への参入が増加した。

- 平成期になり鉄道の高速化や人員削減に伴い、夜行列車や車内販売を廃止する鉄道会社が増加した。

- 2012年（平成24年）頃から稚魚の不足からウナギの価格が高騰した。

- 2015年（平成27年）頃からドローン（無人航空機）が普及し始めた。

- 医薬品を製造する製薬会社で2010年代になり大型医薬品の特許が一斉に切れて、製薬会社の収益に損害を与える2010年問題が起きた。

- 2012年（平成24年）に、消費者庁が景品表示法違反でコンプリートガチャを規制する方針を決定した。

- 東日本大震災の影響で災害対策が注目されて、防災用品として保存が長く持つロングライフ食品がヒット商品となった[132]。

- 1990年代のバブル崩壊によって、バブル景気による土地神話が消滅し、基準地価と公示地価など地価が毎年下落し続けた。2005年（平成17年）以降は一部優良な土地の地価が上昇するようになった。

- 平成20年代になり、ガソリン価格の高騰による運輸業の経営への圧迫やガソリン税の減税問題が提起された。

- 2008年（平成20年）に国土交通省の外局として、日本の観光を盛んにして観光地に外国人観光客を多数呼び込み、観光（観光業）立国を目指すために観光庁が発足した。ギャンブル関係では、数字選択式全国自治宝くじのナンバーズ・ミニロト・ロト6・ロト7・スポーツ振興くじ・競馬のワイドが導入された。

- 金融関係ではペイオフが実施され、ネット証券・ネットショッピング・投資信託が普及した。

- 広告関係で顔面広告や絶対領域広告など人間広告が普及した。ホームページやブログに張り付ける広告のアフィリエイトが普及するなどインターネットビジネスが成長した。平成20年代に芸能人のブログでのステルスマーケティングが問題となる。

### 教育史

#### 教育制度改革
- 昭和末期から平成初期に偏差値重視の教育制度の改革が進められ、臨時教育審議会の提言で文部科学省は新学力観を導入し、その考えが基となる学習指導要領が1989年（平成元年）に改訂、1992年（平成4年度）から施行された。その後、中央教育審議会の提言で生きる力の育成という目的が導入され、その目標に基づく学習指導要領が1998年（平成10年）に改訂、2002年（平成14年度）から正式に施行された。この指導要領によって総合的な学習の時間を設置、授業時間数の削減、教育内容の減少となった。しかし、PISAの順位が落ちたことから、学力低下を引き起こしていると批判を受け、生きる力の育成という目標は堅持しつつも、授業時間の増加、教育内容の増加が盛り込まれた学習指導要領が2008年（平成20年）に改訂、2011年（平成23年度）以降から正式に施行された。
- 文部科学省が教育改革として、新設された高校として、中高連携教育や特色ある学校を認可するなどの教育改革を実施して、以下の学校が創設された。
  1. 総合制高校の新設。
  2. 単位制高校の新設。
  3. 国際高校の新設。
  4. 公立高校で中高一貫教育をする中等教育学校タイプの高校の新設。
  5. 併設型中等教育学校タイプの高校の新設。
  6. 連携型中等一貫校タイプの中高一貫校の新設。
  7. 福祉高等学校の新設。
- 生きる力を重視している文部科学省は以上の新しい高等学校を設置した。
- 生活力の育成や学校独自の教育を推進するために、文部科学省が設置した新設教科として、以下がある。
  1. 中学高校課程の地理歴史科の新設。
  2. 小学校低学年の生活科の新設。
  3. 小中高教育での学校設定教科の創設。
  4. 福祉科の創設。
- 以下の新しい教科を新設した。
- 国際化や男女平等を推進する教育改革として、文部科学省は以下の教科を必修教科として必修化した。
  1. 小学校での外国語活動として英語を必修教科として必修化した。
  2. 高校での世界史を必修教科として必修化した。
  3. 男女共同参画社会を目指す男女平等政策として中学・高校での家庭科の男子必修化が行われた。
- 出席簿も男女が混ざったものに変わった。アメリカの自由教育思想や大正時代の自由教育の思想の影響で職業体験の重視や天才的な頭脳を持つ高校生の大学進学を早期にするための教育の規制緩和として、以下の活動と制度を導入した。
  1. 社会奉仕体験活動の導入。
  2. 大学の飛び入学の導入。
  3. 週休2日制の導入。
- 民主党政権下の教育制度改革の計画として、優秀な高校生を早期に大学進学をさせて専門分野を専攻できるようにすることで、国際社会で活躍できる人材の育成を狙う文部科学省は2012年（平成24年）6月1日に、高等学校を2年間で卒業して大学に入学できる制度を創設する方針を決定して、国家戦略会議主導で平野博文文部科学大臣が取り組んでいた。

#### 学力問題
1990年代から学力低下が懸念され、1999年（平成11年）には「分数ができない大学生」が出版された。さらに2003年（平成15年）のOECD生徒の学習到達度調査 (PISA) や国際数学・理科教育調査 (TIMSS)、2006年（平成18年）のPISAでは学力低下が顕著となった。その後、2003年（平成15年）には教育内容の上限規定が撤廃された。2007年（平成19年）には全員参加方式の全国学力・学習状況調査テストが復活して、さらに脱ゆとりへと路線が変更され、2008年（平成20年）には指導要領が改正、移行措置として一部が2009年（平成21年）から実施、小学校では全面的に2011年（平成23年度）から実施されることとなった。2007年（平成19年）のTIMSSでは、学力低下が止まり、2009年（平成21年）のPISAでは、学力が回復した。2013年（平成25年）の経済協力開発機構 (OECD) の国際成人力の調査で日本国が第1位になる。

#### 学校制度改革
2003年（平成15年）に国立大学法人法が制定されて、国立大学が国立大学法人となった。教員の相次ぐ性犯罪や、偏った思想に基づいた教育や言動などが問題となり、教員の資質向上のための教育改革として実施された制度が教職大学院の創設であり、それと検討されたのは教員免許更新制である。これに伴って日本の教育問題として、親の学歴・収入・家柄・職業などの経済格差と都道府県別や市町村別の地域格差を背景とした能力格差の拡大が表面化している。この原因は公教育機能が低下しているためと言われ、公教育への不信感が増大している。それを補うため、東京都を中心に公立学校選択制の導入や公立学校以外の学習塾や私立学校へ進学希望者が増加している。私立学校と教育を重視する地域などの一部学校や、文部科学省の方針で教育予算が増加されて低学年で実施されたのが、少人数授業や少人数教育を目的に「35人学級」や「30人学級」で、きめ細かい指導を導入する教育改革がされた。平成期に学校群制度が全廃されて丸坊主などの頭髪の規制を撤廃して長髪を認可したり制服のみから私服を認可して服装の自由化をするなど校則が改正される学校が増加した。公立小学校と公立中学校が義務教育期間に一体化して連携教育を行う「小中一貫教育」が広がったことから、第2次安倍内閣で中央教育審議会が提言した構想で、小中連携教育を推進するために6歳 - 15歳までの9年間の小中一貫の「義務教育学校（仮称）」の新設が議論された。高校の普通科で「キャリア教育」を必修化するが検討された。

#### 教育行政と新設教科
2001年（平成13年）1月6日の中央省庁再編により文部省を改組して、科学技術庁を吸収合併して廃止する形式で文部省と科学技術庁が統合されて、文部科学省が設置される。2003年（平成15年度）から情報科が新設されて、高等学校の必修教科となる。2011年（平成23年度）から小学校で、外国語活動の時間が設けられて、2012年（平成24年度）から中等教育で、安全性の問題が議論されている武道科（剣道科・柔道科・相撲科）の3種目と指導方法の向上が必要であるダンス科（創作ダンス・フォークダンス・現代的なリズムのダンス）が導入されて、3 種目から選択して必修化されるようになった。2012年（平成24年度）から、木造校舎の建設を可能とするため木造校舎の焼失実験が実施されて、1972年（昭和47年）に終了した放射線教育が約30年ぶりに中学校の理科で復活した。

#### 成績評価
2000年（平成12年）から小学校と中学校の義務教育の課程で相対評価から絶対評価による教育評価と成績評価が重視をされるようになった。重視されるようになった絶対評価には認定評価の他に到達度評価があり、到達度評価の一つである観点別学習状況による教育評価と成績評価が導入された。

#### ランドセル
金色や緑色など小学生のランドセルが21世紀になり多種多彩になる。

#### 修身教育の見直しと道徳教育重視
自由民主党の修身教育復活や道徳教育重視を唱える愛国心と儒教道徳の育成を目指す保守派議員の意向で文部科学省が2002年（平成12年）4月に、全国の小学校・中学校に道徳の副教材の心のノートを無料配布した。民主党政権の事業仕分けによって教材作成の補助が廃止された。第2次安倍内閣により2018年4月（平成30年度）に小学校で道徳を正式科目として、2019年（平成31年）4月に中学校で「特別の教科 道徳」と教科へ格上げし完全実施した。

#### 私立中学受験
2007年（平成19年）に首都圏や京阪神では格差社会の進行やゆとり教育の影響で学歴社会の負け組となる公立中学校を敬遠するようになった。高学歴・高収入の中流家庭では子供の受験競争に熱心な家庭が増加して、私立中学校の受験者数はピークとなり中学受験バブルが起きたが、翌年には私立中学受験バブルは崩壊した。2008年（平成20年）のリーマンショック以降の景気低迷、公立学校における脱ゆとり教育への転換、さらには、東日本大震災などの影響で私立中学受験者数の減少は続いており、受験者数の減少に歯止めがかかっていない。私立中学校の募集定員は3万9721人から4万1688人と約5%も増加して、私立中学受験ブームを受けての定員数の増加や、中高一貫体制強化による付設高校の募集定員の縮小と廃止が行われた。

#### 大学受験
1990年（平成2年）に大学共通第1次学力試験に代わり大学入試センター試験が導入された。バブル世代が大学生であった昭和末期は学閥など大学ブランドが強いMARCH・日東駒専・関関同立などの私立大学が人気であったが、2000年代以降は平成不況による貧困家庭の急増の影響などの学費の問題で地元の国立大学（いわゆる駅弁大学）志向となる。受験生の志願者数が多い団塊ジュニア世代が大学生であった平成初期は、18歳人口の多さで、3流大学でも高倍率であり大学入試は難関であった。2000年代以降には、18歳人口の減少による少子化の進行と学歴インフレの進行で3流私立大学の定員割れが急増した。1990年代は日本大学と早稲田大学の志願者数がトップであったが、2000年代に日本大学の志願者が減少して2008年（平成20年）まで早稲田大学が1人勝ちの志願者がトップであった。2009年（平成21年）以降は早稲田大学の志願者がトップであったが、早稲田大学ブランドの魅力が変わり志願者が減少して、代わって明治大学が志願者トップとなる。2014年（平成26年度）に近畿大学の志願者数が初めて日本一となる。

#### 教育と社会問題
不登校問題やフリースクールの試みが行われた。学校を卒業しても社会に参加しないニート、引きこもりに陥る者が多く現れ、メディアで盛んに報道され、問題視されるようになった。これは、学校と実社会の間にギャップがあるという日本独特の問題が潜んでいるとされる。余りに学校社会に慣れた子供は、卒業しても社会に適応することが困難になると言われる。
現在の引きこもりは1970年代生まれの人々が最も多く（後の世代では引きこもりは減少傾向）、引きこもりの長期化・高齢化が深刻になっている。また、ニートだと定義されていない35歳以上の中年の無業者も問題になっている。
1990年代後半からパソコンや携帯電話が、2010年代からはスマートフォンが学生の間でも普及し出した。2002年（平成14年）には、小学1年生で5.0%、中学1年生で32.3%だったのに対し、2007年（平成19年）には、小学1年生で11.7%、中学1年生で62.0%と2000年代に入ってからは小中学生の間でも普及し出した。
また、2000年代後半になると10代のパソコン離れが起き、携帯の使用率が上がっている。これらの世代はパソコン、携帯電話などを使ってネットによる情報発信能力を身に付けたにもかかわらず、情報リテラシーやマナー教育が追いつかなかったため、ネットいじめが社会問題になった。
1980年代前半生まれは「キレる17歳」「コギャル世代」「酒鬼薔薇世代」とも呼ばれ、さらには神戸連続児童殺傷事件、光市母子殺害事件、西鉄バスジャック事件、秋葉原通り魔事件などの犯罪や、援助交際や、新成人の成人式の騒ぎが問題となった。
その一方で、それらの問題が若者に対するステレオタイプだとして俗流若者論という概念も生まれた。東日本大震災の影響で子供の心的外傷後ストレス障害 (PTSD) が増加したり、被災地の岩手県・宮城県・福島県の子供の転校が急増する。
少子化の進展で大学全入時代を迎えて、21世紀には大学倒産時代となりブランド大学以外の地方大学や私立大学は定員割れで経営危機に立たされている。私立大学・私立短大の中には、統廃合によって学生募集を停止して廃校になる学校が増加した。親の収入と学歴の高低が子供の学歴の高低に直結する「格差の遺伝」とも言われる現象が広く知られるようになった。
一方で、逆に高い学歴を持ちながら生活に苦しむ学歴難民と呼ばれる層も氷河期世代から発生している。女子の高学歴化や進学率の増加、厳しい経済状況を背景にした難関志向もあり、難関大学の難易度は、依然高い水準にある。進学率が増加する一方で、BFランク大学の名前を書くだけで受かる入試、ユニーク入試、一芸入試など学力にとらわれない入試も増加している。

#### いじめ問題とマスコミ報道
- 第1期のいじめ問題といじめ自殺ブームとして、1986年（昭和61年）の中野富士見中学いじめ自殺事件（昭和46年生まれの団塊ジュニア世代）があった。平均兄弟数が2人まで少子化した影響で人間関係が上手でない新人類世代が中学生だった昭和40年代からいじめ自殺の事例はあった[注 14]。これまでまったくの一般人の自殺であることと、心理的影響でいじめ自殺が増加することから、昭和50年代までタブーだったいじめや自殺問題を久米宏などの戦中生まれのマスコミがあまりにもこの中学生に対するいじめが酷かったことを理由にタブーを破り最初のいじめ自殺報道がされた[注 15]。
- 第2期のいじめ問題といじめ自殺ブーム（平成で最初）として、1994年（平成6年）前後の時期に愛知県西尾市中学生いじめ自殺事件（昭和55年生まれの松坂世代の学年でポスト団塊ジュニア世代）を中心とするいじめ自殺報道があった。
- 第3期のいじめ問題といじめ自殺ブームとして、2006年（平成18年）前後の時期に福岡中2いじめ自殺事件（平成4年生まれのゆとり世代）を中心とするいじめによる自殺が繰り返し報じられた。
- 第4期のいじめ問題といじめ自殺ブームとして、2012年（平成24年）にも大津いじめ自殺事件（平成9年生まれのゆとり世代）があった。
- マスコミの報道によっていじめ問題が注目されて、この時期の統計ではいじめ自殺やいじめが増加している。
- この時期など数年に1回の割合でいじめ自殺やリンチ殺人がマスコミによって報道されており、以下のいじめについての教育問題があった。
  1. 政治家の発言。
  2. 文部科学省の対応。
  3. 親の対応。
  4. 加害者のいじめ行為。
  5. インターネットへの個人情報や中傷の書き込み。
  6. 学校の対応。
  7. 被害者が受けた被害と情報。
  8. 教育委員会の対応。
  9. 警察の犯罪被害への対応といじめ問題への介入。
  10. 道徳教育の必要性。
  11. 被害者と加害者の実名などのプライバシーの問題。
  12. マスコミによる過剰な報道の是非。
- 大津いじめ自殺事件の対応策として、2013年（平成25年）にいじめ防止対策推進法が成立する。同年、大阪市立桜宮高等学校の体罰事件や柔道日本女子での体罰など生徒指導死（自殺）が問題となる。

#### 教育思想
平成期の教育思想は大きく区分して2種類ある。教育思想として以下の2種類の教育思想が対立して激しい論争となる。
1. 昭和時代の戦後期に主流だった教育思想のジェローム・ブルーナーの教育理論を支持する和田秀樹の学歴社会・受験競争・偏差値教育を第一として詰め込み教育を肯定する思想。
2. アメリカや大正時代に盛んだった作文や職業体験などの経験主義で個性を伸ばすジョン・デューイの教育理論がある。この自由主義的な教育思想を支持する文部省官僚の寺脇研が公立学校での詰め込み教育の排除を主導した。平成期に改革されたゆとり教育は20世紀のアメリカの新教育運動や大正時代の大正自由教育運動を模範とするものであった。ゆとり教育思想が平成期の新しい教育思想となった。

小渕内閣の教育改革国民会議による教育を変える17の提案の発表や安倍内閣の教育再生会議や福田康夫内閣の教育再生懇談会が設置された。学校教育法・地方教育行政の組織及び運営に関する法律・社会教育法の改正が実施されるなど『教育改革3法案』が成立した。新保守主義による国旗国歌法や教育基本法の改正などの愛国心を謳った教育が主張された。2001年（平成13年）に、新しい歴史教科書をつくる会が既存の社会科の教科書を左翼の自虐史観であると称して、それら左翼的自虐史観の教科書に反対する保守勢力が地理歴史科教科書・公民科教科書を執筆したが、中華人民共和国・大韓民国・朝日新聞などの左翼勢力の反対で教科用図書検定が妨害される歴史教科書問題が再び起きた。その後、日中歴史共同研究・日韓歴史共同研究なども模索された。

#### 社会と大学教育
財界大企業では東京証券取引所上場企業の社長数1位が、昭和時代の東京大学出身者から慶應義塾大学出身者の三田閥となり、政界でも平成での出身大学別総理大臣で一番多いのは、6人を輩出した早稲田大学であるなど、東京大学の学閥は早稲田大学・慶應義塾大学の躍進で政界・財界のトップではなくなり、平成期に学歴的地位が低下した。
文部省は1996年度（平成8年度）から2000年度（平成12年度）の5年間に、研究の世界で競争的環境下に置かれる博士号取得者を一万人創出することを目指したポストドクター等一万人支援計画を策定し、多くの大学で大学院重点化が実施されるが、これは若手研究者に深刻な就職問題を引き起こした（余剰博士問題）。2008年（平成20年）の「留学生30万人計画」で中華人民共和国などアジアからの留学生が急増する。逆に日本からの海外留学生は1990年代をピークに減少した。2012年（平成24年）に文部科学省は留学促進のため世界の大学が採用する共通の大学入学資格取得に必要な教育課程の国際バカロレア資格の国内認定校の拡大のために200高校に留学支援課程を設置する計画を立案した。一部の大学では国際化の推進のため講義の英語化が実施されたほか、千葉大学などでは全学生の留学義務化がされたが、これにより学生負担が増え、低所得層の大学進学はますます難しくなった。
平成期は、大学進学率と大学院進学率が急上昇した。大学進学率が1989年（平成元年）の24.7%から2010年（平成22年）には50.2%となった。進学者は、約40万人から約60万人にまで増加した。女子を中心とした短大進学者が4年制大学にシフトして短大進学率は1994年（平成6年）の13.2%をピークに減少して2010年（平成22年）には6%となった。修士課程の大学院進学率は急上昇して17%となり、2003年（平成15年度）に、専門職大学院の制度が作られ、法科大学院などが作られた。それに伴い、教育改革として学部を置くことなく大学院を置く大学（いわゆる大学院大学）の数も増加した。特に、大学への進学率、進学者増加は、分子（大卒の就職者数）がバブル期とほとんど変わらないのにもかかわらず、分母（大学卒業者数）が増えたため大卒の就職率（就職者数/卒業者数）が大幅に下がってしまった要因の一つとなった。2012年（平成24年度）には、全国の法科大学院73校の入学生の統計で、86%に当たる63校で定員を下回るようになった。
2012年（平成24年）の野田内閣時代の大学改革では予算や設備、人員を各学部ごとに集中させて教育の質を高め、優秀な人材を育成する狙いから、一つの国立大学法人の下で複数の大学の学部を集約して、具体例として大学Aは医学部と理工学部、大学Bは法学部と経済学部、大学Cは文学部に特化することなどを想定する文部科学省は、都道府県を超えて国立大学の学部の再編を進める方針があった。新しい大学教育制度として、一つの国立大学法人が複数の国立大を運営できるようにして、各大学にある類似する教育内容の学部を再編する計画であった。
昭和時代（戦後期）に誕生した駅弁大学からさらに大衆化が進行して、平成時代（21世紀）になってコンビニ大学と呼ばれてコンビニ化した地方大学や私立大学が問題となっていたため、2012年（平成24年）に、田中真紀子文部科学大臣によって大学設置基準による大学認可問題が起きた。平成期になり大学の看護学科の新設ラッシュが発生して、平成初期から2010年代まで看護学科の増設が続いている。

#### 教育方法
- 杉並区立和田中学校の民間出身の校長となった藤原和博の教育方法として「よのなか科」「四季制」「夜スペ」が実践された。
- 脳科学者の茂木健一郎が注目されるようになり脳科学ブームが起きた。
- 七田眞によって右脳・左脳教育論が唱えられて脳機能局在論研究が行われた。
- 隂山英男の百ます計算などの知識活動と教育方法学の実践がされた。
- 日本漢字能力検定などの検定やご当地検定や各種資格がブームとなった。
- インド数学として「インド式計算」方法による九九ブームが起きた。
- 記憶術がブームとなり、速読術や速聴などの能力トレーニングが盛んになり脳を活性化するビジネスが誕生するなど、脳を鍛えることを目的とする知識活動が実践された。

#### 新しいタイプの学部・学校と通信教育の充実
- 漫画の人気が上昇して、2006年（平成18年）に京都精華大学ではマンガ学部が設立された。
- 早稲田大学第二文学部など夜学が廃止される一方で、早稲田大学人間科学部にeスクール（通信教育）などのインターネットスクールやインターネット大学が設置される。1989年（平成元年）に夜間大学院が設置される。日本大学の瀬在幸安総長によって日本大学通信教育部にメディア授業が新設された。小泉内閣によって構造改革特別区域において「株式会社立大学」の設置が認められて、ソフトバンクの子会社が運営する株式会社（学校設置会社）が設置するサイバー大学が新設された。エリート育成するための学校を作る動きが盛り上がり、トヨタ自動車・JR東海などの中部地方の有力企業が中心となって私立学校の海陽中等教育学校が設立された。

#### 世相
1989年（平成元年）に開始された伊藤園のお〜いお茶新俳句大賞、1990年（平成2年）に開始された住友生命の創作四字熟語、1995年（平成7年）に財団法人日本漢字能力検定協会の今年の漢字が開始された。

#### 学術研究史
- 世界的に環境技術（サステイナブル工学）の開発に重点が置かれ、日本の企業や研究機関、日本人研究者の貢献は大きい。再生可能エネルギー、燃料電池、低公害車（ハイブリッドカーなど）、リサイクル技術など。
- 日本が研究開発をリードしている分野の一つに、材料工学がある。1991年（平成3年）、NECの飯島澄男によるカーボンナノチューブの発見後、ナノテクノロジーに関する知見の蓄積は飛躍的に進んだ。
- 日本が世界的にリードしているもう一つの分野に、ロボット工学の研究がある。産業用だけでなく、家庭用ロボットや医療用ロボットなどへの応用も進展。
- 将来的な広範な応用を目指して再生医学の研究が進められている。特に2006年（平成18年）、京都大学の山中伸弥らのグループによる人工多能性幹細胞（iPS細胞）の発見は大きな反響を呼んだ。一方、2014年（平成26年）頃に理化学研究所が刺激惹起性多能性獲得細胞の研究を進めてSTAP細胞と命名したが、不正疑惑が出て論文の撤回となった。
- 2000年（平成12年）、考古学研究家の藤村新一による旧石器捏造事件が発覚。考古学の遺跡・遺物・遺構・層位研究の信用性が揺らぐ。

数学
- 1990年（平成2年）に森重文が国際数学者会議（京都）でフィールズ賞を受賞。

物理学
- 2002年（平成14年）に小柴昌俊が、天体物理学の特に宇宙ニュートリノの検出に対するパイオニア的貢献でノーベル物理学賞を受賞した。
- 2008年（平成20年）に小林誠・益川敏英が、小林・益川理論とCP対称性の破れの起源の発見による素粒子物理学への貢献でノーベル物理学賞を受賞する。
- 2008年（平成20年）に南部陽一郎が、素粒子物理学における自発的対称性の破れの発見でノーベル物理学賞を受賞する。
- 2014年（平成26年）に天野浩・赤﨑勇・中村修二が、高輝度で省電力の白色光源を可能にした青色発光ダイオードの発明でノーベル物理学賞を受賞する。
- 2015年（平成27年）に梶田隆章が、素粒子のニュートリノが質量を持つことを示すニュートリノ振動を発見したことでノーベル物理学賞を受賞する。

化学
- 2000年（平成12年）に白川英樹が、導電性高分子の発見と発展でノーベル化学賞を受賞する。
- 2001年（平成13年）に 野依良治が、キラル触媒による不斉反応の研究でノーベル化学賞を受賞する。
- 2002年（平成14年）に田中耕一が、生体高分子の同定および構造解析のための手法の開発でノーベル化学賞を受賞する。
- 2008年（平成20年）に下村脩が、緑色蛍光タンパク質 (GFP) の発見と生命科学への貢献でノーベル化学賞を受賞する。
- 2010年（平成22年）に鈴木章・根岸英一が、クロスカップリングの開発でノーベル化学賞を受賞する。

生物学・生理学・医学
- 1992年（平成4年）に木村資生（中立進化説を提唱）が、日本人で唯一のダーウィン・メダルを受賞。
- 2012年（平成24年）に山中伸弥が、成熟した細胞に対してリプログラミングにより多能性（分化万能性）を持たせられることを発見したことでノーベル生理学・医学賞を受賞する。
- 2015年（平成27年）に大村智が、線虫の寄生によって引き起こされる感染症に対する新たな治療法を発見してノーベル生理学・医学賞を受賞する。
- 2016年（平成28年）に大隅良典が、オートファジーの仕組みの解明でノーベル生理学・医学賞を受賞する。
- 2018年（平成30年）に本庶佑が免疫チェックポイント阻害因子の発見とがん治療への応用が評価されノーベル生理学・医学賞を受賞する。

工学
- スーパーコンピュータ分野では京など複数の日本のスーパーコンピュータが、計算性能を競う「TOP500」のランキングで1位を獲得した。

#### PISAショック
2000年（平成12年）以後に、OECD生徒の学習到達度調査 (PISA) が行われ、これはPISAショックと呼ばれた。

### 世界史
昭和天皇の崩御の年である1989年（平成元年）にベルリンの壁の崩壊が起こり、同年12月に米ソによるマルタ会談があり冷戦が終結した。1991年（平成3年）にソビエト社会主義共和国連邦は、領土を構成していた共和国の全てが独立し、崩壊・消滅した。こうして、それまでクレムリンやホワイトハウスに抑圧されて来た国々では、民族・宗教紛争が勃発した。ソ連の崩壊・消滅後は、アメリカが唯一の超大国となって絶対的な力を揮うアメリカ一極体制となり、旧東側諸国が西側経済に統合され、特に1991年（平成3年）から2000年（平成12年）までの間、世界は「アメリカナイゼーション」「グローバリゼーション」と呼ばれるグローバル資本主義に巻き込まれた。しかし2001年（平成13年）のアメリカ同時多発テロ事件以後、中国、北朝鮮、ロシア、ラテンアメリカなどがアメリカ一極体制を牽制する動きを見せるようになった。
国連創設60周年に当たる2005年（平成17年）には敵国条項の削除と国連安全保障理事会の常任理事国入りを目指し、グループ4（日本、ドイツ、インド、ブラジル）を結成したが、中国、韓国、さらにはアメリカなどの反対にあって挫折した。2011年（平成23年）にはアラブの春によってチュニジアやエジプトで民主化が起き、周辺国で民主化のデモが起きた。

#### 国際関係史

##### アメリカとの関係
日本は冷戦時代と同じく日米関係を外交の基軸として湾岸戦争やイラク戦争に協力した。冷戦後、政治・経済・社会のシステムが根こそぎアメリカ型に変わった。
沖縄米兵少女暴行事件が1995年（平成7年）に発生して普天間基地移設問題が起き、2009年（平成21年）には民主党政権のはっきりしない外交政策と安全保障政策によって辺野古に移す案が問題化して、2012年（平成24年）にはオスプレイの配備が問題となっている。

##### 東アジアとの関係
中国を筆頭に急速な経済発展が見られ、それに伴って日本との経済関係もこれまで以上に緊密になったが、中国・韓国・北朝鮮との政治的関係は悪化し、ヘイトスピーチの応酬となった。とくに冷戦時代は名目上は協調していた韓国との関係は劇的に悪化した。

###### 中国との関係
1989年（平成元年）に天安門事件で混乱しており今後が危ういという見方が多かったが（中国崩壊論）、北京オリンピックと上海万博を開催して、「四つの近代化」を進めてきた中国は急速に経済的存在感を強め、日本の最大の貿易相手国は中国となり、かつて日本製であった商品も次々と中国製に置き換えられていった。
日中関係は「政冷経熱」と呼ばれるように矛盾した状況のまま突き進み、ガス田開発、尖閣諸島などの領土を巡る尖閣諸島問題などで日本との摩擦が表面化した。また、中国は経済成長に伴い年々軍備増強を強力に推し進め、日中のギャップは年々増加した（中国脅威論）。2011年（平成23年）以降、小笠原諸島など日本領海内でサンゴを密漁する中国籍の漁船が急増した。

###### 韓国との関係
大韓民国では民主化が進み、1993年（平成5年）には朴正煕政権以来32年間続いていた軍事政権は消滅して金泳三大統領による文民政権に移行した。しかし、「歴史を正す(역사 바로 세우기)」、つまり「反日スタンス」を外交問題・内政問題に利用するスタンスは軍部政権時代と変わらず、金泳三大統領は日本海呼称問題や朝鮮総督府庁舎の取り壊しや竹島の実効支配など歴史問題で中国と連携して強硬な反日キャンペーンを行った。
続いて1998年（平成10年）に発足した金大中政権は日本文化の受容や日本との関係改善に取り組み、平成14年の2002 FIFAワールドカップの日韓共催、マスコミが主導した韓流ブームにより文化面では友好ムードが高まった。しかし、政治面では竹島の領有権問題の表面化や、小泉純一郎首相の靖国神社参拝により、日韓関係は冷えた。
2003年（平成15年）からの盧武鉉時代には、近隣諸国に対し強硬な外交姿勢を示すことが多くなり、日本だけでなく中国・アメリカとの摩擦も高まった。2005年（平成17年）に日本の島根県議会で竹島の日条例が可決されて毎年2月22日が記念日となった。
2008年（平成20年）に李明博が大統領に就任。李明博大統領は大阪府出身の月山明博という日本名があった在日韓国人で当初は親日の韓国大統領と見られていたが、2012年（平成24年）8月10日に韓国の歴代大統領として初めての竹島訪問による領土問題の激化や天皇に対する謝罪要求があり日韓関係が悪化した。
2013年（平成25年）、朴槿恵が大統領に就任。旧日本軍軍人であった朴正煕元大統領の娘であり当初は親日説もあったが、従軍慰安婦問題などを中心に告げ口外交を繰り広げて日韓関係は悪化した。2014年(平成26年）8月に韓国で出版された『安重根、アベを撃つ』という反日思想の安倍晋三暗殺事件予言小説が出版される。
2015年（平成27年）12月に慰安婦問題日韓合意を締結させ、慰安婦問題が最終的かつ不可逆的に解決されたことを日韓政府が宣言を行った。
2017年（平成29年）に日本の天皇が初めて高麗神社を参拝した。しかし同年に日韓合意に否定的な文在寅が大統領に就任し、関係はさらに悪化した。

###### 朝鮮民主主義人民共和国との関係
朝鮮民主主義人民共和国（北朝鮮）との間で日本人拉致問題、核開発問題が深刻化しており、ミサイル実験では日本領海への発射や上空通過を度々行った。日本政府も拉致問題を解決するために経済制裁を可能とする法整備を進め、ミサイル発射訓練を機に制裁を発令した。

###### 東南アジア諸国との関係
この他の東南アジア諸国でも国際情勢の変化に伴い、日本を先頭とした雁行型経済に代表されてきた伝統的な対日依存を見直し、新たな超大国として浮上した中国、技術大国となった台湾、韓国や、米国、EUとの関係を強化することで、政治経済の多極化が図られ、日本の地位は低下した。
なお、東南アジアにおいては東南アジア諸国連合 (ASEAN) が結成され、東南アジア諸国は共同体形成を模索していた。

###### アジア全体との関係
東アジア共同体、およびアジア共同体構想が浮上した。これはEUのアジア版であり、ASEANや日中韓などの各国が共同して立ち上げた大戦略だが、ASEANや日中韓といった地域には人種、宗教、言語、文化、経済力、政治体制といった地域統合を促す要素に共通性が希薄で、実現には程遠い状況に終わった。

### 文化史
バブル景気全盛期 - 崩壊期 （1989年〈平成元年〉 - 1994年〈平成6年〉頃）
この時期の文化は、男女平等を表現する女優のヘアヌード写真集など性表現の開放が叫ばれた時期である。裸婦像イブ思想の女性による派手文化の時代であった。1980年代からの継続という色が濃い。
バブル世代の間では、ハイレグ水着や真っ赤な口紅にソバージュやトサカヘアー、太眉にボディコンという押しの強いファッションが流行した。食の本格志向が強まり、イタリア料理やエスニック料理が定着し、消費の多様化とブランド志向の高消費文化を築いた。『東京ラブストーリー』『101回目のプロポーズ』などトレンディドラマの最盛期であり、当時の人気俳優を起用したドラマは軒並み高視聴率を叩き出した。音楽業界ではバンドブーム・ビーイングブームの最盛期。バブル景気時代の風俗の代名詞として知られる「ジュリアナ東京」が営業していた時期は、バブル崩壊期に当たる1991年（平成3年）から1994年（平成6年）であり、当時の大衆においてバブル崩壊の感覚が希薄であった。一方、アイドルはテレビにおける歌番組の衰退などもあって「冬の時代」と呼ばれる低迷期であった。情報化社会の到来も叫ばれ、パソコン通信やポケベルが最も普及したのもこの頃である。
平成不況期 （1995年〈平成7年〉 - 2000年〈平成12年〉頃）
バブル崩壊後の不況の長期化により「右肩上がりの時代」は完全に終わり、デフレ時代が到来し日本の風俗は大きな転機を迎えた。1995年（平成7年）に阪神・淡路大震災・オウム真理教事件という象徴的な出来事が発生する。
ブランドものから不良文化・サブカルへのシフトが起こり、1970年代後半から1980年代前半生まれ（ポスト団塊ジュニア世代）の青少年の間でアムラー・裏原宿系・B系・渋谷系などのファッションが流行した。バブル景気時代の流行から一転して細眉が流行し、茶髪が定着した。中高生がファッションの中心として認知され、コギャルが風俗として注目された。コミュニケーション手段としてはPHSを含む携帯電話、インターネットが爆発的に普及した。Windows 95の発売を機に、安価になったパーソナルコンピュータが多くの家庭に浸透していった。1994年（平成6年）末には『週刊少年ジャンプ』が653万部の歴代最高部数を達成し、1995年（平成7年）頃には日本の漫画の売り上げがピークに達した。一方で神戸連続児童殺傷事件以降、規制が強化された。音楽業界ではビーイング系（ビーイングブーム）・小室系・ヴィジュアル系の最盛期で、1998年（平成10年）頃にはCDセールスがピークとなった。1999年（平成11年）、宇多田ヒカルがアルバムの『First Love』を発売して日本で860万枚以上、日本国外を含めると990万枚以上を出荷し日本のアルバム歴代チャート1位に輝いた。
「聖域なき構造改革」期 （2001年〈平成13年〉頃 - 2007年〈平成19年〉頃）
外需主導により実感のない「景気回復」が続いていた時期。この時期も、大半の被雇用者の賃金は下落傾向にあり、毎年の自殺者は3万人前後、「格差社会」が流行語となった。
パソコンや携帯電話は、2000年代に入るとほとんどの国民に普及しインターネットの利用が一般化した。ブログ・SNS・動画投稿サイトなど、個人が発信者となるネットサービスが新たな媒体として普及していった。いわゆる「構造改革」により福祉や公共事業の抑制、市町村合併などの緊縮的政策が実施され、大都市圏以外の地方の経済の疲弊が進んだ。行政による福祉サービスの縮小に伴い、漫画喫茶やインターネットカフェが、低所得者向けビジネスとしての機能を果たすようになった。
雑誌や漫画を始めとする出版物の発行部数が減少（出版不況）したが、発行点数はむしろ増加している。iPodが爆発的な売上げを記録し、音楽のインターネット配信がそれまでのパッケージ媒体 (CD) を置き換えていった。
映画では、テレビ局制作作品を初めとした邦画が洋画を上回る興行成績を上げるようになり、日本映画の復活が注目を集めたが、同時にテレビ離れも囁かれ始める。
1980年代生まれの青年層では、アキバ系やおたく文化の浸透が進み、メイド喫茶やフィギュアに代表される、「萌え」をめぐる社会現象が盛んに取り上げられた。焼け跡世代や団塊の世代などの中高年層では、1950年代から1960年代の高度経済成長期を懐古する風潮も広がった。
ファッションでは、環境省主導で官公庁を中心にクール・ビズファッションが広まり、節電指向の広まりから民間企業でもしだいに定着した。若者のファッションは著しく多様化し、世代全体に広がるようなファッションの流行はもはや見られなくなった。
世界同時不況期 （2008年〈平成20年〉頃 - 2010年〈平成22年〉頃）
アメリカのサブプライムローンに始まる恐慌が世界を覆い（世界同時不況）、少子高齢化や貧困層の増大が進む日本の風俗にも深い影を落とした。
製造業が軒並み経営悪化し、撤退・廃業・海外移転が相次いだ。基幹産業たる製造業を失った地方経済の疲弊は著しく、地方商店街は軒並みシャッター通りと化した。公共事業に頼らない地域振興を狙った地域おこし事業が模索されるようになり、ご当地グルメやゆるキャラが取り上げられ、人気を集めるようになった。インターネット配信やウェブアプリケーション、ネット通販などによる、従来の様々な媒体やサービスの置き換えが進んだ。TwitterやYouTube、ニコニコ動画などの新しいソーシャルメディアが急激に成長し、文化・政治・社会の各方面に大きな影響を及ぼした。
たばこ税・酒税の相次ぐ増税とこれに伴う節約志向に加えて、世界的な健康指向の定着により、たばこ離れやアルコール離れと言われる現象が日本でも顕著になった。また、特に20歳代前後の若年層では外食費の減少も著しく、外食を控えて家で料理をしたり調理食品（中食）を食べるようになっている様子がうかがえる。
雑誌の休廃刊が相次ぎ、不振に陥った新聞・広告業界では、従業員に希望退職を募る出版社や新聞社が続出した。音楽では嗜好の個別化がさらに進み、レコード会社の影響力は低下した。新曲売上の落ち込みに伴いヒットチャートは、AKB48をはじめとする一部アイドルグループやアニメソング等に偏る傾向となり、過去のような流行歌が生み出されにくい環境になった。
携帯電話を対象にした各種サービスの成長は著しく、携帯電話からのインターネット（主に携帯電話IP接続サービス）利用がパソコンを上回ったが、黒船スマートフォンの上陸により「ガラパゴスケータイ」の文化は徐々に瓦解に向かい始める。
東日本大震災以降 （2011年〈平成23年〉- 2019年〈平成31年〉）
世界同時不況からの回復期にあたる。日本政府も2010年代中盤より「地方創生」を掲げた。
2011年のアナログテレビ停波に伴いテレビ離れは若者から中高年にも及び、印刷媒体の出荷量は急激に落ちこみレジャー産業やメディア産業の縮小が著しい。
iPhoneを初めとしたスマートフォンの普及が進み、書籍や雑誌のネット配信も本格化し始めた。ネット文化では、若年層を中心にLINE、Instagramなどのスマートフォン向けSNSが広く普及し、コミュニケーションの形態を大きく変えた一方、国内の電気・情報産業は力を無くし、スマートフォンの大半は海外メーカーとなった。
アジア圏を中心とする海外からの日本への観光客は2010年代に急増し、日本政府も訪日客のビザ発給要件の緩和など、観光業に対する支援を打ち出した。外国人観光客が日本国内に落とすマネーの重要度が増したが、外国人観光客は為替レートや国際情勢の影響を大きく受け増減することから、日本人観光客のテコ入れが課題になっている。2015年には、来日した中国人観光客による商品の大量買いを表す「爆買い」が流行語になった。2019年の訪日外国人旅行者数は3188万人で、過去最多であった。
国内消費は、いざなみ景気の後にリーマンショック、アベノミクス景気の後に消費税増税不況と、低迷を続けている。公共交通機関が発達している大都市部では、自家用車を保有しない「車離れ」が顕著となっている。一方で、モータリゼーションによりバスや鉄道が衰退して自家用車に依存せざるをえない地方部ではその重い負担が社会問題となり、自家用車を保有できない交通弱者にとっては様々な場面で不便を強いられている。また、高齢者による交通事故が社会問題化するなど大きな課題となっている。
低成長時代の中、東京タワーと東京スカイツリー、1964年東京オリンピックと2020年東京オリンピック、1970年大阪万博と2025年大阪・関西万博など、高度成長期へのノスタルジーが加速する。
映画産業はアニメーション作品が収益の中心を占めるようになった。2014年に公開された『アナと雪の女王』が興行収入255億円のヒットを記録。また、2016年に公開された『君の名は。』は興行収入250億円を記録し、舞台となった地域を訪れる聖地巡礼が話題となった。同年には拡張現実（AR）技術を用いたスマートフォンアプリのポケモンGOが世界的なブームとなった。
2010年代中頃から、YouTubeに動画を投稿することで収益を得るYouTuberの影響力が増し、若年層を中心に人気となった。また、動画ではAmazon Prime VideoやNetflix、音楽ではSpotify、Apple Musicなどのサブスクリプションサービスが成長し、ストリーミングがCD、DVDなどの物理メディアを置き換えている。このような従来型のビジネスモデルを大きく変革する存在として、GAFAと呼ばれる米国のIT企業が世界的な影響力を持つようになった。海外に比べデジタル化に先んじていたにも関わらず、失われた10年以降は出遅れた日本であるが、2014年にサービスを開始した「少年ジャンプ+」など、国内の出版・エンタメ業界においてもデジタルシフトが進められた。

### 宗教史・社会思想史
【参考文献】 『平成宗教20年史』（出版社：幻冬舎新書、出版年度：2008年〈平成20年〉、著者：島田裕巳）
- 1994年（平成6年）及び1995年（平成7年）にオウム真理教によるテロ事件として松本サリン事件・地下鉄サリン事件が発生した[149]。1993年（平成5年）の細川内閣・羽田内閣と1999年（平成11年）の小渕内閣以降の自公連立政権では創価学会を支持母体とする公明党が連立政権に参加した[150]。オウム真理教によってカルト宗教政党の真理党が1989年（平成元年）に結成された[151]。新宗教団体が政治権力を持ち、2009年（平成21年）には幸福の科学によって幸福実現党が結成された[152]。公明党の支持母体の創価学会員の票が自由民主党候補の小選挙区制度による援護射撃の支援をして重要な支持層となった[注 16]。
- 黄文雄や渡部昇一が唱えた韓国併合後の朝鮮総督府によって、日本統治時代の朝鮮が植民地統治や投資によって朝鮮半島の近代化に大日本帝国が貢献した近代化論が誕生した。山野車輪が執筆した嫌韓流がブームとなる。小林よしのりが執筆した『新・ゴーマニズム宣言SPECIAL 戦争論』の影響を受けた若者が急増した。平成20年代になって在日特権を許さない市民の会（在特会）など、「行動する保守」と言われる極右団体が、反韓デモを主催して、ヘイトスピーチとされるデモを行うようになった[153]。左翼からはSEALDsやしばき隊といった集団が登場し、右翼団体に対する過激な言動による中傷や暴力事件などを起こす様になった。
- 経済思想では、富裕層を中心に、格差社会とグローバル資本主義を肯定する新自由主義・グローバリズム思想が支持を集めている。一方、貧困層の急増により、反新自由主義・反グローバリズム・プレカリアート・ローカリズムなどの運動も活発になっている。
- 昭和時代（戦前の大日本帝国期）に国家神道によって現人神であった昭和天皇が重体となり、1988年（昭和63年）の秋からの自粛騒動の間に、昭和から平成に改元された。元号法によって元号が平成と発表された1989年（昭和64年）1月7日から1日の猶予期間を設けて1989年（平成元年）1月8日になった1989年（平成元年）には、昭和天皇に対する殉死として、この時代まで生き残っていた元大日本帝国軍人たちや右翼関係者の自殺がみられた。日本共産党は平成12年頃に憲法改正反対の護憲政党として天皇制容認となり、平成31年から令和元年の改元前後には左翼による天皇制反対行為の悠仁親王へのテロ未遂事件があった。昭和の戦後期世代で2019年5月1日になっても、21世紀の新しい時代の価値観でない昭和戦後期の思想を持つ左翼も存在する。団塊の世代など若い時に無宗教だった若者世代が高齢化によって仏教徒が急増しているとされている。男女平等キリスト思考であったバブル世代の若い女性も高齢化で老人になると仏教信者が急増すると島田裕巳宗教学者の高齢化による仏教信者急増論で唱えられている。平成29年度の赤旗新聞から元号使用を復活させて、団塊の世代の支持者の高齢化により日本共産党が仏教信者として保守化している面もある。[154][155][156][157][158]
- 吉田清治の著書として出版された『私の戦争犯罪』の内容で、強制連行をしたとする吉田証言があった。平成初期にそれを発端とする従軍慰安婦問題が左翼によって問題化される。1992年（平成4年）に宮澤喜一総理大臣が日韓首脳会談で8回も謝罪をして、大韓民国に「真相究明」を約束する。
- 平成期は宗教の時代と呼ばれてこれらの新新宗教が、自分探しの若者たちを信者にして、一時的に台頭した。しかしオウム真理教が起こした事件が次々と明るみに出たこともあり、1996年（平成8年）以降は新新宗教は退潮傾向である。霊友会はインタートリップによる路線を開始した。統一教会（世界基督教統一神霊協会）による日本の芸能人も参加した教祖が結婚相手を決める合同結婚式が注目されて霊感商法が問題化する。2012年（平成24年）9月3日に教祖の文鮮明が死去した。
- 以下が平成期に台頭した新新宗教である。
  1. 世界真光文明教団
  2. 崇教真光
  3. 神霊教
  4. 統一教会
  5. 幸福の科学
  6. エホバの証人[159]
- 大日本帝国時代の不敬罪の意味などを知っている国体（天皇制）教育を受けた明治生まれや大正生まれ（大正世代）の大部分が死去した2000年代から、愛子内親王・眞子内親王・佳子内親王に特別な親しみを持っている昭和戦中生まれ世代・戦後生まれ世代を中心に女系天皇論や女性宮家の創設を唱えるものが現れ、男系天皇が男女平等や伝統の観点で議論となる。
- 明治生まれと大正生まれ（大正世代）に多かった尊皇主義者などの伝統的保守層が高齢化による死亡で減少する。戦後左翼となった明治生まれと大正生まれの日本社会党員や日本共産党員に加えて、昭和一桁（1926年（昭和元年生まれ） - 1934年（昭和9年生まれ））世代から昭和10年代の戦中に生まれた焼け跡世代と戦後生まれの団塊の世代の左翼は多くは高齢化で死亡したり思想が転向して、グローバリズムと格差社会を肯定する新保守主義が都市部の中高年層に広がる。天皇に興味がない皇室無関心層・政治無関心層・無党派層が増加して、マスコミや国民の間で皇室の芸能人化が進む。コンピューターの発達などによって、元号使用者が減少して西暦使用者が増加する。
- 1955年（昭和30年）あたりから生涯に子供の産む数が平均で2人となり、子供が女子のみの家庭が急増した。その結果、墓や家の断絶が急増する。
- 人権問題や部落問題として、野中広務に対する麻生太郎の総理にしてはいけないとする部落差別発言や、公人で大阪府知事や大阪市長となった橋下徹の出自（江戸時代の穢多・非人身分の末裔で親族が暴力団関係者であること）や同和地区出身であることを否定するマスコミ（週刊新潮・週刊文春・週刊朝日）による部落差別報道などの人権侵害があった。
- 「大人」への社会通念が揺らいだ。就職氷河期世代の若者が安定した職に就けないことや、親から自立できないことが社会問題となった。
- イスラム教の聖典のコーランを批判した「悪魔の詩」を翻訳した五十嵐一が過激なイスラム教徒に殺害される悪魔の詩訳者殺人事件が起きる[160]。
- 死者の葬儀は、個人の家や檀家である寺や自治会から、葬儀業者による葬儀が主流となる。葬儀の多様化の流れが進み、散骨などの自然葬が認められて、平成10年代以降は簡素な神式の葬儀が増加する。平成20年代には高齢層の間でエンディングノートや葬儀などの終活がブームとなる[161]。
- 日蓮正宗が1991年（平成3年）に創価学会を破門する[162]。
- マインド・コントロールが流行語となる。
- 以下の非科学現象ブームがあった。
  1. サイババブーム[163]
  2. アガスティアの葉の個人の人生についての予言ブーム
  3. インド占星術ブーム
  4. 細木数子の六星占術ブーム[164]
  5. ホラーブーム
  6. 1973年（昭和48年）に五島勉が執筆したノストラダムスの大予言を発端とする1999年（平成11年）7の月に恐怖の大王が降ってきてアンゴルモアが蘇りマルスが幸福の内に支配するだろうのノストラダムスの人類滅亡の予言のノストラダムス現象やハルマゲドンブーム[165]
  7. 平成24年12月21日にマヤ文明の暦の終了を意味する2012年人類滅亡説が唱えられた。
  8. 平成31年から令和元年になる2019年頃に聖徳太子の未来記の予言で聖徳太子の来世で仏教思想の悪人のクハンダが襲来する情報がYouTubeなどネット上で広まった[166][167][168]。
- 1994年（平成6年）に四月会が結成されて、創価学会を批判する団体が誕生して、公明党が一旦解党して新進党に合流をする。平成初期にオウム真理教によって、上九一色村にサティアンが建設された。オウム真理教の幹部で「科学技術省大臣」と称された村井秀夫が刺殺される事件があり、麻原彰晃が警察に逮捕され、死刑判決を受ける。その他複数のオウム真理教事件の裁判でオウムの幹部が死刑などの重い判決を受ける。
- 1995年（平成7年）にフランスがカルト対策の引き金となる議会報告書「フランスにおけるセクト」を提出。日蓮正宗・創価学会を初めとしたフランスに拠点を置く宗教団体が全てセクト対象となった。
- キリスト教世界（カトリック）では、平成期にローマ教皇が2度代わり3代のローマ教皇が在位して、コンクラーヴェが2度開催される。ヨハネ・パウロ2世が2005年（平成17年）に死去した。後継を選出するコンクラーヴェが開催されて高齢のラッツィンガー枢機卿がベネディクト16世としてローマ教皇となり、ツイッターなどの発信を試みて（2005年（平成17年）-2013年（平成25年））まで在位したが、高齢を理由に引退した。2013年（平成25年）に初のイエズス会（修道会）所属で南米（アルゼンチン）出身のベルゴリオ枢機卿がフランシスコとしてローマ教皇となった。
- 公安審査委員会は、公安調査庁長官が破壊活動防止法の請求を棄却する決定を下した。オウム真理教は「アレフ」に名称を変更した。2007年（平成19年）に旧オウム真理教はアレフと上祐史浩が独立して新しく設立した宗教団体のひかりの輪に分裂した。法の華三法行の不法な資金集め事件があり、教祖の福永法源が逮捕された。
- 1997年（平成9年）に酒鬼薔薇聖斗を名乗る少年により神戸連続児童殺傷事件が起きて、少年犯罪や成人後も秋葉原通り魔事件を犯した彼らの世代（昭和57年度生まれの酒鬼薔薇世代）の宗教観・倫理観・哲学・人生観が注目される[169]。
- 2000年（平成12年）前後には、キレるという言葉が流行し始めた。さらに、その頃17歳前後（1982年〔昭和57年〕生まれを中心に1985年〔昭和60年〕生まれ）までの世代が凶悪犯罪を起こしたことから「キレる17歳」と称された。
- 2001年（平成13年）、フランス下院のセクト調査委員会によって、創価学会がカルト宗教の指定を受ける。森喜朗首相による神の国発言があった[170]。9.11テロ事件があり、キリスト教対イスラム教の構図でアメリカ合衆国による対テロ戦争が始まった。
- 2011年（平成23年）には、アラブの春による民主化ドミノが起きて、国際テロ組織アルカーイダの最高指導者であるウサーマ・ビン・ラーディンの死があった。
- 日本の総理大臣の靖国神社の参拝問題（靖国神社問題）が中華人民共和国・大韓民国・朝日新聞など日本の左翼によって問題化される。謎の白装束集団のパナウェーブ研究所が注目される[171]。
- 21世紀になり男女思想（カテゴライズ）として草食系男子という概念が誕生した。
- 血液型性格分類が盛んになり、2004年（平成16年）には、BPO（放送倫理・番組向上機構）が「血液型によって人間の性格が規定されるという見方を助長することのないよう要望する」との声明を発表[172]。一方で、『□ (A, B, O, AB) 型の自分の説明書』の4冊すべての本が2008年（平成20年）の年間ベストセラーとなった。
- 主にネット上で世代区分論が盛んになり、団塊の世代、バブル世代、団塊ジュニア、氷河期世代、ゆとり世代などの世代が認知されるようになった。その他にも、スポーツで有名な選手の世代や優秀な選手が集まる世代に対しても松坂世代、ハンカチ世代、黄金世代、プラチナ世代、大谷・藤浪世代などと世代で呼ばれるようになった。
- オセロの中島知子が洗脳被害に遭うなど、占いがビジネスとなり占い師による洗脳などの悪徳商法や詐欺や霊能者による霊感商法が問題となる。
- 平成20年代に神社仏閣の朱印状収集がブームとなる。

### 社会問題

#### 高齢化の進行と生活保護問題・年金問題
- 消費税が導入された理念からゴールドプラン（高齢者保健福祉推進十ヵ年計画）が策定されて、介護保険法を成立させて介護保険制度を創設させるなど高齢者や障害者などを対象とする介護サービスを拡充した。少子高齢化によって年金問題が生じて、年金問題が2004年（平成16年）の第20回参議院議員通常選挙以降に議論され、年金は削減され、1941年（昭和16年度）生まれ以降は受給年齢が先延ばしされた。女性では戦後生まれの1946年（昭和21年度生まれ）以降が先延ばしの対象となる。しかし、若者を中心に非正規雇用の比率は、2005年（平成17年）に25歳 - 34歳は、男性約15%、女性約40%が非正規雇用による不安定労働（プレカリアート）が増加し、若者の所得低下で年金未納が増加して、社会保障制度の存続が危ぶまれている。2012年（平成24年）に、AIJ投資顧問の金融商品取引法違反事件が発覚する。
- 生活保護法と日本国憲法の社会権の条文である日本国憲法第25条の精神で生活保護制度があるが、格差社会による貧困層の増加や不況による失業者の増加や生活保護の不正受給や生活保護ビジネスなどの生活保護問題が社会問題となった。
- 2000年代、BB層（貧乏ばあさん）が昭和一桁世代の女性から急増した。厚生年金の分割問題で熟年離婚が急増する。
- 認知症の高齢者が2012年（平成24年）の時点で300万人を超えた。老老介護が急増して、2002年（平成14年）時点の認知症の高齢者149万人から10年間で倍増した[173]。65歳以上の1割が認知症患者となった[173]。65歳以上の1割が認知症患者となった[174]。
- 2012年（平成24年）9月の敬老の日に関連する総務省の推計で団塊の世代が高齢化した影響で65歳以上が初めて3000万人を突破して3074万人になり、日本の総人口の24.1%に達した[175]。

#### 平成の少子化問題
- 1989年（平成元年）に合計特殊出生率が1.57人となり、1966年（昭和41年）の丙午の1.58人をも下回ったため「1.57ショック」として社会的関心を集めた。平成期になり、出生率低下が続き1992年（平成4年）度の国民生活白書で少子化という言葉が使用されて少子高齢化が国民に知られるようになった。1995年（平成7年）に生産年齢人口（15歳 - 64歳）が最高値（8717万人）となり、1996年（平成8年）から生産年齢人口が減少過程に入った。1997年（平成9年）には少子社会となった。
- 2003年（平成15年）には年間出生数が112万人まで減少した。2005年（平成17年）の出生数は106万2530人であり、合計特殊出生率は1.26人と過去最低となり総人口の減少が始まった。2016年(平成28年)に初めて出生数が100万を割り[176]平成の間に増加することはなかったが出生率は平成23年度の東日本大震災後から2015年のアベノミクス初期の保育所待機児童問題の時期に出生率が1.4人に回復した[177]。2005年（平成17年）から2015年（平成27年）にかけての国際結婚急増時代は外国人女性人口と日本人男性夫婦の出産増加で2015年（平成27年度）に出生率が1.46人に回復する。[178]
- 働く女性の保育所の待機児童の問題や、児童虐待事件の一覧があったように児童福祉法や児童虐待の防止等に関する法律が制定されて児童虐待が問題となる。

#### 医療問題・福祉問題
- 平成生まれの子供たちの間で卵・小麦・牛乳などの食物アレルギーで急性反応のアナフィラキシーショックで死亡する例があるなど食物アレルギーを持つ子供[179]が急増して学校給食のアレルギー対策の必要がある安全性の問題が誕生した[180]。
- 2005年（平成17年）に世界貿易機関 (WTO) のたばこの規制に関する世界保健機関枠組条約に加盟して、平成期には若年層を中心に男性の喫煙率と全体の喫煙率が低下したが、若い女性を中心に女性の喫煙率が上昇して、未成年者の喫煙や受動喫煙が問題となる。
- 世界一だった日本人の平均寿命（日本人女性や男性、沖縄県の男性の平均寿命）が、21世紀になって1位から転落し若干悪化するなどの変化があった（自殺の急増や食生活の変化などが要因と考えられる）。
- 日本脳炎の子どもへのワクチン接種の副作用問題が起きる。
- 明治維新から1990年代までドイツ語が医学部の必修科目だったが2000年代にフランス語・ロシア語・中国語も可能となりドイツ語重視が廃止させる。1980年代生まれの丸田佳奈など若い世代特に平成生まれの産婦人科女性医師が急増する。
- 妊婦の血液で胎児がダウン症かどうか診断する出生前診断があり、羊水検査や母体血清マーカーや新型出生前診断の是非が議論となる[181]。
- 水産庁は国民1人が1日当たりに食べる魚介類の量が若年層を中心に10年間で20%以上減少するなどの魚離れ対策として、魚を手軽に食べられるように骨抜きにするなどの工夫をした加工食品を、ファストフードを参考にしてファストフィッシュとしてロゴマークを付けて普及させることとした[182]。
- 東日本大震災以降に、マイコプラズマ肺炎の流行が問題となる。
- 禁治産者制度に代わり、知的障害者や認知症など責任能力がない弱者の財産を管理する成年後見人制度が、2000年（平成12年）に導入される[183]。
- 1997年（平成9年）に臓器移植法案（臓器の移植に関する法律）が成立して脳死についての議論が起きる。2010年（平成22年）7月17日に15歳未満からの臓器提供を可能にした改正臓器移植法が施行された。尊厳死や延命治療の是非も問題となる。
- 2005年（平成17年）に障害者自立支援法が成立して、障害者雇用促進法が遵守されていない障害者の雇用問題と障害者福祉が課題となった。2011年（平成23年）に障害者虐待の防止、障害者の養護者に対する支援等に関する法律が成立して、2012年（平成24年）10月1日に施行された。
- 代理出産や非配偶者間人工授精 (AID) の精子ドナーや卵子ドナーなど不妊治療の是非が議論となった。
- 日本人労働者の不足からEPA（経済連携協定）を締結したインドネシア・フィリピン・ベトナムなどの女性外国人労働者の受け入れが推進されたが、介護福祉士を目指す国家資格試験の日本語能力が障害となって、不合格問題と帰国問題が起きる[184]。
- 精神医療では2004年（平成16年）に発達障害者支援法が成立してアスペルガー症候群が認知されるようになった。精神分裂病が偏見をなくすために2002年（平成14年）8月に、日本精神神経学会の決議により統合失調症に病名が変更された。依存症の問題では、若者を中心とするインターネット依存症や、男性が主体となっているギャンブル依存症が社会問題となる。
- 胃瘻などの延命治療や安楽死の是非が問題となる。
- 山本孝史参議院議員などの呼びかけによって自殺対策基本法や癌対策基本法が成立する。
- 1990年代、性行為で感染する感染症のエイズが日本に上陸してエイズ患者が増加して、輸血による薬害エイズ事件が発生した。
- フィブリノゲン問題と呼ばれるC型肝炎ウイルス (HCV) に汚染された血液製剤フィブリノゲンを原因とするB型肝炎ウイルスやC型肝炎ウイルスに感染する薬害肝炎問題があり、さらに血友病患者が感染した前述の薬害エイズ事件も発生して訴訟が起きた。
- 妊娠中に母子感染すると危険なトキソプラズマ症やサイトメガロウイルスが問題となる。不妊症の夫婦が急増して不妊治療費の公的助成が推進されて、不育症患者の治療が2012年（平成24年）から公的保険の適用となる。子宮癌や乳がんが認知されて検診が進められたが、産婦人科での女性患者へのドクターハラスメントや女性患者の裸を盗撮する男性医師が問題となる。
- 家畜に感染する牛海綿状脳症や人に感染する伝達性海綿状脳症が問題となる。
- 2002年（平成14年）に、皇族の高円宮憲仁親王が激しい運動中に心室細動を原因とする心不全で薨去した影響から2004年（平成16年）に一般人による除細動のための自動体外式除細動器 (AED) の使用が認められ広く普及した。
- ポリオなどの予防接種によるワクチン問題として、ワクチンの予防接種の義務化や生ワクチンと不活化ワクチンの導入や副作用の問題が発生した。
- 2003年（平成15年）に感染症の重症急性呼吸器症候群 (SARS) が世界的に流行する。新型インフルエンザの流行問題として、平成21年に日本における2009年新型インフルエンザと2009年新型インフルエンザの世界的流行があり、H5N1亜型やトリインフルエンザが発生する危険性が問題となった。
- 2012年（平成24年）に乳幼児を中心に肺炎になるRSウイルスが流行する[185]。
- 過酷な労働時間から勤務医不足の問題と勤務医より開業医が報酬と労働時間が優遇されている格差の問題が発生した。都市の医療機関より地方の医療機関の方が医師数が少ない医療格差の問題と産婦人科医と外科医が減少する問題が発生をした。
- 内臓脂肪型肥満（内臓肥満・腹部肥満）に高血糖・高血圧・脂質異常症のうち2つ以上を合併した状態を指すメタボリックシンドロームという概念が広まり医師による健康診断が行われるようになった（メタボ問題）。ヘルシーメニューのタニタ社員食堂が注目された[186]。
- 医療費無料化が少子高齢化で老人医療費無料化から子どもの医療費無料化にシフトした。
- 生活保護者の急増や、生活保護者の不正受給が問題となった。
- 外科などでの手術での医療事故が問題となる。
- 歯医者の数が急増して、歯医者の供給が過剰となり、歯医者の年収が大幅に低下した。歯学部は不人気となり、歯医者の価値が低下した。薬学部が4年制から6年制となった。
- 1996年（平成8年）にO抗原が157番の大腸菌で特に腸管出血性大腸菌のO157が話題となり、その後はノロウイルスによる食中毒事件が医療問題となった[187]。
- 救急車の出動などで発生する救急医療が問題となる。緊急事態や重度患者以外の軽症患者や無関係の通報で日本の救急車を出動させる迷惑行為である119番通報や、1991年（平成3年）4月23日に救急救命士法が制定されて、救急車内の救急救命士が制度化された。
- 認知症やアルツハイマー病などの痴呆老人が急増して問題となり、高齢化対策が必要となった。
- 2002年（平成14年）に医療改革で 健康保険の本人の医療費の3割負担が導入された。
- 2009年（平成21年）にハンセン病問題の解決の促進に関する法律が施行されて日本のハンセン病問題が解決した。
- 2011年（平成23年）4月27日に、焼肉酒家えびすでユッケなどを食べた客の病原性大腸菌「O111」による食中毒事件が発生して、厚生労働省は生レバーの飲食店での客への提供を全面禁止にする方針を決定した。
- 産科医不足や婦人科医や小児科医が不足する問題が起きた。
- 女性の更年期障害が注目された。
- 平成20年代に薬事法違反ではない脱法ハーブや脱法ドラッグ（危険ドラッグ）による事件や事故や健康への影響が問題となる。国家が認定した健康食品のトクホ（特定保健用食品）や、それを信じるフードファディズムが話題となる。医師の南雲吉則が実践して唱えた若返り長寿になる食生活として1日夕食1食による粗食と断食による健康方法がブームとなる。
- 2012年（平成24年）に印刷会社の元従業員などが胆管癌を相次いで発症していることが問題となり、厚生労働省が原因の化学物質の調査に乗り出す。
- 2012年（平成24年）に予防接種を受けなかった30代男性を中心に配偶者の妊婦に感染すると胎児の発育や健康が危険となる風疹が流行する。
- 平成20年代から、医療費（社会保障費）抑制のため厚生労働省によって後発医薬品（ジェネリック薬品）の普及が進められるようになった[188][189]。
- 平成20年代にSFTSウイルス（重症熱性血小板減少症候群ウイルス）で日本でも死者が出た。

#### 環境問題
主な出来事
- 1993年（平成5年）11月19日に環境基本法が制定される。公害対策専門の公害対策基本法と自然環境対策専門の自然環境保全法を統合して総合的な環境問題に対応するために制定された。
- 1994年（平成6年）に川崎公害裁判の判決があり、大部分の加害企業への損害賠償を認めたが、国・道路公団の責任については敗訴する[190]。
- 1997年（平成9年）6月13日に環境影響評価法が制定される。また、同年12月 に 京都市で第3回気候変動枠組条約締約国会議が開催されて京都議定書が採択される。
- 1998年（平成10年）10月9日に地球温暖化対策の推進に関する法律が制定される。
- 2000年（平成12年）6月2日に循環型社会形成推進基本法が制定される。
- 2001年（平成13年）1月6日の中央省庁再編で環境庁が改組されて環境省が設置される。
- 2001年（平成13年）4月、家電リサイクル法が施行される。
- 2002年（平成14年）7月12日に鳥獣の保護及び狩猟の適正化に関する法律が制定される。
- 2002年（平成14年）12月11日に自然再生推進法が制定される。
- 2003年（平成15年）に最後の日本産のトキの「キン」が死亡して、生存しているのは中国産のトキの子孫のみとなり日本でも佐渡島で人工繁殖が行われている。
- 2008年（平成20年）5月28日に生物多様性基本法が成立する。
- 2011年（平成23年）に、小笠原諸島が第35回世界遺産委員会（パリ）で世界遺産リストに登録された。
- 2013年（平成25年）に、昭和期に水銀中毒の水俣病が発生した熊本県水俣市の都市名水俣を名称とした水銀に関する水俣条約が国際連合環境計画で採択された国際条約で締結されることとなった。

社会問題化した環境関連の事柄
- 1990年代にダイオキシンによる環境ホルモンが問題となる。
- 2000年代に温室効果ガスによる地球温暖化が国際問題となる。建設業など石綿作業者を中心にアスベスト吸引によるアスベスト問題が注目された。
- 2010年代に2011年（平成23年）に発生した福島第一原発事故による放射性物質の拡散の影響で、土壌の放射能汚染が問題となり、除染などの放射能汚染対策が行われた。
  - 岩手県・宮城県・福島県で処理できない東日本大震災で発生した瓦礫の広域処理問題が浮上した他、風評被害や避難住民の帰還問題が起きる。
- 中華人民共和国で環境破壊が深刻化し、特に2010年代に入ってから様々な問題が露呈している。日本では平成期になり三重県四日市市の四日市ぜんそくや首都圏の光化学スモッグなどの大気汚染による公害病被害が沈静化した。しかし中華人民共和国の首都である北京市などで北京咳が発生して、自動車の排気ガスや工場から排出される汚染物質によって大気汚染が深刻化した。その結果、PM2.5（浮遊粒子状物質）が日本列島にも飛来した。酸性雨や中国由来の海洋汚染の問題、内モンゴルの砂漠化で黄砂に含まれる汚染物質の日本列島への飛来が増大するなどが、日本を含む東アジア・東南アジアの周辺各国の環境にも影響を及ぼしている。
- 2017年（平成29年）に日本の貿易港でアナフィラキシーショックで死亡する可能性がある殺人アリのヒアリが発見された。

その他
- レッドリストやレッドデータブックを作成して、絶滅危惧種の野生動物の保護を行う必要がある環境問題がある。
- シーシェパードによる日本の捕鯨活動に対する抗議など捕鯨問題で日本が欧米から非難されていた。国際社会に捕鯨の伝統文化の歴史が日本にある事や鯨の保護など商業捕鯨への理解を求めていたが平成末期から令和初期の2019年にIWCから日本が脱退して商業捕鯨を再開した。
- 2000年代半ば以降、環境省が中心となって環境対策などを目的とした衣服の軽装化キャンペーンのクール・ビズ (COOL BIZ) を推進した。
- 2000年代後半以降、エコカー減税・エコポイントなどのエコ商品がヒットする。
- 地球温暖化に対する懐疑論を初めとする環境問題に対する懐疑論（主に武田邦彦、池田清彦、養老孟司など専門外の学者によるもの）がマスメディアで取り上げられ、環境保護への積極的な取り組みを主張する専門家との激しい論争が行われる。

### 女性史

#### 平成以前の女性史
- 明治生まれ・大正生まれ（大正世代）の女性は大日本帝国時代の家制度の下、団塊の世代が誕生した第一次ベビーブームまで多産であり、平均子供数は4人 - 6人の多産であった。戦後になって多産多死から少産少死になる人口転換が起きて、過剰となった日本の総人口を抑制するために優生保護法が成立して人工妊娠中絶が合法化されたことと、高等学校（高校全入化）・大学（大学の大衆化）などの高等教育の進学率が上昇する高学歴化（学歴社会が成立したこと）によって子供にかける塾や私立学校などに支払う教育費が増大したことを背景にして、新人類世代が誕生した昭和30年代には平均子供数が2人になり、平凡なライフスタイルとして一般的に男性がサラリーマンに、一般的な女性が専業主婦になる社会が成立した。
- その後、1972年（昭和47年）に勤労婦人福祉法が成立した。同法が発展的に改正されて、1986年（昭和61年）に男女雇用機会均等法が成立した。

#### 女性と結婚と子どもの問題
- 女性の社会進出と非婚化、若年男性の経済的貧困化が進んだことが理由で、出生率は1.5人以下の過去最低を更新し続けた。団塊ジュニア世代以降は、専業主婦志向が強まりだすが、不景気の中で専業主婦になることは非常に難しく、男性も専業主婦の妻を抱えることは歓迎せず、なりたくてもなれないという現実に直面している[191]。2006年（平成18年）以降出生率は増加に転じたが、若年の女性の人口が減っているために出生数は減少した。
- 少子化特命担当大臣が設置される。
- 厚生労働省の2011年（平成23年）の人口動態統計（概数）の発表では、第1子出産時の母親の平均年齢は30.1歳と、初めて初産年齢が30歳を超えた。
- 2000年（平成12年）にはミレニアム結婚（ミレニアム婚）が増加し、同年生まれの赤ちゃんを指すミレニアムベビー（濱田龍臣など）と翌2001年（平成13年）生まれの赤ちゃんを指す新世紀ベビー（敬宮愛子内親王など）が注目を集めたことから、20世紀と21世紀の境界であるこの2年間に小規模な結婚ブームとベビーブームが起きた。
- 総務省の国際結婚の統計では、日本人男性と中国人女性の国際結婚（婚姻数は約7000件 - 約13000件）と、日本人男性と韓国人女性の国際結婚（婚姻数は約5000件 - 約8000件）と、日本人男性とフィリピン人女性の国際結婚（婚姻数は約7000件 - 約13000件）など主にアジア人女性と日本人男性との国際結婚が急増して、2006年（平成18年）にはピークに達する。同年誕生した日本の新生児（約110万人）の内、片親が外国国籍の子供である混血（ハーフの日本人）は約3.2%を占めた。ただし、2007年（平成19年）以降は国際結婚は減少に転じている。
- 欧米を中心とする外国人男性と日本人女性との国際結婚の破綻（国際離婚）が急増し、子の日本への連れ去りが国際問題化。子供の親権を定義するハーグ条約の加盟が欧米諸国から要求されるようになった。土井たか子を中心とするフェミニズム系の女性議員によって国籍法が改正されて、国際結婚で誕生した子供は父親が日本人で母親が外国人のみ日本国籍とする男系による国籍選択から外国人男性と日本人女性の間に誕生した女系の日本人となる子供も日本国籍にすることを可能にしたため二重国籍の問題が誕生した。平成30年代から振り込め詐欺が凶悪化した高齢女性を狙ったアポ電や国際ロマンス詐欺が問題化する。
- 2007年（平成19年）1月18日に菅直人元代表代行が「愛知や東京は生産性は高いが、子どもを産む生産性が低い」、同年1月27日に柳澤伯夫元厚生労働大臣が「女性は子供を産む機械」と、女性を出産マシーンに例える発言があった。
- 2006年（平成18年）に熊本県熊本市の慈恵病院が「こうのとりのゆりかご」と呼ばれる赤ちゃんポストを設置して賛否をめぐる議論となった。
- 自民党が政権の時に幼保一元化政策として、認定こども園に関する法律が施行された。
- 民主党が政権の時に幼保一体化政策としてのこども園構想が具体化されて実施へと移る動きが出てくる。
- 2010年（平成22年度）に子供手当法が施行され、児童手当から子ども手当へと変更された。しかし、2011年（平成23年）はつなぎ法案の平成二十三年度における子ども手当の支給等に関する特別措置法で子ども手当は存続したが、2012年（平成24年度）から再び「児童手当」と云う名称となった。
- 1980年（昭和55年）に男性が2.6%（32年後に+17.5%）で、女性4.5%が（32年後に+6.1%）だった生涯未婚率が、2012年（平成24年）には、50歳時点で一度も結婚したことがない生涯未婚の人の統計の生涯未婚率が、男性で20.1%、女性で10.6%に上った。年代別では25歳 - 29歳の男性の未婚率が71.8%で、25歳 - 29歳の女性の未婚率が60.3%で、30歳 - 34歳の男性の未婚率が47.3%で、30歳 - 34歳の女性の未婚率が34.5%で、35歳 - 39歳の男性の未婚率が35.6%で、35歳 - 39歳の女性の未婚率が23.1%に上った。
- 1999年（平成11年）に児童買春、児童ポルノに係る行為等の処罰及び児童の保護等に関する法律（児童ポルノ禁止法）が成立。
- 2001年（平成13年）に配偶者からの暴力の防止及び被害者の保護に関する法律（DV防止法）が成立。

#### 男女平等と伝統・文化の問題
- 皇室問題では、GHQの占領政策で1947年（昭和22年）に旧皇族11宮家（伏見宮家・閑院宮家・久邇宮家・山階宮家・北白川宮家・梨本宮家・賀陽宮家・東伏見宮家・朝香宮家・竹田宮家・東久邇宮家）が臣籍降下と云う形で皇籍を離脱して皇位継承者が減少して直宮家だけとなった。平成期に秩父宮家と高松宮家が無子で断絶して、常陸宮家も無子であり、桂宮家の桂宮宜仁親王も生涯未婚のまま薨去して断絶した事と、東宮（皇太子徳仁親王）家と2012年（平成24年）に男子である親王が薨去した三笠宮（寬仁親王）家と2002年（平成14年）に男子である親王が薨去した高円宮家が内親王と女王の女子のみで親王や王などの男子が誕生しなかったので、女性天皇・女系天皇の是非を巡る皇位継承問題があった。将来の皇族不足と宮家の断絶による皇室活動の弱体化の懸念から女性宮家の創設問題と眞子内親王などの女性皇族の結婚問題が発生した。
- 森山真弓官房長官や太田房江大阪府知事が女性という理由で天皇杯を表彰できない大相撲の女人禁制の問題が注目された。

#### 女性に関する社会問題
- 2000年代に、女性労働者の半数が非正規労働者となる。
- 2014年（平成26年）に東京都議会での塩村文夏（女性議員）へのセクハラ野次が社会問題となる[192]。
- 2000年（平成12年）以後、ストーカー犯罪の概念が成立して、女性の盗撮犯罪の被害が盗撮技術の進歩で多発する[193]。
- 2003年（平成15年）の早稲田大学生を中心とするスーパーフリー事件を契機に強姦罪の内容に集団強姦などの条項が新設された。
- 痴漢問題の対策として、都市部に女性専用車両と2009年（平成21年）に埼京線に防犯カメラが導入された。
- 性犯罪対策として、性犯罪者に対する条例や性犯罪処遇プログラムやGPSを使った電子監視の導入が検討される。
- 2004年（平成16年）8月、産婦人科医の笠井寛司が医学書『日本女性の外性器―統計学的形態論（日本性科学大系 1）』を出版。患者の女性器の写真を同意を得ることなく書籍掲載したと市民団体から告発されるなど物議を醸した。
- 産婦人科男性医師による女性患者へのわいせつ行為の苦情から2000年代から丸田佳奈などの産婦人科女性医師が急増している。平成初期の産婦人科女性医師が2割から令和初期には45％が女性医師になり平成生まれ世代の産婦人科医師の9割が女性医師である。
- 元交際相手や元夫などパートナーだった男性から別れた復讐としてインターネット上で元彼女や元妻のヌード写真を公開してばら撒くリベンジポルノが問題となる。2014年（平成26年）に公表罪として私事性的画像記録の提供等による被害の防止に関する法律（リベンジポルノ防止法）が成立する。
- 男子生徒との恋愛交際が苦手なために、女子校への進学を希望する女子生徒が続出してきた一方[194]、女子短期大学（女子大学）の不人気や少子化の進行から男女別学校の共学化が進んだ[195]。

#### 女性アイドルと女性芸能人
- 1980年代後半から1990年代初期のバブル期まではバブル世代の女性を中心にアイドルブームの時期であった。団塊ジュニア世代の若い女性で3Mと呼ばれた（宮沢りえ・牧瀬里穂・観月ありさ）女優が活躍する[196]。
- バブル崩壊後の1990年代後半には、沖縄県出身の沖縄アクターズスクールや小室ファミリーなどの女性芸能人が活躍する。また、ポスト団塊ジュニア世代が中高生であった1990年代中期にはチャイドルと呼ばれたジュニアアイドルや当時ティーンエイジャーであった広末涼子（昭和55年生まれ）や、子役の安達祐実（昭和56年生まれ）が活躍する[139]。
- 2000年代では団塊ジュニア世代までの女性芸能人でブームとなっていたヘアヌードが、ポスト団塊ジュニア世代以降の若い世代で下火となった。代わって、歌手のhitomiなどで注目された、妊婦ヌードがブームとなる。また、モーニング娘。などのハロー!プロジェクトの全盛期でもあった[197]。辻希美（昭和62年生まれ）・山口もえ（昭和52年生まれ）などのママドルが活躍した。
- 2010年代では、秋元康プロデュースのアイドルとしてAKBグループがある。国内では、東京都千代田区秋葉原を拠点とするAKB48・愛知県名古屋市栄を拠点とするSKE48・大阪府大阪市難波を拠点とするNMB48・福岡県福岡市博多を拠点とするHKT48・新潟県新潟市を拠点とするNGT48・瀬戸内地方を拠点とするSTU48や30歳前後の女性アイドルのSDN48が結成された。海外では、インドネシア・ジャカルタを拠点とするJKT48・中国・上海市を拠点とするSNH48・台湾・台北市を拠点とするTPE48（名称変更）・タイのバンコクを拠点とするBNK48・フィリピンのマニラを拠点とするMNL48・ベトナムのサイゴンを拠点とするSGO48・東京都港区乃木坂を拠点とする乃木坂46・その妹グループの欅坂46といった大人数の女性グループを初めとする各種アイドルグループが活躍し、「アイドル戦国時代」と呼ばれるようになった[198]。アキバ系の（アキバ系アイドル）で、ローカルアイドルグループがブレイクした。
- 東日本大震災があった2011年（平成23年）以降の2010年代に、2004年（平成16年度）の同学年生まれの芦田愛菜・本田望結・谷花音・小林星蘭・鈴木梨央などの子役が活躍する。

#### 女性の政治史
- 1991年（平成3年）の芦屋市長選挙で、日本初の女性市長として北村春江が当選する。昭和時代までは男性首長のみであったが、以後平成期となって地方自治体に女性市長・女性町長・女性村長・女性区長などの女性首長が次々と誕生した。
- 2000年（平成12年）の大阪府知事選挙で、日本初の女性知事である太田房江が当選する。以後熊本県（潮谷義子）・千葉県（堂本暁子）・滋賀県（嘉田由紀子）・北海道（高橋はるみ）・山形県（吉村美栄子）・東京都（小池百合子）などの女性知事が誕生する[193]。
- 衆議院議員の女性議員比率が男性議員99％で女性議員1％から女性議員比率が1割程度になり、参議院議員の女性議員が1割程度から女性議員比率が25％に増加した。

#### 女性に関わる文化と流行
1989年（平成元年） - 2000年（平成12年）
- 平成初期には昭和生まれ世代（主に昭和一桁から団塊の世代にかけての世代）のおばさんを指すオバタリアンが流行語となる[199]。
- バブル景気時代には、ジュリアナ東京やアッシーくん（メッシーくん、ミツグくん、キープくん）などの流行が生まれた。バブル期には（高学歴・高収入・高身長）の三高が女性の結婚条件の理想となった。
- 末期氷河期世代（ポスト団塊ジュニア）の女性は、ルーズソックス・アムラー・プリクラなどの文化を誕生させた。コギャルと呼ばれた若い女性が登場して（1978年（昭和53年度）生まれから1982年（昭和57年度）生まれまでの女性はコギャル世代と呼ばれた）コギャル文化を形成した一方、ブルセラショップや援助交際が問題化するなど、性道徳の乱れが叫ばれた[200][201]。
- 短大志向から四年制大学志向になる。
- 平成初期はボディコンやハイレグの水着が流行して、警察の取り締まりの緩和でヘアヌードが解禁されて女性の体や性の開放が行われた。宮沢りえなど女優や芸能人など有名人の間で陰毛が写っているヘアヌード写真集ブームが起きる[202]。表現の自由やキリスト教の裸婦像イブ女性ヌード思想の影響で平成初期に宮沢りえ・菅野美穂・高岡早紀など女性芸能人のヘアヌード写真集が解禁されてブームとなる。
- 中期氷河期世代（真性団塊ジュニア世代）以降の女性は、書き文字に丸文字（変体少女文字）を使わなくなった。ガングロやヤマンバギャルと呼ばれる派手な格好をしたり、1994年（平成6年）の流行語であるヤンママが若い女性に急増して、チョベリバなどのギャル語やギャル文字の渋谷系文化が誕生した。
- 成田離婚の急増が話題となった。
- 女子短期大学が4年制大学に移行するケースや、私立女子校の共学化が増加する。
- 不倫を題材とした渡辺淳一の小説『失楽園』（不倫の美化）がブームとなる。
- 新人類世代の女性が母親となり、短大卒以上の学歴[注 17]と高卒以下の学歴の家庭で、子供の教育格差がはっきりするようになる。
- 名前の付け方の価値観が変化し出す（特に悪魔ちゃん命名騒動以後）。しかし、DQNネームだと批判する者も増える（俗流若者論を参照）。女児に「子」がついた名前を付ける人が減る。
- 平成生まれの女の子は、昭和生まれ世代と比較して父娘愛を受けるようになり、父との親子関係が良い女性が増加をする。

2000年代（平成12年 - 平成21年）
- 酒井順子の30代超・子供を持たない未婚女性を指す負け犬論争がブームになる。
- 2008年（平成20年）に、『Around40〜注文の多いオンナたち〜』をきっかけにアラフォーが新語・流行語大賞になり、アラ…（アラカンなど）という言葉が生まれた[203]。
- 女性史である、篤姫・春日局など大奥を中心に女性向けの大河ドラマがブームになる。また、戦国武将や歴史に興味がある女性が増加して歴女ブームが起きる[204]。
- 韓流ブームが中年女性を中心に起こり、韓国に旅行する人が増えた。
- 草食系男子・肉食系男子と同様に、女性の間でも草食系女子・肉食系女子など恋愛や性体験の積極さで判断する肉食・草食論が流行する。

2010年代（平成22年 - 平成31年）
- 2010年（平成22年）に女子会が新語・流行語大賞のトップテンに選ばれて、流行となった。
- 渋谷に住み着く渋谷ギャルと原宿に住み着く原宿ガールが注目された。森ガール・寺ガール・山ガールなどの趣味を持つ女性が注目された。JS（女子小学生）のファッションが注目された。
- 栃木県宇都宮市発祥の地域おこしの目的と男女の出会いを推進するコンパの街コンがブームとなった。
- 結婚相手の条件に年収や外見は平均的で性格も平穏な三平が男女ともに人気を集めるようになった[205][206]。

### スポーツ史

#### 野球（プロ野球・高校野球・国際野球）
1980年代・1990年代（1989年〈平成元年〉 - 1999年〈平成11年〉）
- プロ野球では近畿地方を本拠地とする鉄道会社の南海ホークス・阪急ブレーブスが消滅して流通サービス業者の福岡ダイエーホークスとオリックス・ブレーブス球団が誕生する。横浜大洋ホエールズが横浜ベイスターズとなった。西武ライオンズの第2期黄金時代。またFA制度や逆指名制度が誕生し、選手の年俸高騰に拍車がかかる。1967年（昭和42年）度生まれ（桑田清原世代）がデビューして活躍をする[207]。
- プロ野球では、ヤクルトスワローズの黄金時代であった。またFA制度の発生による西武ライオンズの主力選手の離脱で西武の黄金時代に終止符が打たれ、読売ジャイアンツによるプロ野球主力選手の引き抜きが続いた[208]。
- 高校野球では、1998年（平成10年）の第80回全国高等学校野球選手権大会で当時高校3年生であった松坂世代（1980年〔昭和55年〕度）生まれが活躍する[209]。
- 1990年代に福岡ドーム（福岡Yahoo! JAPANドーム）・ナゴヤドーム・大阪ドーム（京セラドーム）が完成した[210]。
- 1991年（平成3年）にプロ野球ドラフト会議の5位以降の指名はウェーバー方式と逆ウェーバー方式を交互に行うように改革されて、ドラフト外入団が廃止された。1993年（平成5年）に、有力な選手が希望球団に入団できるようにするために「逆指名制度」が導入された[211]。

2000年以降（平成12年 - 平成31年）
- プロ野球では、長嶋茂雄の監督引退やイチロー[212]、松井秀喜のメジャー流出、W杯によるサッカー人気の過熱[213]、パシフィック・リーグの台頭により、読売ジャイアンツやセントラル・リーグへの人気一極集中時代が終わりを迎えた。主力選手がFAにより大リーグに次々と進出する。マスコミから松坂世代と命名された1980年（昭和55年）度生まれが活躍する。外国人監督が複数誕生して日本人選手がMLBで活躍し、ワールド・ベースボール・クラシックで2連覇含む4大会連続ベスト4以上など野球が国際化した。
- 21世紀になった2001年（平成13年）の第73回選抜高等学校野球大会から選抜高等学校野球大会で特別出場高校の21世紀枠が設置された。
- プロ野球のパ・リーグでは、東京都から札幌市へ本拠地を移転した北海道日本ハムファイターズが黄金期を迎え、大阪近鉄バファローズ・福岡ダイエーホークスが消滅して情報企業が新たに球団を保有することとなり、近鉄の本拠地の大阪府から仙台市を本拠地にした東北楽天ゴールデンイーグルス・ダイエーの後継球団の福岡ソフトバンクホークス球団が誕生した。2011年（平成23年）に横浜ベイスターズが東京放送ホールディングス (TBSHD) から情報企業のディー・エヌ・エーが運営する横浜DeNAベイスターズとなった。2006年（平成18年）と2009年（平成21年）のWBCでの連覇で、日本野球の高い技術が実証された。2005年（平成17年）にセ・パ交流戦が、2007年（平成19年）にクライマックスシリーズ（プレーオフ制度）が導入された。桑田清原世代と呼ばれた1967年（昭和42年）度生まれが全員引退した。2006年（平成18年）の第88回全国高等学校野球選手権大会で当時高校3年生だった斎藤佑樹・田中将大などのハンカチ世代（1988年〔昭和63年〕度生まれ）が活躍する。
- 2000年代に札幌ドーム・西武ドームが完成した。プロ野球再編問題があり、巨人戦を中心に大幅にプロ野球中継が減少して視聴率が低下した。2011年（平成23年）には巨人で清武の乱が起きた。
- 2001年（平成13年）に、プロ野球ドラフト制度の逆指名制度に代わり、自由獲得枠が設置された。2005年（平成17年）からは、自由獲得枠は希望入団枠に改称されて、10月に高校生を対象とするドラフトが開催されて、11月に大学生や社会人などを対象とするドラフトの2回に分けて開催されることとなった。2007年（平成19年）に西武ライオンズの裏金による不正が発覚したことで希望入団枠が裏金の温床となる事が問題となり、希望入団枠廃止の議論が浮上して希望入団枠が廃止された。2008年（平成20年）より、高校生選択会議と大学と社会人選択会議が再び統合され、一括開催となった。2013年（平成25年度）の第85回記念選抜大会に限って記念大会であることから選抜高等学校野球大会の特別出場高校として東北絆枠が設置されることとなった[214]。
- 女子野球においても全国高等学校女子硬式野球選手権大会（1997年～）や女子野球ジャパンカップ（2011年～）の開催、2009年（平成21年）には女子プロ野球も設立され世界大会では女子野球日本代表が2連覇と5連覇をするなど女子への裾野も広がりつつある。

#### 大相撲
平成初期の千代の富士時代 - 1990年代の活躍力士が若貴時代・曙貴時代で二子山部屋時代・武蔵川部屋時代 （1989年〈平成元年〉 - 1999年〈平成11年〉）
- 1988年（昭和63年）から1992年（平成4年）の時期は二子山勝治が日本相撲協会の理事長であり、1992年（平成4年）から1998年（平成10年）の時期は出羽海智敬が理事長となった。大相撲では通算最多勝記録の1000勝をした金字塔で国民栄誉賞を受賞した横綱千代の富士に続いて大乃国・旭富士・北勝海が引退して横綱が不在となり、大相撲は平幕力士が優勝するなど角界の戦国時代となる。若貴兄弟（若乃花・貴乃花）の登場で相撲ブームを起こす[215]。1993年（平成5年）に曙太郎が横綱に昇進して、初の外国出身の横綱が誕生する。
- 1990年代は力士の平均体重が増加して大相撲の力士の大型化が進んだ。ハワイ勢で大型力士の小錦・曙や武蔵丸を中心とする武蔵川部屋勢・若貴（若乃花・貴乃花）を中心とする二子山部屋勢時代が1990年代中期から2000年代初頭まで続く。

平成13年頃の貴丸時代 - 2000年代の朝青龍時代 - 青白時代（平成12年 - 平成21年）
- 1998年（平成10年）から2002年（平成14年）の時期は時津風勝男が日本相撲協会の理事長であり、2002年（平成14年）から2008年（平成20年）の時期は北の湖敏満が理事長で北の湖部屋力士の不祥事の責任で辞任して、2008年（平成20年）から2010年（平成22年）の時期は武蔵川晃行が理事長となった。2003年（平成15年）に、大相撲では貴乃花引退で日本人横綱が不在になる。代わって、朝青龍時代が始まる。
- 朝青龍の全盛期であり、7場所連続優勝、年間全場所優勝、年間最多勝84勝などの記録を更新した。1990年代に主流だったハワイ出身の大型力士が引退して皆無となったが、代わりに東アジア諸国出身力士の日馬富士と、把瑠都・琴欧洲などのヨーロッパ諸国の出身力士が次々と入幕を果たして幕内力士の3割が外国人力士になる。白青（白鵬・朝青龍）時代のモンゴル力士時代で、横綱（白鵬）は2009年（平成21年）に年間最多勝記録を更新して86勝をした。大相撲が国際化した時代である。また日本人力士の高学歴化として学生相撲出身者が増加して中卒のたたき上げの力士が減少する。時津風部屋力士暴行死事件・大相撲力士大麻問題・朝青龍の不祥事による横綱の品格問題など日本相撲協会の不祥事が頻発した。北の湖理事長の方針で2003年（平成15年）11月場所を最後に、公傷制度が廃止された。

2010年以降の白鵬時代 - （平成22年 - 平成31年）
- 2010年（平成22年）から2012年（平成24年）の時期は放駒輝門が理事長で、2012年（平成24年）に再び北の湖敏満が日本相撲協会の理事長となったが、2015年（平成27年）11月（九州場所中）の理事長在任中に死去した。2015年（平成27年）12月に八角信芳が日本相撲協会の理事長となった。貴乃花部屋の貴乃花親方が新たに日本相撲協会の理事に当選したが平成30年代に弟子の貴ノ岩への暴行事件から横綱日馬富士を現役引退に追い込み相撲協会と対立して実質上角界から追放された。新たに2010年代に外部理事制度が設けられた。外部理事である元東京高等検察庁検事長の村山弘義が日本相撲協会の理事長代行となり、副理事長職が新設された。朝青龍が暴行事件の責任で引退したことで、2010年（平成22年の初場所）を最後に朝青龍時代が終わり、代わって2010年代は白鵬時代になる。大相撲野球賭博問題など暴力団と角界の間で交際があった不祥事で、2010年（平成22年）に開催された名古屋場所でのNHK（日本放送協会）によるテレビ放映が中止となった。2011年（平成23年）に大相撲八百長問題が発覚した不祥事で大阪場所が中止されて、夏場所は技能審査場所となった。横綱白鵬が、連勝記録である63連勝して、7場所連続優勝などの記録を更新した。さらに2015年（平成27年）の初場所で優勝32回の元横綱の大鵬幸喜を超える最多優勝33回以上となった。大関魁皇が2011年（平成23年）の名古屋場所で通算勝星が歴代1位となる1047勝を更新したが、その後2017年（平成29年）の名古屋場所で白鵬が1048勝目を挙げて更新した。魁皇が引退をして日本人大関が不在となった。横綱・大関は全て外国人力士となったが2011年（平成23年）11月場所に日本人力士の大関琴奨菊が誕生した。2012年（平成24年）には日本人大関の稀勢の里とモンゴル出身の大関鶴竜が誕生して史上最多の6大関となった。ウィンブルドン現象が起きて、2006年（平成18年）初場所の大関栃東以来日本出身力士の幕内最高優勝が10年間と長らく途切れていたが、2016年（平成28年）の初場所に日本出身力士（福岡県出身）の大関琴奨菊が優勝した。2003年（平成15年）初場所に貴乃花が引退してから2017年（平成29年）の初場所まで日本出身の横綱が存在せず、平成期に誕生した横綱の内訳は合計10人の中で日本人横綱が4人（旭富士正也〈青森県出身〉・貴乃花光司〈東京都出身〉・若乃花勝〈東京都出身〉・稀勢の里寛 〈茨城県出身〉）と、6人の外国出身力士の（曙太郎〈アメリカ合衆国ハワイ州出身〉・武蔵丸光洋〈アメリカ合衆国ハワイ州出身〉のハワイ勢2人と朝青龍明徳〈モンゴル出身〉・白鵬翔〈モンゴル出身〉・日馬富士公平〈モンゴル出身〉・鶴竜力三郎〈モンゴル出身〉）のモンゴル勢4人の合計6人の外国出身の力士が外国人横綱である。平成期に誕生して平成期に引退した横綱で角界に親方として残っているのは旭富士・武蔵丸・稀勢の里の8人中3人のみであり、平成期の横綱は半分以下しか日本相撲協会に残っていない。巨人大鵬卵焼きと呼ばれたテレビ放送の大衆文化となった時代の昭和の戦後期に活躍した有名な横綱が平成期に多数が死去した。2013年（平成25年）に大鵬幸喜が死去、2015年（平成27年）に北の湖が死去、2016年（平成28年）に千代の富士が死去した事から平成期の2000年代まで存命だった昭和の大横綱と呼ばれた3人がこの世を去った。平成期に平成生まれの大関が誕生したが、横綱全員が昭和戦後期生まれであり、平成生まれの横綱は平成31年までには誕生しなかった。

#### サッカー
1980年代・1990年代 （1989年〈平成元年〉 - 1999年〈平成11年〉）
- サッカーではJリーグの発足でヴェルディ川崎・横浜マリノスの2強争い[216]。
- 1990年代後半にJリーグでは、ヴェルディ川崎・横浜マリノスの衰退により鹿島アントラーズ・ジュビロ磐田の2強争いや、2部制導入によりJ1参入決定戦が行われる[217]。

2000年以降（平成12年 - 平成31年）
- 2000年代前半にJリーグの主力選手がヨーロッパのプロサッカーリーグに次々と進出する[218]。
- 日韓共同で2002 FIFAワールドカップが開催され、その後も日本代表は高い人気を維持しテレビ局にとっては野球の巨人戦に代わる新たなドル箱となっている。W杯も国民的行事として認知されている。
- 2011 FIFA女子ワールドカップでなでしこジャパンが優勝して団体初となる国民栄誉賞が授与された。

#### オリンピック競技
- 柔道では小川直也・吉田秀彦・古賀稔彦・田村亮子が一時代を築いた[219]。
- 柔道で井上康生と野村忠宏と田村亮子の全盛期でシドニーオリンピックで金メダルを獲得した[211]。
- 1998年（平成10年）に日本で2度目の冬季オリンピックである[[[1998年長野オリンピック|長野オリンピック]]が開催された[220]。
- 高橋尚子がシドニーオリンピックのマラソンで金メダルを獲得して、国民栄誉賞を受賞する。2004年（平成16年）のアテネオリンピックでは野口みずきが金メダルを獲得して、日本が女子マラソンで2大会連続で金メダルを受賞する。
- レスリングでは2012年（平成24年）に吉田沙保里が男女通じて史上最多となる世界選手権の10連覇と世界大会（五輪と世界選手権）13大会連続優勝を達成してギネス世界記録に認定、2016年（平成28年）に伊調馨が女性、レスリング初の五輪4連覇を達成してそれぞれ国民栄誉賞が授与された。
- バレーボールではアテネオリンピックに出場したメグカナ世代（1984年〔昭和59年〕度）生まれが活躍する。
- 荒川静香・安藤美姫・浅田真央・髙橋大輔・羽生結弦らの活躍でフィギュアスケートの人気が上昇した。
- 2016年オリンピックに東京が立候補したが招致争いで敗れた。2020年東京オリンピック構想で東京が再度立候補して、2013年（平成25年）に2020年夏季オリンピックの開催都市が東京に決定した。
- 大阪オリンピック構想ができるが招致争いに敗れた。
- 横浜オリンピック構想・福岡オリンピック構想ができるが、計画が中止となり、開催都市として立候補をしなかった。
- 広島・長崎オリンピック構想が変更されて、ヒロシマ・オリンピック構想ができるが計画は中止となった。

#### その他
競馬
- 1990年（平成2年）前後にオグリキャップや武豊などの登場により競馬ブームが起こる[221]。
- 1998年（平成10年）に高松宮杯競輪で高松宮家に支払われていた謝礼金が皇室経済法違反との問題となったため、高松宮杯から高松宮家からの優勝杯が下賜が廃止されて競輪・競艇でも使用されていた高松宮記念へと名称を変更した[注 18]。
- 1998年（平成10年）シーキングザパールが日本調教馬として初めて海外G-1（モーリス・ド・ゲスト賞）を勝利。以後数々の日本調教馬が海外のレースを勝つことになる[222]。
- クラシック三冠馬となったのは ナリタブライアンが1994年（平成6年）に三冠馬となる。ディープインパクトが2005年（平成17年）に三冠馬となる。オルフェーヴルが2011年（平成23年）に三冠馬となる。スティルインラブが2003年 (平成15年）に牝馬三冠となる。アパパネは2010年（平成22年）牝馬三冠となる。ジェンティルドンナが2012年（平成24年) に牝馬三冠となる。アーモンドアイが2018年 (平成30年) に牝馬三冠となる。

競輪
- 1992年（平成4年）に三笠宮寬仁親王に由来する競輪のG1競走で寬仁親王牌・世界選手権記念トーナメントが創設される。

モータースポーツ
- バブル期にF1などモータースポーツが人気となる[223]。
- 2002年から2005年にの間、駒澤大学が、箱根駅伝で、平成初の4連覇を達成した。

### 年表
- 平成元年（「1989年の日本」参照）
- 平成2年（「1990年の日本」参照）
- 平成3年（「1991年の日本」参照）
- 平成4年（「1992年の日本」参照）
- 平成5年（「1993年の日本」参照）
- 平成6年（「1994年の日本」参照）
- 平成7年（「1995年の日本」参照）
- 平成8年（「1996年の日本」参照）
- 平成9年（「1997年の日本」参照）
- 平成10年（「1998年の日本」参照）
- 平成11年（「1999年の日本」参照）
- 平成12年（「2000年の日本」参照）
- 平成13年（「2001年の日本」参照）
- 平成14年（「2002年の日本」参照）
- 平成15年（「2003年の日本」参照）
- 平成16年（「2004年の日本」参照）
- 平成17年（「2005年の日本」参照）
- 平成18年（「2006年の日本」参照）
- 平成19年（「2007年の日本」参照）
- 平成20年（「2008年の日本」参照）
- 平成21年（「2009年の日本」参照）
- 平成22年（「2010年の日本」参照）
- 平成23年（「2011年の日本」参照）
- 平成24年（「2012年の日本」参照）
- 平成25年（「2013年の日本」参照）
- 平成26年（「2014年の日本」参照）
- 平成27年（「2015年の日本」参照）
- 平成28年（「2016年の日本」参照）
- 平成29年（「2017年の日本」参照）
- 平成30年（「2018年の日本」参照）
- 平成31年（「2019年の日本」参照）

## 西暦との対照表
| 平成 | 元年   | 2年    | 3年    | 4年    | 5年    | 6年    | 7年    | 8年    | 9年    | 10年   |
| ---- | ------ | ------ | ------ | ------ | ------ | ------ | ------ | ------ | ------ | ------ |
| 西暦 | 1989年 | 1990年 | 1991年 | 1992年 | 1993年 | 1994年 | 1995年 | 1996年 | 1997年 | 1998年 |
| 干支 | 己巳   | 庚午   | 辛未   | 壬申   | 癸酉   | 甲戌   | 乙亥   | 丙子   | 丁丑   | 戊寅   |
| 平成 | 11年   | 12年   | 13年   | 14年   | 15年   | 16年   | 17年   | 18年   | 19年   | 20年   |
| 西暦 | 1999年 | 2000年 | 2001年 | 2002年 | 2003年 | 2004年 | 2005年 | 2006年 | 2007年 | 2008年 |
| 干支 | 己卯   | 庚辰   | 辛巳   | 壬午   | 癸未   | 甲申   | 乙酉   | 丙戌   | 丁亥   | 戊子   |
| 平成 | 21年   | 22年   | 23年   | 24年   | 25年   | 26年   | 27年   | 28年   | 29年   | 30年   |
| 西暦 | 2009年 | 2010年 | 2011年 | 2012年 | 2013年 | 2014年 | 2015年 | 2016年 | 2017年 | 2018年 |
| 干支 | 己丑   | 庚寅   | 辛卯   | 壬辰   | 癸巳   | 甲午   | 乙未   | 丙申   | 丁酉   | 戊戌   |
| 平成 | 31年   |        |        |        |        |        |        |        |        |        |
| 西暦 | 2019年 |        |        |        |        |        |        |        |        |        |
| 干支 | 己亥   |        |        |        |        |        |        |        |        |        |

元年と最終年の期間
平成元年（1989年）: 1月8日 - 12月31日〈358日間〉
平成31年（2019年）: 1月1日 - 4月30日〈120日間〉

## 後の平成
- 1990年代のクラブ文化やファッション、たまごっち、ガラケー（携帯電話）、Windows 95やMacintosh等のPC、次世代ゲーム機、LoFi、生活空間、雰囲気のような曖昧なものから、2000年代のJ-POPやロック、アイドル歌謡なども含めた大衆文化への懐古主義の念を表し、大正ロマンや昭和レトロに倣って「平成レトロ」と称されることも少なくない。
- 開始当初の勢いに対して、バブル崩壊以降は低迷・不況を招いたことから「失われた30年」とも言われる。
  - 経済学者野口悠紀雄 - 「日本人はバブル崩壊にも世界経済の大変化にも気付かなかった」とする[224]。
  - 批評家東浩紀 - 「平成は祭りの時代だった。平成はすべてを祭りに還元し、祭りさえやっていれば社会は変わると勘違いをし、そして疲弊して自滅した時代だった。」とする[225]。
  - 社会学者吉見俊哉 - 平成の3つのクラッシュとしてバブルの崩壊、金融の崩壊、家電の崩壊を挙げている[131]。
- 朝日新聞が2018年（平成30年）に行った全国調査では「動揺した時代」42%、「沈滞した時代」29%、「進歩的な時代」25%、「保守的な時代」21%、「安定した時代」19%、「暗い時代」9%、「活気のある時代」6%、「明るい時代」5%となった[226]。

## 平成を冠するもの
以下には、「平成」を冠する主な名称・用法・事柄などを列挙している。当然、全てを網羅するものではない。

### 文化・芸能
- 平成生まれ（まんがタイムきららキャラット（芳文社）誌上で連載されていた4コマ漫画作品）
- 平成ウルトラセブン（円谷プロダクション制作）
- 平成音頭（北島三郎の歌）
- Hey! Say!（光GENJIのアルバム）
- Hey! Say! JUMP（ジャニーズ事務所のグループ）
- 平成ノブシコブシ（お笑いコンビ）
- 平成のブルース（THE BLUE HEARTSの楽曲）
- 平成風俗（椎名林檎×斎藤ネコのアルバム）
- 平成中村座（中村勘三郎が平成12年に東京・浅草で初めて演じた歌舞伎公演）
- 平成維震軍
- 平成海援隊
- 平成ペイン（go!go!vanillasの楽曲）

### 政治機関
- 平成研究会
- 平成維新の会

### 企業・経済団体
- 平成電電
- 平成エンタープライズ
- 平成観光自動車
- 平成建設
- 平成筑豊鉄道

### 番組名・作品名
- ご存知!平成一番人気 (TBS)
- 時空間☆世代バトル 昭和×平成 SHOWはHey! Say!（日本テレビ）
- ジョージ・ポットマンの平成史（テレビ東京）
- だんトツ!!平成キング（日本テレビ）
- 爆笑100分テレビ!平成ファミリーズ（日本テレビ）
- 平成あっぱれテレビ（日本テレビ）
- たけし・逸見の平成教育委員会（フジテレビ）
  - 平成教育テレビ（フジテレビ）
  - 平成教育予備校（フジテレビ）
  - 熱血!平成教育学院（フジテレビ）
- 平成女学園（テレビ東京）
- 平成天才バカボン（フジテレビ）
- 平成日本のよふけ（フジテレビ）
- 平成初恋談義（フジテレビ）
- 平成名物TV (TBS)
- 平成夫婦茶碗（日本テレビ）
  - 続・平成夫婦茶碗（日本テレビ）
- 平成イヌ物語バウ
- 平成狸合戦ぽんぽこ

アニメや特撮作品では、昭和から続くシリーズで平成に制作された作品を「平成ゴジラシリーズ」や「平成ウルトラマンシリーズ」、「平成仮面ライダーシリーズ」などと呼ぶことが多い。
- 平成落語家ジョッキー（NHKラジオ第一）
- ACTIVE RADIO 平成パヤパヤ放送局!（JFNC）
- 平成ネオラジオ(HBCラジオ)
- 日野聡vs立花慎之介 平成ニッポン・国取り合戦ラジオ!!（ラジオ関西）
- 平成DODONPAラジオ（西日本放送）
- 平成ラヂオバラエティごぜん様さま（中国放送）

### 鉄道
- 九州旅客鉄道（JR九州）豊肥本線「平成駅」（熊本県熊本市）
- 平成筑豊鉄道

### 地名
- 宮城県仙台市宮城野区平成一丁目 - 二丁目
- 神奈川県横須賀市平成町
- 新潟県小千谷市平成一丁目 - 二丁目
- 岐阜県関市下之保平成（へなり）
- 岐阜県羽島郡岐南町平成
- 兵庫県赤穂市平成町
- 島根県松江市平成町
- 岡山県笠岡市平成町
- 広島県安芸郡坂町平成ケ浜一丁目 - 五丁目
- 長崎県島原市平成町
- 熊本県熊本市中央区平成一丁目 - 三丁目 （※一部は南区）

なお、上記の地名のほとんどは元号にちなんだ新地名であるが、岐阜県関市（改元当時は武儀町）の地名に限っては平成改元以前の昭和時代（1989年（昭和64年）1月7日以前）にも存在していた小字名である。

### 道の駅
- 道の駅平成 - 上記岐阜県関市の平成（へなり）地区が元号と同字の地名であることを記念して建てられた「日本平成（へいせい）村花街道センター」が、1996年に道の駅として登録された施設。読み方は「へいせい」。

### 教育

#### 小学校
- 台東区立平成小学校（東京都台東区）
- 成田市立平成小学校（千葉県成田市）
- 刈谷市立平成小学校（愛知県刈谷市）

#### 中学校・高等学校
- 秋田県立平成高等学校（秋田県横手市、旧平鹿郡平鹿町）
- 加須市立加須平成中学校（埼玉県加須市）
- 薩摩川内市立平成中学校（鹿児島県薩摩川内市）
- 五島市立平成中学校（長崎県五島市）←合併して玉之浦中学校になった。
- 私立埼玉平成中学校・高等学校（埼玉県入間郡毛呂山町、学校法人山口学院）
- 私立済美平成中等教育学校（愛媛県松山市、学校法人済美学園）

#### 大学
- 帝京平成大学（千葉県市原市）
- 帝京平成看護短期大学（千葉県市原市）
- 平成国際大学（埼玉県加須市）
- 福山平成大学（広島県福山市）
- 平成音楽大学（熊本県上益城郡御船町）
- 平成医療短期大学（岐阜県岐阜市）

#### 博物館
- 東京国立博物館平成館
- 京都国立博物館平成知新館

### 病院
- 倉敷平成病院（岡山県倉敷市）
- 豊中平成病院（大阪府豊中市）
- 東浦平成病院（兵庫県淡路市）
- 藤枝平成記念病院（静岡県藤枝市）
- 平成病院（兵庫県南あわじ市）
- 平成病院（愛媛県大洲市）
- 平成記念病院（大阪府豊中市）
- 平成記念病院（奈良県橿原市）
- 平成記念病院（島根県雲南市）
- 平成立石病院（東京都葛飾区）
- 平成脳神経外科病院（愛媛県松山市）
- 山口平成病院（山口県岩国市）
- 神戸平成病院（兵庫県神戸市）

### 橋梁・トンネル
- 平成川島橋（岐阜県各務原市）
- 平成大橋（北海道旭川市）
- 平成大橋（新潟県新潟市）
- 平成大橋（群馬県前橋市）
- 平成大橋（愛知県刈谷市）
- 平成橋（東京都板橋区）
- 平成橋（北海道釧路市）
- 平成記念橋（愛知県豊田市）
- 平成大橋（大分県豊後大野市）

### その他
- 平成大堰
- 平成書体 - 平成元年に発表されたことに因む。
- 平成に改元した翌日の平成元年（1989年）1月8日付の朝日新聞朝刊に、新元号と同じ平 成（たいら しげる）や○○平成（○○へいせい）という氏名の人物が数人いることが掲載された[227]。マスコミの中には（たいら しげる）さん個人を見つけ出してインタビューする番組も見られた。
- 平成 (小惑星)